# Origini della guerra di secessione americana

Mappa animata sulla situazione della schiavitù negli Stati Uniti d'America e nei suoi domini territoriali tra il 1789 e il 1861.

Gli storici che studiano le cause e le origini della guerra di secessione americana analizzano le motivazioni che indussero sette Stati federati degli Stati Uniti d'America del Sud a proclamare la secessione dall'Unione e a formare gli Stati Confederati d'America, e quelle del Nord che rifiutarono di accettare pacificamente la secessione.
Mentre la maggior parte degli studiosi concorda sul fatto che i conflitti ideologici sul tema dello schiavismo e della sua possibilità di estensione, trascinatisi per decenni, crearono le condizioni per lo scoppio della guerra, essi non sono però unanimemente d'accordo se le radici della divisione fossero di tipo economico, politico oppure sociale.
Il principale catalizzatore fu la questione della schiavitù, in particolar modo la battaglia politica condotta dai sudisti sul "diritto" di estendere la schiavitù anche nei Territori federali del West. Un altro fattore che si incise profondamente nell'idea secessionista fu il nazionalismo bianco meridionale ("White Southerners"). La ragione principale per cui il Nord rifiutò il "diritto alla secessione" fu quello della preservazione dell'unità nazionale. La maggior parte del dibattito continua però a concernere la prima domanda: sulle ragioni cioè per cui alcuni Stati del Sud abbiano ad un certo momento scelto di separarsi.
Abraham Lincoln vinse le elezioni presidenziali del 1860, raccogliendo la maggioranza assoluta dei grandi elettori senza presentarsi in ben dieci Stati meridionali. La sua vittoria innescò dichiarazioni di secessione da parte di sette Stati schiavisti del Sud le cui economie erano tutte fondate sul cotone coltivato sfruttando il lavoro gratuito degli schiavi afroamericani. Prima ancora che Lincoln entrasse in carica fu creata la "Confederazione del Sud"; i fautori dell'unità nazionale al nord e coloro che erano rimasti unionisti al sud rifiutarono di riconoscere come legittimi i proclami di secessione. Per tutta la durata della guerra civile nessun governo straniero riconobbe mai ufficialmente i secessionisti.

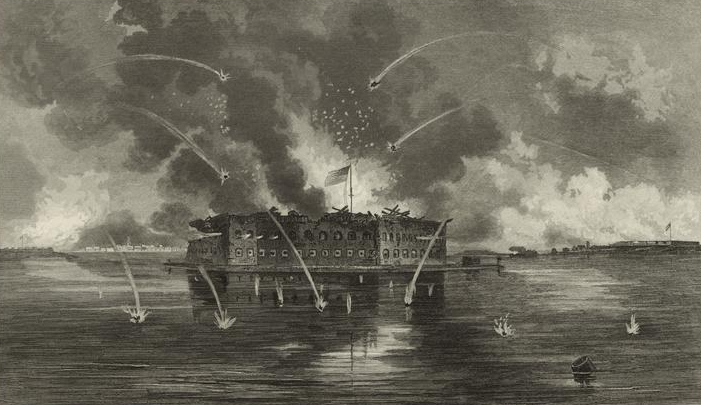
La battaglia di Fort Sumter: l'attacco confederato ad una fortezza dell'Union Army nella Carolina del Sud avvenuto nell'aprile 1861. Rappresentò lo scontro di apertura della guerra civile.

La presidenza di James Buchanan, in scadenza, rifiutò di rinunciare alle proprie fortezze, situate al Sud ma su terreni di proprietà federale, ma esse vennero immediatamente rivendicate dai secessionisti. Il primo sparo deflagrò il 12 aprile 1861, quando le forze sudiste bombardarono Fort Sumter, un importante fortino dell'Union Army situato all'entrata del porto di Charleston in Carolina del Sud. La battaglia di Fort Sumter fu il primo scontro armato della guerra civile. 

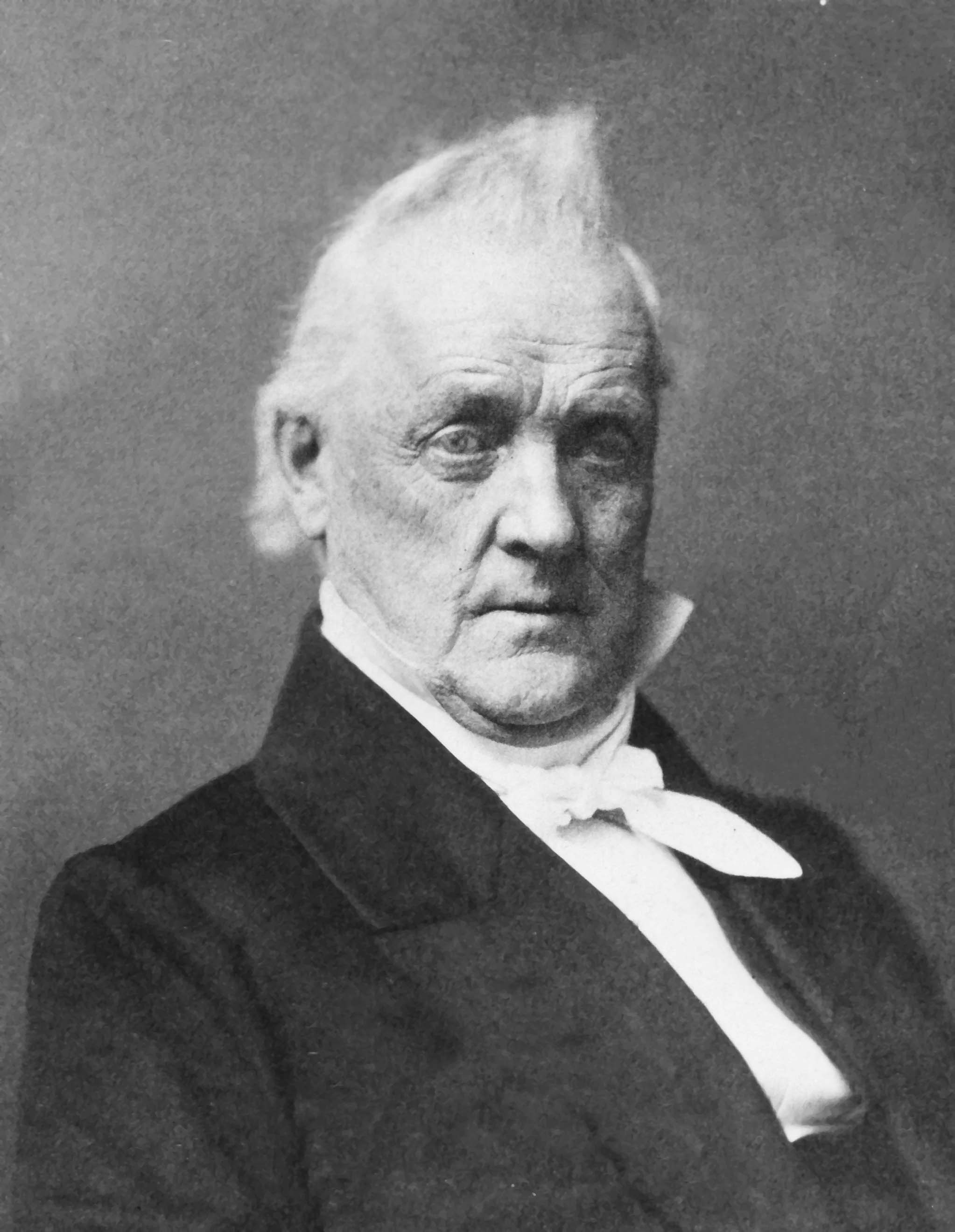
Foto di James Buchanan.

Una giuria di storici nel 2011 scrisse "mentre la questione della schiavitù, con i suoi molteplici e sfaccettati malcontenti, fu la causa primaria della disunione, fu la disunione stessa a provocare lo scoppio della guerra".
Lo storico David Morris Potter, vincitore del premio Pulitzer, scrive: "Il problema per gli americani che, nell'età di Lincoln, volevano liberare gli schiavi non era semplicemente che i meridionali volevano il contrario, ma tra i loro stessi valori ve ne era uno in conflitto: volevano che la Costituzione degli Stati Uniti d'America, che proteggeva implicitamente la schiavitù, continuasse a venire onorata, ma anche che l'Unione, che avevano in comunione con gli schiavisti, dovesse essere preservata; erano quindi impegnati in due valori ideali contrapposti che non potevano essere riconciliati logicamente.
Altri fattori che contribuirono furono una politica con due partiti politici fortemente opposti, l'abolizionismo, l'idea di "nullificazione" e la teoria dei diritti degli Stati, una visione di nazione diversa al sud rispetto al nord, la dottrina dell'espansionismo verso ovest (il "destino manifesto") e, con l'espansione nei Territori, anche l'espansione del lavoro schiavista, le due economie radicalmente diverse, la modernizzazione industriale.

## Rivalità geografiche e dati demografici
Alla metà del XIX secolo gli Stati Uniti d'America erano diventati una nazione con due regioni nettamente distinte. Da una parte gli Stati liberi della Nuova Inghilterra, degli Stati Uniti d'America nord-orientali e degli Stati Uniti d'America medio-occidentali possedevano un'economia in rapido sviluppo fondata soprattutto sulle fattorie a gestione familiare, l'industria, l'estrazione mineraria, il commercio e i trasporti, con una popolazione urbana ampia ed in forte crescita. Una tale crescita era alimentata da un alto tasso di natalità e da un gran numero di immigrati, soprattutto di irlandesi, tedeschi e anglosassoni in genere. Il Sud era invece dominato da un sistema tradizionale di economia di piantagione, perlopiù a monocoltura, essenzialmente basato sul lavoro servile. La popolazione del sud cresceva anche di meno, a parte casi particolari come nel Texas grazie ad alti tassi di natalità associati ad una consistente immigrazione proveniente dagli altri Stati del Sudest, mentre quella europea fu in misura assai minore. Il Sud, rimasto sostanzialmente rurale, aveva pochi centri urbani di una dimensione considerevole e una scarsa produzione industriale, tranne nelle zone di confine come Saint Louis e Baltimora. I grandi proprietari di schiavi e di latifondo controllavano interamente la politica ed il sistema economico della regione, e questo sebbene almeno il 75% delle famiglie di bianchi americani non possedessero schiavi.
      Stati che si separarono prima del 15 aprile 1861
      Stati che si separarono dopo il 15 aprile
      Stati che permettevano lo schiavismo, ma che non si separarono
      Stati dell'Unione che proibivano la schiavitù
      Territori rimasti sotto il controllo dell'Union Army

Crisi secessionista del 1861.
Mappa:
Stati che si separarono prima del 15 aprile 1861
Stati che si separarono dopo il 15 aprile
Stati che permettevano lo schiavismo, ma che non si separarono
Stati dell'Unione che proibivano la schiavitù
Territori rimasti sotto il controllo dell'Union Army

La crescita della popolazione del Nord molto più rapida rispetto al Sud rese sempre più difficoltoso per il Sud continuare ad influenzare le istituzioni federali quanto nei decenni precedenti, grazie al Partito Democratico, ideologicamente favorevole al Sud. Alle elezioni del 1860 gli Stati meridionali agricoli contavano meno, nel collegio elettorale, rispetto agli Stati settentrionali sulla via dell'industrializzazione. Lincoln fu quindi in grado di vincere le elezioni senza presentarsi in ben dieci Stati sudisti; questi ultimi ebbero la sensazione di essere ignorati da parte delle istituzioni federali e temettero di essere estromessi dal potere politico nazionale, che avevano a lungo dominato.
Nel tentativo di mantenere l'unità della nazione, i politici di spicco avevano fino ad allora moderato la loro opposizione alla pratica schiavista, con il risultato più evidente d'introdurre numerosi "compromessi", ad iniziare dal compromesso del Missouri nel 1820 nel corso della presidenza di James Monroe. A seguito della guerra messico-statunitense fortemente voluta dalla presidenza di James Knox Polk (1846 - 1848) la questione della schiavitù nei nuovi vasti territori acquisiti grazie alla cessione messicana portò al successivo compromesso del 1850. Esso evitava un'immediata crisi politica, ma non risolveva però la questione del cosiddetto potere schiavista: la capacità degli Stati schiavisti di controllare le decisioni legislative nazionali. Parte integrante del compromesso del 1850 fu la Fugitive Slave Law, che molti nordisti trovarono estremamente offensiva in quanto richiedeva loro di favorire la cattura degli schiavi fuggiaschi, imponendone la restituzione ai legittimi proprietari che ne avessero reclamata la proprietà.
Con l'emergere di una contrapposizione virulenta tra le due ideologie a base geografica, il crollo del "secondo sistema dei partiti" durante gli anni 1850 ostacolò ancor più i tentativi di un nuovo compromesso.
Farsi un'idea esatta delle reali condizioni in cui verso la metà del XIX secolo vivevano e lavoravano gli schiavi è oggi assai difficile: è di ostacolo innanzitutto la nostra stessa moralità, cui la sola idea che un essere umano possa venire comperato e venduto come un montone fa orrore. Su questo terreno noi siamo portati facilmente a condannare in blocco e senza appello tutto il Sud come una terra di degenerati e carnefici, sordi ai motivi più elementari dell'umanità.
La legge detta Kansas-Nebraska Act del 1854 indignò ulteriormente un gran numero di nordisti, tanto da indurli a creare una nuova formazione politica: il Partito Repubblicano. Questo fin da principio si basò quasi interamente sul sostegno che gli poteva provenire dal Nord. Il Nord in via di industrializzazione e il Medio-Ovest agrario si schierarono per un'etica del "lavoro libero".
Correnti di pensiero che sostenevano che la schiavitù fosse indesiderabile per la nazione esistevano già dall'inizio degli Stati Uniti, e nei primi tempi avevano visto concordare anche alcuni importanti esponenti del Sud. Dopo il 1840 gli abolizionisti incominciarono a denunciare la schiavitù non più solo come un male sociale ma anche come un "errore morale". Il militante del Partito Repubblicano, solidamente nordista, aveva un differente punto di vista: credeva che la cospirazione del "potere schiavista" ambisse a mantenere sotto controllo il governo federale con l'obiettivo di estendere lo schiavismo all'intera nazione
. I difensori della schiavitù meridionali da parte loro sostenevano sempre più che il sistema schiavista portava beneficio ai neri stessi.

Declaration of Independence di John Trumbull (1819). Il famoso dipinto viene spesso identificato come una rappresentazione della firma della dichiarazione d'indipendenza, ma in realtà mostra la commissione di redazione che presenta il suo lavoro al Congresso continentale.

(Raimondo Luraghi, Storia della guerra civile americana BUR 1994 Vol I, pag. 142.)

## Tensioni regionali e compromessi

### I primi anni dell'indipendenza
Al tempo della rivoluzione americana l'istituto schiavista era saldamente stabilito nelle Tredici colonie, specialmente nei sei Stati meridionali, dal Maryland alla Georgia; circa mezzo milione di schiavi in totale erano sparsi in tutte le colonie. Nel Sud oltre il 40% della popolazione era costituita da schiavi afroamericani e mentre i coloni e i pionieri si trasferivano nel Kentucky appena istituito, quasi un sesto dei nuovi abitanti era schiavo. Dopo la guerra d'indipendenza americana gli Stati della Nuova Inghilterra erano l'origine della maggior parte delle navi negriere statunitensi utilizzate nella tratta atlantica degli schiavi africani; mentre la maggior parte dei loro clienti si trovava in Georgia, in Carolina del Nord e in quella del Sud.
Nel corso di questi primi anni molti statunitensi trovarono agevole conciliare la Bibbia con la schiavitù, ma altri rifiutarono una giustificazione religiosa. Uno piccolo movimento antischiavista guidato dai quaccheri nacque durante gli 1780 ed ebbe una certa influenza. Al termine del decennio tutti i nuovi Stati, ad eccezione della Georgia, avevano proibito la tratta internazionale degli schiavi. Nessun serio movimento politico a livello nazionale contro lo schiavismo tuttavia ebbe modo di svilupparsi, in quanto la preoccupazione principale era la conquista e il mantenimento dell'indipendenza. Quando si riunì per la prima volta la Convenzione costituzionale proprio la schiavitù fu l'unica questione "che ebbe meno possibilità di vedere un compromesso, quella che fece scontrare la morale e il pragmatismo". Alla fine, molti furono sollevati per il fatto che la parola "schiavitù" non venisse mai citata esplicitamente nella nuova Costituzione. La "clausola dei 3/5" (uno schiavo andava conteggiato tre quinti di un uomo libero nei censimenti per attribuire il numero di deputati) era un compromesso tra il Nord (che non voleva conteggiare gli schiavi) e il Sud (che li voleva conteggiati per intero). La Costituzione assegnava al governo federale il compito di tutelare la stabilità interna reprimendo con la forza episodi di violenza, e questo avrebbe permesso di impiegare le istituzioni federali per stroncare eventuali rivolte di schiavi. Fu deciso che per vent'anni non si potesse bloccare l'importazione di schiavi. Il meccanismo costituzionale che prevedeva una maggioranza qualificata dei tre quarti per le modifiche alla Costituzione rendeva improbabile nell'immediato futuro l'abolizione della schiavitù.
Con la messa al bando del commercio degli schiavi africani a partire dal 1º gennaio 1808, gran parte dell'opinione pubblica sentì che il "problema della schiavitù" era stato finalmente risolto. Qualsiasi discussione a livello nazionale sulla questione schiavista fu sommersa dai problemi di quegli anni, l'embargo, la concorrenza marittima con l'impero britannico e la Francia ed infine la guerra anglo-americana del 1812. L'unica eccezione a questa quiete sulla schiavitù avvenne nella Nuova Inghilterra con il sommarsi della frustrazione verso il conflitto contro gli inglesi ed il risentimento verso la "clausola di 3/5" che sembrava consentire all'élite agraria sudista di mantenere il controllo della politica nazionale.

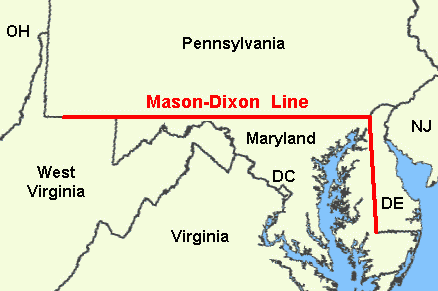
La linea Mason-Dixon che segna il confine geopolitico tra Nord e Sud.

Durante o subito dopo la rivoluzione (1775 - 1783) gli Stati situati a Nord della linea Mason-Dixon, che separava la Pennsylvania dal Maryland e dal Delaware, abolirono la schiavitù nel 1804, sebbene in alcuni Stati gli schiavi presenti non furono immediatamente liberati. Nell'ordinanza del nordovest del 1787 il Congresso (ancora operante secondo gli articoli della Confederazione) escluse la possibilità di impiantare lo schiavismo nel Territorio del nord-ovest a Nord del fiume Ohio; mentre quando vennero organizzati i Territori meridionali ottenuti con l'acquisto della Louisiana (venduta da Napoleone Bonaparte nel 1804) non fu previsto alcun divieto della schiavitù.

### Compromesso del Missouri

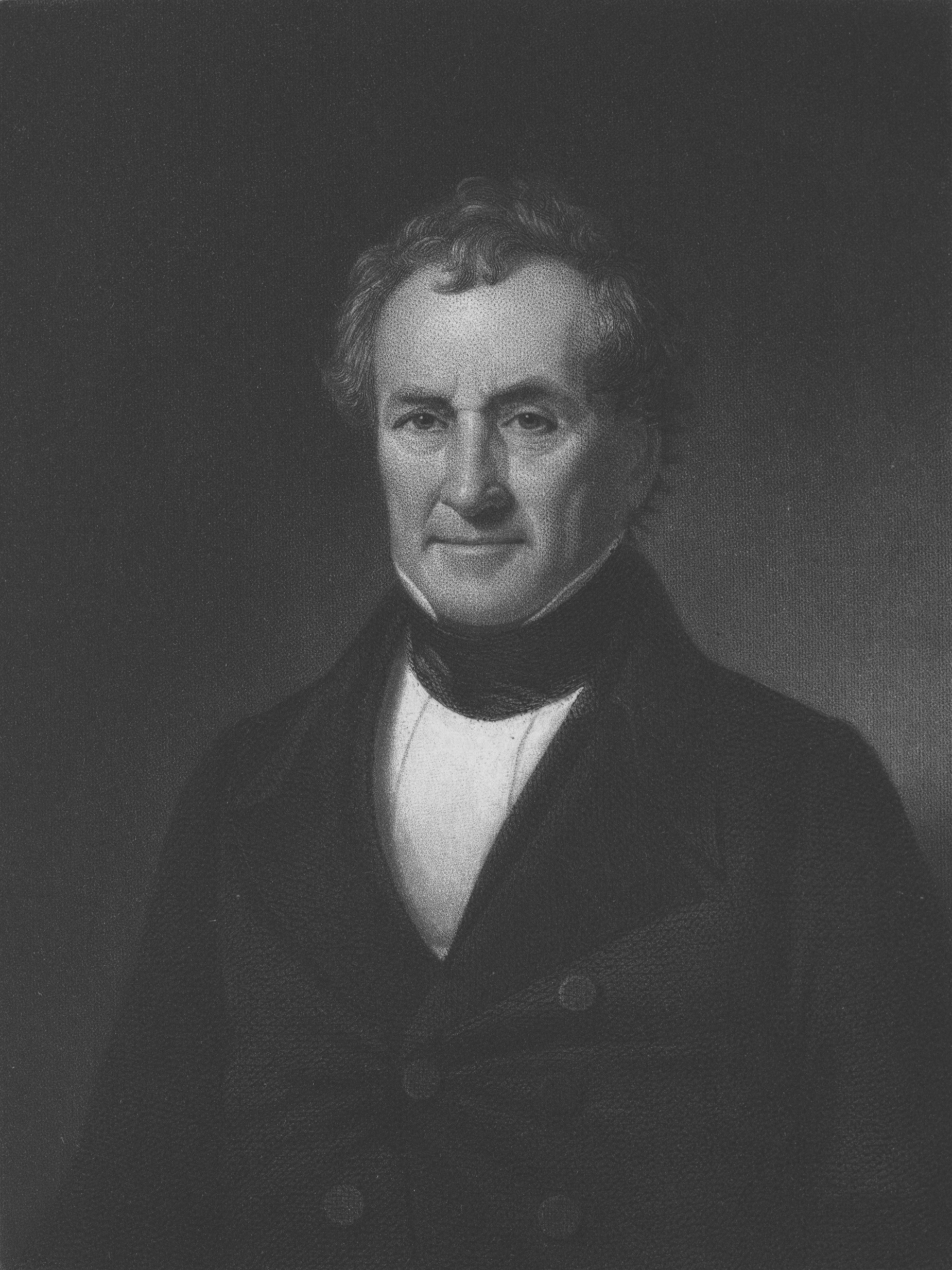
Ritratto di James Tallmadge.

Nel 1819 il deputato alla Camera dei rappresentanti James Tallmadge Jr. dello Stato di New York provocò una viva reazione del Sud quando propose due emendamenti ad una legge che avrebbe permesso di ammettere il Missouri negli Stati Uniti d'America in qualità di Stato libero: la prima avrebbe proibito agli schiavi di esservi trasferiti, mentre la seconda avrebbe liberato tutti gli schiavi presenti nello Stato e nati dopo l'ammissione nell'Unione, al compimento dei 25 anni di età. Dopo l'ingresso dell'Alabama nel 1819 come Stato schiavista vi era un perfetto equilibrio, con undici Stati schiavisti ed altrettanti liberi. L'ammissione del nuovo Stato del Missouri pertanto avrebbe dato la maggioranza ad una delle due parti; i sudisti premevano perché la sua Costituzione permettesse la schiavitù, l'emendamento Tallmadge avrebbe invece concesso la maggioranza agli Stati liberi del Nord.

La linea del compromesso del Missouri, in blu gli Stati liberi, in rosso quelli schiavisti.

I due disegni di legge contro la schiavitù furono approvati alla Camera, ma vennero respinti dal Senato dove cinque senatori di Stati liberi votarono insieme a quelli schiavisti. La questione diventava allora l'ammissione del Missouri come Stato schiavista, con molte personalità che cominciarono a condividere il timore di Thomas Jefferson di una crisi generale dovuta alla schiavitù: timore che Jefferson descrisse come "una campana d'allarme incendio nella notte". Questa prima crisi fu però accettabilmente risolta dal compromesso del Missouri del 1820, che procedette all'ammissione contemporanea del Maine come Stato libero e del Missouri come Stato schiavista. Il compromesso inoltre vietò la schiavitù nei nuovi territori ad Ovest del Missouri e sopra il parallelo 36°30'. Tale soluzione placò il problema fino a quando i limiti imposti all'espansione dello schiavismo furono rimessi in discussione dalla legge Kansas-Nebraska Act del 1854.
Nel Sud la "crisi del Missouri" risvegliò i timori che un forte governo federale centralizzato potesse col tempo trasformarsi in una minaccia mortale per la pratica schiavista. La coalizione tra latifondisti del Sud e agricoltori del Nord, alla base della cosiddetta democrazia jeffersoniana, e in opposizione al Partito Federalista, aveva già iniziato a dissolversi alla fine della guerra anglo-americana. Con la crisi dovuta al Missouri gli statunitensi iniziarono a rendersi conto della possibilità di usare al Nord la schiavitù a fini politici, ma fu solo con la "politica delle masse" propugnata da Andrew Jackson che la formazione di un partito politico fondato su questo tema divenne praticabile.

### Crisi della Nullificazione

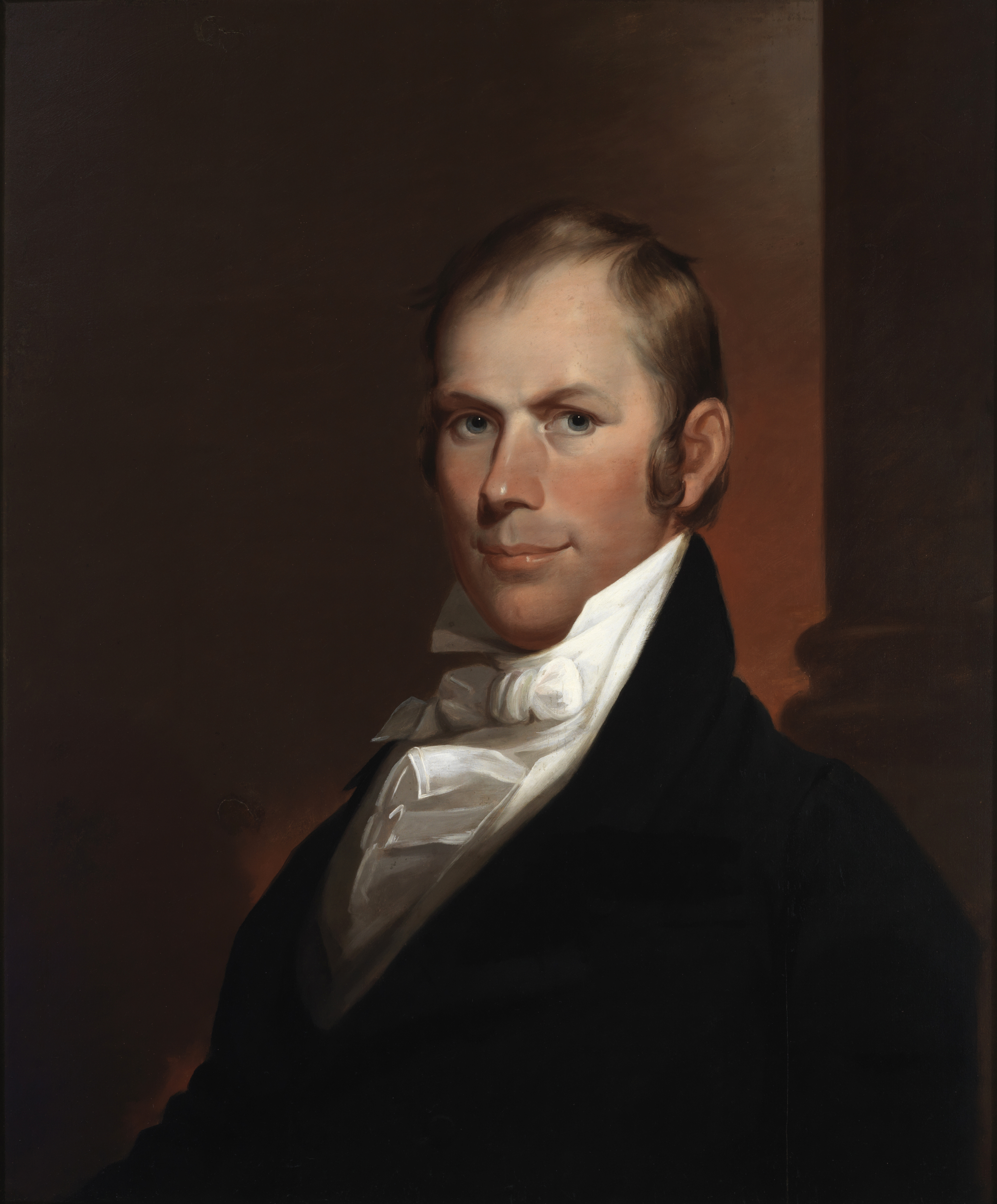
Henry Clay nel 1818 in un ritratto di Matthew Harris Jouett.

Il sistema americano, un programma politico concepito dall'importante parlamentare del Kentucky Henry Clay, ed appoggiato da molti fautori dell'unione nazionale favorevoli alla guerra del 1812, come John C. Calhoun della Carolina del Sud, spingeva per una rapida modernizzazione economica, su tariffe doganali protezioniste, lavori pubblici infrastrutturali finanziati a livello federale e l'istituzione di una banca centrale. Lo scopo era creare le condizioni per lo sviluppo di un'industria statunitense ed del commercio internazionale. Poiché il ferro, il carbone e l'energia idroelettrica si trovavano principalmente nel Nord, tale programma economico ad ampio respiro era destinato ad alimentare il rancore al Sud, la cui economia si basava sull'agricoltura. I sudisti iniziarono a denunciare i presunti favoritismi a vantaggio del Nord.
Gli Stati Uniti soffrirono di una grave crisi economica per tutti gli anni 1820 e proprio la Carolina del Sud ne rimase particolarmente colpita; la protezionista legge sui dazi del 1828 (denominata "dazi dell'abominio" dai suoi detrattori) pensata per proteggere l'industria tassando i prodotti finiti importati fu promulgata nell'ultimo anno della presidenza di John Quincy Adams. Gli oppositori al protezionismo, numerosi al Sud, speravano che la vittoria di Andrew Jackson alle elezioni presidenziali del 1828 avrebbe portato alla diminuzione dei dazi.

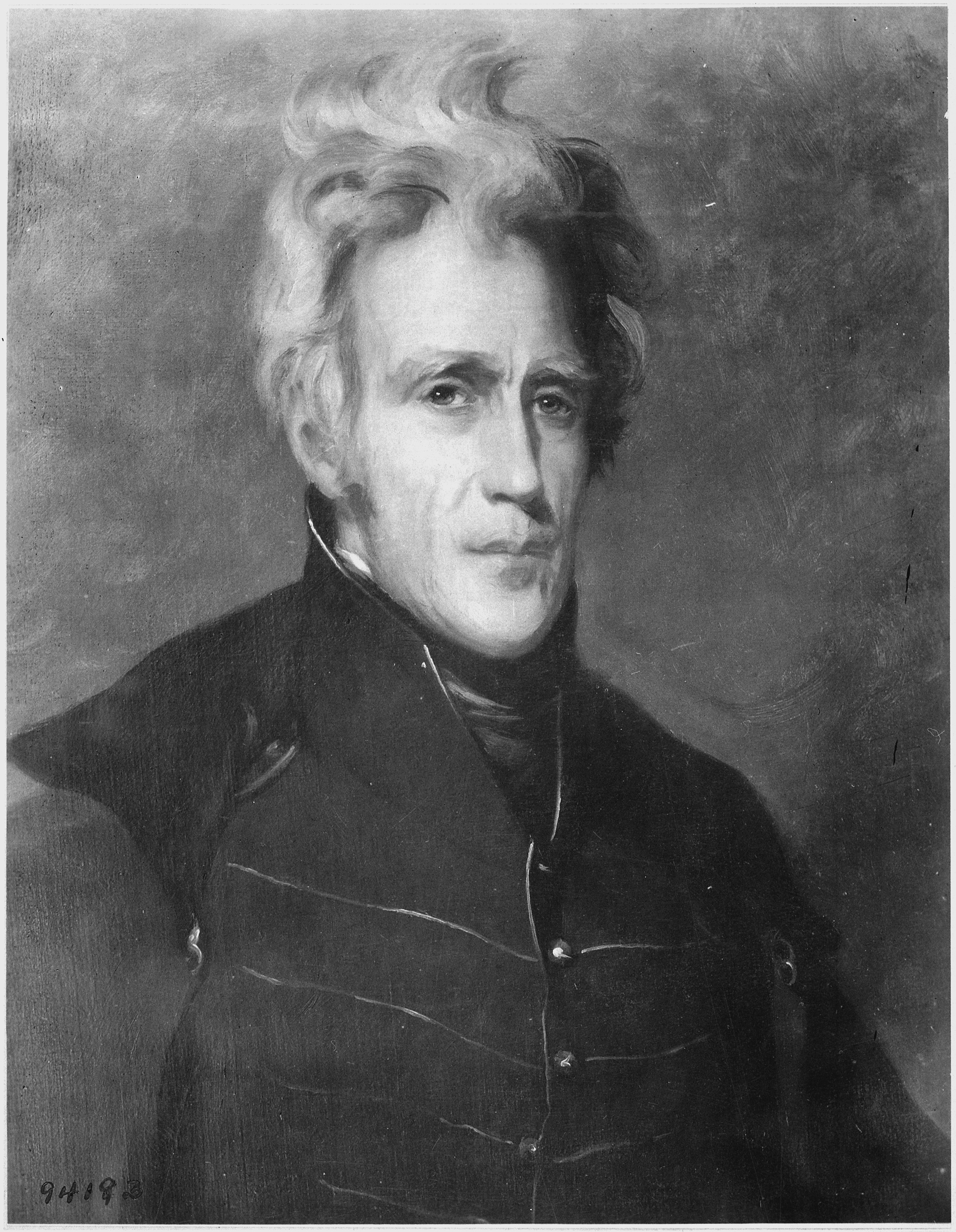
Il presidente Andrew Jackson ritenne che i proclami della Carolina del Sud che annullavano le leggi sui dazi federali del 1828 e del 1832 equivalessero a tradimento. La questione dei diritti degli Stati rimase fondamentale fino alla guerra di secessione americana, circa 30 anni dopo.

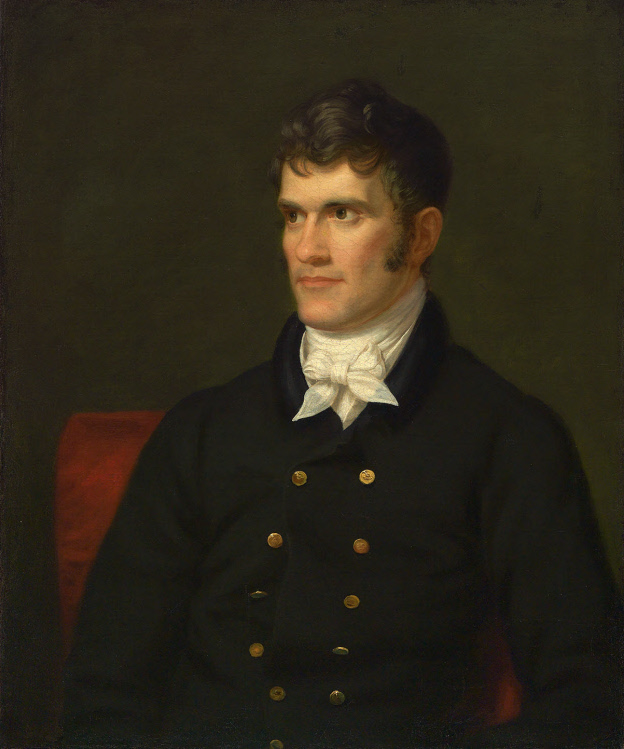
John C. Calhoun nel 1822 in un ritratto di Charles Bird King.

Nel 1828 il dibattito politico in Carolina del Sud era incentrato sui dazi. Quando si vide che la presidenza di Andrew Jackson non aveva l'intenzione di ridurli, la fazione più radicale dei dirigenti della Carolina del Sud incominciò a chiedere che lo Stato dichiarasse nulle le leggi sui dazi all'interno dei propri confini. Lo stesso vicepresidente di Jackson, John C. Calhoun della Carolina del Sud, si schierò con il suo Stato, ispirandone perfino l'azione con la dichiarazione nota come South Carolina Exposition and Protest del dicembre 1828 e divenne rapidamente il più efficace sostenitore della teoria costituzionale che legittimava la "nullificazione" di una legge federale sgradita da parte di ogni singolo Stato.
Il Congresso approvò una nuova legge sui dazi nel 1832, dando però poca soddisfazione alla Carolina del Sud, con il risultato di scatenare la più pericolosa crisi regionale della storia della nazione fino ad allora. Alcuni esponenti della Carolina del Sud giunsero persino a suggerire un ritiro dall'Unione come risposta; fu il primo accenno alla secessione sudista. Il parlamento della Carolina del Sud, recentemente eletto, chiese rapidamente l'elezione di delegati a una speciale assemblea statale; una volta riunita questa approvò un'ordinanza che dichiarava nulle le leggi sui dazi del 1828 e del 1832 all'interno dei confini statali. Il presidente Jackson rispose con fermezza, proclamando l'annullamento un tradimento e minacciando l'uso della forza per ristabilire la legalità. Fece inoltre rafforzare le fortezze federali presenti in Carolina del Sud.
Io sono per la Costituzione degli Stati Uniti d'America così com'è e per l'Unione così com'è. Essa è, o signori, la Costituzione del popolo, il governo del popolo, fatto per il popolo, fatto dal popolo e responsabile davanti al popolo. Libertà e Unione, ora e sempre, legate e indissolubili! La verità è che il popolo degli Stati Uniti è uno solo.
La Costituzione stabilisce un'istituzione federale e non una semplice "lega" [...] Affermare che ogni Stato federato può, a proprio piacimento, ritirarsi dall'Unione equivale a dire che gli Stati Uniti d'America non sono una nazione.
Lo scoppio di un conflitto violento sembrò sempre più possibile all'inizio del 1833, quando i sostenitori del presidente Jackson presentarono al Congresso un disegno di legge per autorizzare il presidente ad utilizzare l'esercito federale per far rispettare le leggi federali (la Force Bill). Nessun altro Stato seguì la Carolina del Sud, tanto che i dirigenti di questa erano divisi se continuare il braccio di ferro con il governo federale. La crisi terminò quando Clay e Calhoun iniziarono a lavorare insieme per elaborare una legge sui dazi di compromesso. Entrambe le parti alla fine rivendicarono la vittoria; gli uni per aver ottenuto la revisione al ribasso dei dazi, gli altri per la dimostrazione che nessun singolo Stato poteva sottrarsi alle leggi federali.
Calhoun in seguito cercò di costruire un sentimento di solidarietà tra Stati del Sud, cosicché in un'altra situazione di stallo l'intera regione avrebbe potuto fare blocco di resistenza al governo centrale. Già nel 1830, durante la crisi, egli identificò il diritto di possedere schiavi, fondamento del sistema agricolo di piantagione, come il principale diritto che il Sud, minoritario, vedeva sempre più minacciato:
Il 1º maggio 1833 lo stesso presidente Andrew Jackson notò, scrivendo di quest'idea, che:
Io ritengo che nello stato attuale della civiltà, dove due razze di origine diversa, distinte per colore e per altre differenze fisiche, oltre che intellettuali, vivono insieme, la relazione, così com'è ora esistente negli Stati schiavisti, tra le due è, invece di un male, un bene, un bene effettivo. Posso dire con verità [...] quindi che non è mai esistita una società benestante e civilizzata in cui una parte della comunità non abbia vissuto del lavoro dell'altra parte.
Il problema si ripresentò con la legge sui dazi del 1842 (Black Tariff). Un periodo di relativo libero scambio seguì la legge sui dazi Walker del 1846, in larga parte scritta dai meridionali. Gli industriali del Nord (seguiti da alcuni della futura Virginia Occidentale) si lamentarono però che i dazi fossero troppo bassi per favorire la crescita industriale.
La vicenda politica successiva alla presidenza di Andrew Jackson è la storia del modo in cui si collocarono le diverse forze di fronte al problema schiavista. Posto al centro del dibattito esso suscitava rivalità economiche, politiche e ideologiche. La guerra tra Nord e Sud rappresentò il prolungamento militare del conflitto sociale, economico e territoriale che si era acuito per un'intera generazione

### Dibattiti sulla "regola del bavaglio"
Tra il 1831 e il 1836 William Lloyd Garrison e la American Antislavery Society fecero campagna per una petizione al Congresso che chiedesse l'abrogazione dello schiavismo nel distretto di Washington e in tutti gli altri territori sotto la giurisdizione diretta federale: furono raccolte centinaia di migliaia di adesioni inviate al Congresso, con un numero che raggiunse il suo picco nel 1835.
Il 26 maggio 1836 la Camera dei rappresentanti approvò le "risoluzioni Pickney". La prima di esse stabilì che il Congresso non aveva l'autorità costituzionale per interferire con la pratica schiavista vigente nei singoli Stati; la seconda che "non avrebbe dovuto" farlo nel distretto di Columbia; la terza infine, nota come "regola del bavaglio", previde che:
Le prime due risoluzioni furono approvate con 182 favorevoli contro 8 e 132 contro 45. La "regola del bavaglio", sostenuta dai Democratici sia del Nord che del Sud e da alcuni deputati meridionali del Partito Whig fu approvata con un voto di 117 contro 68.

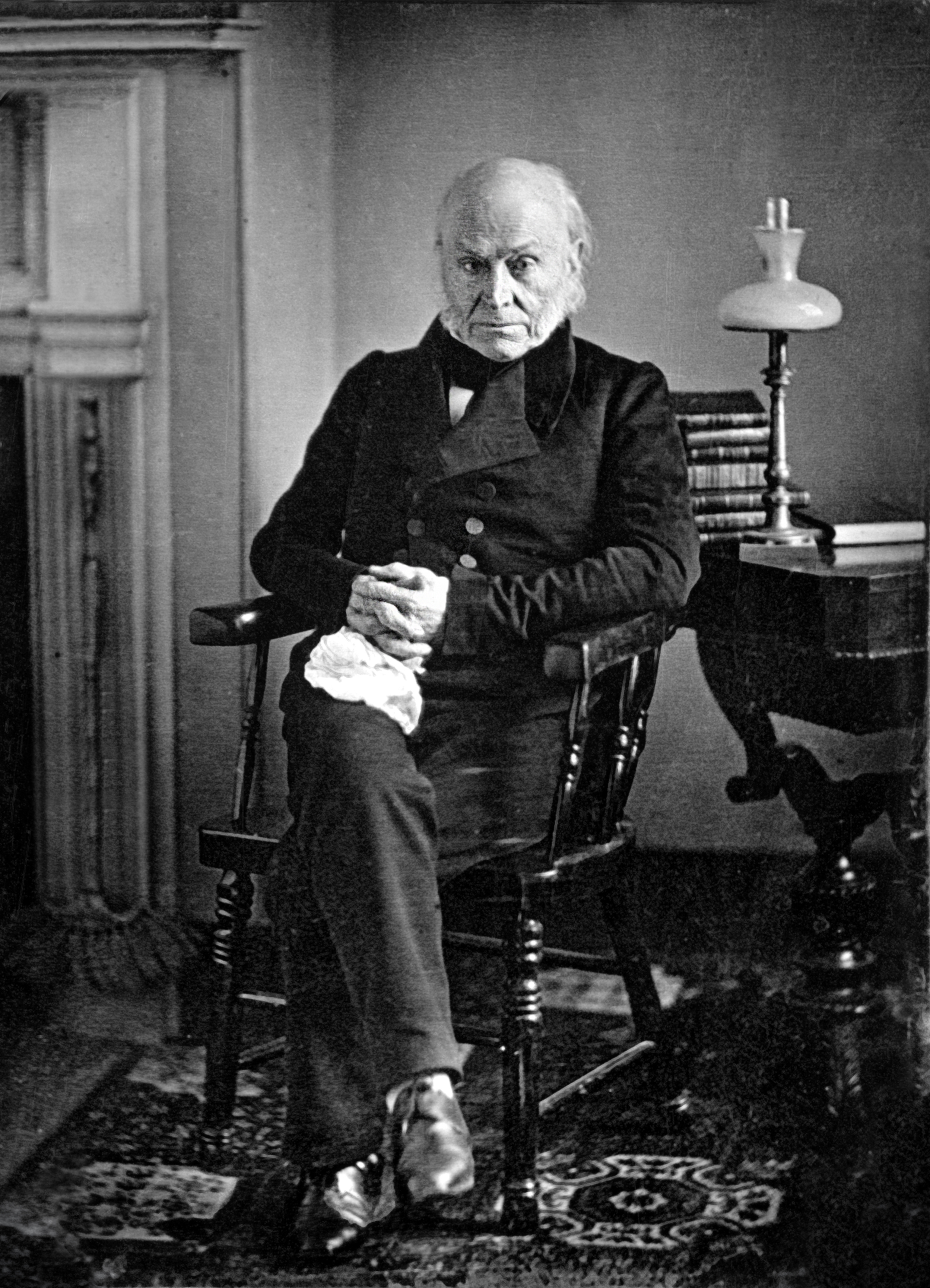
L'ex presidente John Quincy Adams in un dagherrotipo del 1843 circa: fu antischiavista, contrario alle "regole del bavaglio" volute dai sudisti e avvocato difensore al processo contro l'Amistad.

L'ex presidente John Quincy Adams, deputato alla Camera dal 1830, divenne presto una delle figure centrali nell'opposizione alla "regola del bavaglio". Egli sosteneva che fossero una violazione del diritto esplicitato nel primo emendamento di "presentare una petizione al governo per ottenerne riparazione di danni". La maggioranza dei Whig nordisti si unì all'opposizione. L'effetto della "regola del bavaglio", lungi dal far sparire le petizioni contro la schiavitù, fu di suscitare sdegno al Nord, che portò al drastico aumento di petizioni.
Dal momento che la "regola del "bavaglio" era una risoluzione e non faceva parte del regolamento permanente, essa dovette essere rinnovata ad ogni apertura di sessione parlamentare; la fazione di Adams spesso riuscì a guadagnarsi il diritto di parola prima che il "bavaglio" fosse imposto. Nel gennaio del 1840, tuttavia, la Camera approvò un nuovo articolo 21 del regolamento, che proibiva anche la sola ricezione delle petizioni contro la schiavitù. Furono sollevati dubbi sulla costituzionalità del nuovo articolo, e la sua approvazione avvenne con meno ampiezza rispetto alle "risoluzioni Pickney", con 114 voti contro 108. Durante il "periodo del bavaglio" il "superiore talento nell'uso ed abuso delle regole parlamentari" da parte di Adams e la sua abilità nel far commettere errori agli avversari, gli permise di eludere la regola e di far discutere della schiavitù. La "regola del bavaglio" fu abrogata il 3 dicembre 1844 con un voto a base fortemente geografica, 108 contro 80; con tutti i Whig del Nord e quattro del Sud a favore dell'abrogazione, insieme a 55 dei 71 Democratici del Nord.

### Sud prebellico e Unione
Fin dall'indipendenza degli Stati Uniti si era aperta la discussione sui limiti dei governi statali e di quello federale, e sulla gerarchia dell'essere cittadini dello Stato e della nazione. Le risoluzioni del Kentucky e della Virginia del 1798, per esempio, avevano sfidato le leggi federali contro l'immigrazione (le Alien and Sedition Acts); mentre alla conferenza di Hartford la Nuova Inghilterra si oppose alla presidenza di James Monroe e alla guerra anglo-americana del 1812, giungendo a paventare una secessione.

#### Cultura sudista

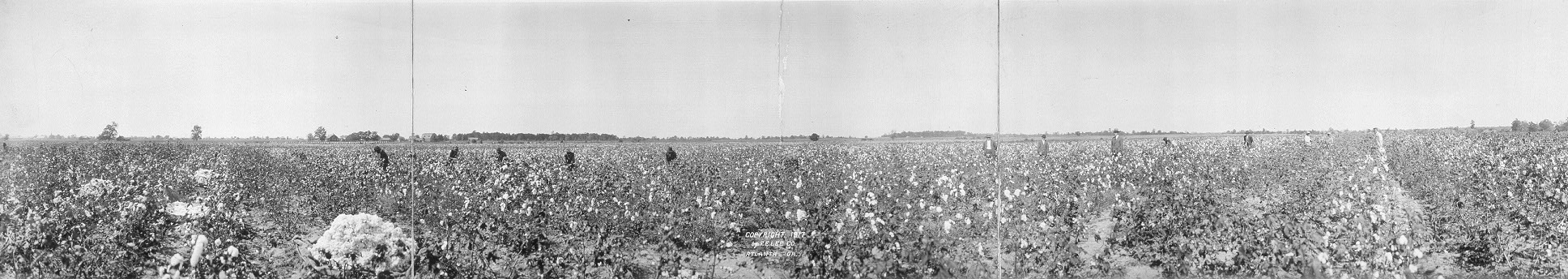
Raccolta della fibra di cotone nella Georgia.

Sebbene solo una minoranza di sudisti bianchi possedesse schiavi, i sudisti liberi di tutte le classi sociali difesero l'istituzione della schiavitù, percependola come minacciata dai movimenti abolizionisti del Nord, poiché la consideravano la pietra angolare del loro ordine sociale tradizionale.
Ci si chiederà probabilmente: perché non trattenere e incorporare i negri nello Stato? Pregiudizi profondamente radicati tra i bianchi; decine di migliaia di ricordi, da parte dei negri, di offese da essi subite; nuove provocazioni; l'effettiva diversità naturale e molte altre circostanze ci dividerebbero in fazioni e produrrebbero rivolgimenti che probabilmente non finirebbero se non con lo sterminio di una o dell'altra stirpe.
Il più temibile di tutti i mali che minacciano l'avvenire degli Stati Uniti nasce dalla presenza dei neri nella loro terra... questo male è la schiavitù. Il Cristianesimo l'aveva distrutta; i cristiani del XVI secolo l'hanno ristabilita; tuttavia hanno preso dura di limitarla ad una sola delle razze umane. In tal guisa essi hanno offerto all'umanità una ferita meno larga, ma infinitamente più difficile a curarsi.
Fondamentalmente strutturata sull'economia schiavista di piantagione la struttura sociale del Sud rimase molto più stratificata e intrisa di paternalismo e patriarcato di quanto non lo fosse mai stata nel Nord.
Secondo il Censimento del 1850 esistevano all'incirca 350.000 proprietari di schiavi su una popolazione totale di bianchi liberi che assommava a 6 milioni di persone. Tra questi schiavisti la concentrazione della proprietà di schiavi non era distribuita in modo uniforme. Si stima che poco più del 7% dei latifondisti di piantagioni possedeva da solo i tre quarti della popolazione schiava al di sotto della linea Mason-Dixon; i maggiori proprietari rappresentavano lo strato superiore della società meridionale. Per beneficiare di economie di scala ebbero bisogno di un gran numero di schiavi nelle sempre più vaste piantagioni che producevano esclusivamente cotone, un raccolto ad alta intensità di manodopera ed altamente redditizio.
Secondo il Censimento del 1860 nei 15 Stati schiavisti i titolari proprietari di almeno o più di 30 schiavi, il 6,5% del totale, possedevano 1.540.000 esseri umani ridotti in schiavitù perpetua, ovvero il 39% di tutti gli schiavi esistenti sul territorio nazionale.
Nel corso degli anni 1850, mentre i proprietari di piantagioni di grandi dimensioni battevano la concorrenza dei piccoli agricoltori, la proprietà di schiavi andrò concentrandosi in mano a un numero relativamente ristretto di latifondisti; nonostante ciò i bianchi poveri e i piccoli agricoltori nella generalità dei casi continuarono ad accettare l'ordine sociale con a capo i proprietari di schiavi. Diversi fattori contribuirono al fatto che la schiavitù non fu mai seriamente minacciata di crollo interno da qualsiasi tentativo di cambiamento in senso democratico al Sud.
In primo luogo, data l'apertura di nuovi Territori nel West all'insediamento di coloni bianchi, molti che non possedevano schiavi pensarono che anch'essi avrebbero col tempo potuto possederne se fossero riusciti a far fortuna come pionieri.
In secondo luogo i piccoli agricoltori liberi del Sud spesso erano razzisti, per cui era assai improbabile che appoggiassero riforme democratiche interne negli Stati sudisti. Il principio suprematista del potere bianco, accettato come ovvietà da quasi tutti i meridionali bianchi praticamente di tutte le classi sociali, contribuì a far sembrare la pratica schiavista come perfettamente legittima, naturale ed essenziale per una società civile di "razza bianca".
Non era la peggiore schiavitù del mondo; non rendeva la vita domestica insopportabile; aveva a volte anche aspetti di gentilezza, fedeltà, persino di felicità. Però pur sempre di schiavitù si trattava: che, per quanto si riferisce alle aspirazioni e ai meriti dell'uomo, classificava il negro e la vacca allo stesso identico livello.

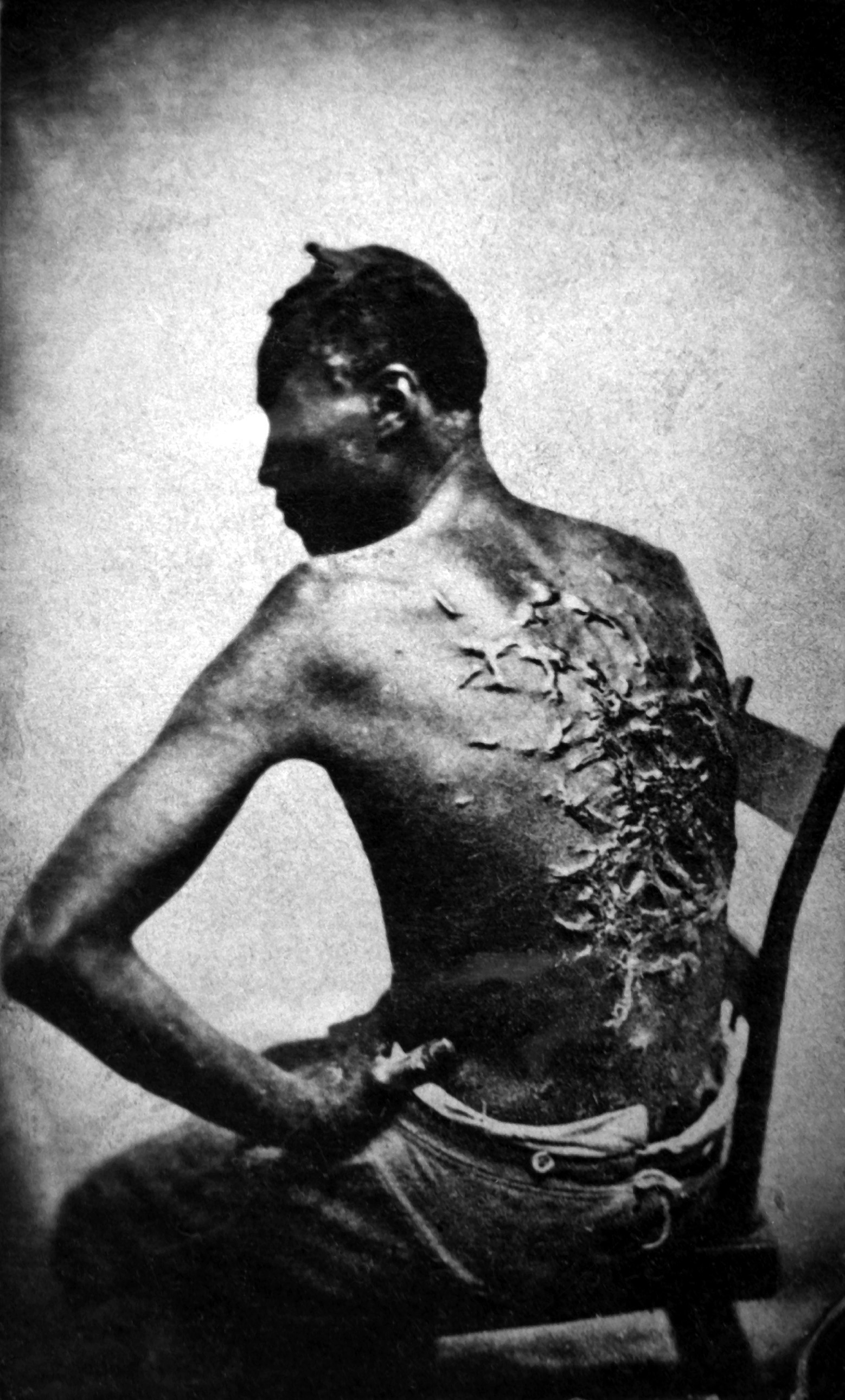
La repressione violenta degli schiavi era un tema comune nella letteratura abolizionista del Nord. Questa celebre foto del 1863 di uno schiavo, Gordon, profondamente sfregiato dalle frustate di un sovrintendente, fu distribuita dagli abolizionisti per illustrare ciò che vedevano come la barbarie caratteristica della società meridionale.

Il razzismo bianco nel Sud venne sostenuto da sistemi ufficiali di repressione, come ad esempio i Codici degli schiavi, e da elaborate regole non scritte di espressione, di comportamento e di pratiche sociali che illustrarono fin nei dettagli la "naturale" subordinazione dei neri nei confronti dei bianchi. Le "pattuglie schiaviste" furono ad esempio una delle istituzioni che riunirono bianchi meridionali di tutte le classi per sostenere l'ordine economico e sociale esistente. Prestare servizio come sorveglianti e pattugliatori offrì rapidamente ai bianchi meridionali posizioni di potere e prestigio.

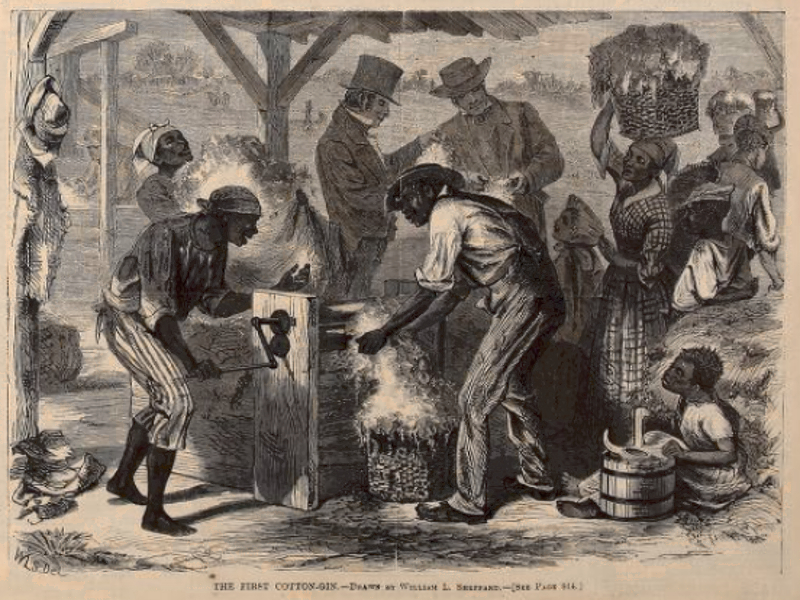
Schiavi afroamericani al lavoro con la sgranatrice di cotone.

In terzo luogo molti piccoli agricoltori e proprietari terrieri (yeoman) con pochi schiavi rimasero strettamente dipendenti dai latifondisti a causa del funzionamento dell'economia locale. In molte aree i primi dipendevano dai secondi per l'accesso a beni e servizi vitali, per esempio per l'uso di macchinari agricoli, ai mercati di vendita, ai mangimi, al bestiame e persino ai prestiti privati (in quanto il sistema bancario era ancora assai scarsamente sviluppato nel Sud prebellico). Gli stessi commercianti, compresi i mercanti di schiavi, molto spesso avevano bisogno dei latifondisti per assicurarsi un lavoro costante. Tale dipendenza dissuase in modo sostanziale molti bianchi non schiavisti dall'intraprendere attività politiche contrarie agli interessi dei grandi proprietari di piantagioni. Inoltre i bianchi di varie classi sociali, compresi i poveri e coloro che lavorarono al di fuori o ai margini dell'economia di mercato, e che pertanto non avevano alcun reale interesse economico nel difendere la pratica schiavista, erano spesso legati tra di loro da estese reti di parentele. Dal momento che il sistema ereditario nel Sud era spesso assai diseguale, generalmente prediligendo i figli maschi primogeniti, non era un caso raro che un povero bianco si ritrovasse ad essere il primo cugino del più ricco proprietario della sua contea e che conseguentemente ne condividesse lo stesso sostegno militante della schiavitù.
Infine, all'epoca il voto alle elezioni non era segreto, divenendolo solo a partire dagli anni 1880. Per un tipico sudista bianco ciò significava che esprimere un voto contro l'ordine costituito significava correre il rischio di essere penalizzati socialmente.
Negli anni 1850 gli schiavisti meridionali - ma anche i non schiavisti - si sentirono sempre più assediati sia psicologicamente che politicamente nell'arena pubblica nazionale, a causa dell'aumento dei fautori del "libero suolo e libero lavoro" (tra cui il partito "suolo libero", Free Soil Party) e degli abolizionisti al Nord.
Sempre più dipendenti dalle fabbriche del Nord per i manufatti necessari, per i servizi commerciali di trasporto e smercio e per i prestiti bancari ed al contempo sempre più isolati dalle fiorenti regioni agricole degli Stati Uniti nord-occidentali, si ritrovarono ad affrontare contemporaneamente le "minacce" provenienti dal lavoro libero industriale e dal movimento abolizionista sempre più agguerrito della Nuova Inghilterra.

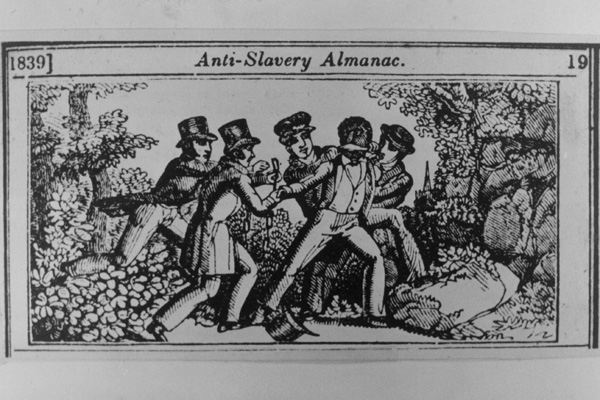
Illustrazione che mostra il rapimento di un afroamericano libero per essere venduto come schiavo.

Lo storico contemporaneo William C. Davis però confuta la tesi secondo la quale la cultura sudista fosse di per sé intrinsecamente differente da quella vigente al Nord o che sia stata una delle cause determinanti per lo scoppio del conflitto, asserendo invece: "Socialmente e culturalmente il Nord e il Sud non erano poi molto diversi, pregavano per la stessa divinità, parlavano la stessa lingua, condividevano la stessa discendenza, cantavano le stesse canzoni, trionfi e catastrofi nazionali erano condivisi da entrambi".
Pertanto afferma che non fu la cultura la causa originaria della guerra, bensì molto più propriamente lo schiavismo: "Nonostante tutti i miti che avrebbero poi creato in contrapposizione reciproca, l'unica differenza significativa e distintiva tra loro era la schiavitù, dove esisteva e dove no, poiché nel 1804 aveva praticamente cessato di esistere a Nord del Maryland, la schiavitù non demarcava solo le loro condizioni lavorative ed economiche, ma il potere stesso nel nuovo Stato federale. Fintanto che il numero degli Stati schiavisti era identico o superiore a quello degli Stati liberi, al Senato il Sud manteneva il controllo sull'intero governo federale".
... Quanto io vidi nella tenuta di un grande piantatore, dove in un anno si faceva un profitto di 100.000 dollari, ma dove 500 negri erano tenuti costantemente sotto la frusta, dove la religione era solo una pagliacciata o uno schermo per l'immoralità, e dove il negro era considerato di razza inferiore, specialmente designata dalla Provvidenza per essere tenuta nella posizione che occupava. Giunsi ad avere la netta sensazione che ciò che noi chiamiamo la santità della vita umana, per molti bianchi poco si applica agli schiavi.

#### Relazione di viaggio di Olmsted
L'architetto paesaggista e viaggiatore del Connecticut Olmsted lasciò una particolareggiata relazione diaristica sul suo soggiorno nelle terre del Sud che fu successivamente pubblicata a New York; buona parte di essa verteva ovviamente sulle sue personali sensazioni nei riguardi della pratica schiavista oltre che su una accurata descrizione della "peculiare istituzione" così come la vedeva "con i miei propri occhi": lo storico italiano Raimondo Luraghi la considera una fonte diretta di notevole importanza e spessore.
Tra le principali annotazioni dell'autore vi sono le seguenti:
1. Gli schiavi facevano parte per lo più del bracciantato agricolo di piantagione, pertanto la loro giornata di lavoro non si distingueva da quella del contadino;
2. Nella Carolina del Nord la "peculiare istituzione" aveva finito per assumere un carattere patriarcale, per cui gli schiavi erano anche lavoratori domestici;
3. L'orario di lavoro era fissato per legge: in Carolina del Sud 15 ore, nella Virginia 11, nel Mississippi gli zappatori fino a 16, mentre in Georgia si utilizzava il sistema del cottimo (un comune bracciante all'opera in un latifondo spagnolo, russo o italiano l'avrebbe trovato assai duro);
4. Nella Louisiana la legislazione che vietava di far lavorare gli schiavi la domenica veniva generalmente evasa e nella stagione del raccolto si poteva arrivare a 18 ore quotidiane;
5. Lo schiavo fuggiasco che veniva ripreso era soggetto a dure punizioni. Nella zona paludosa situata tra la Virginia e la Carolina del Nord detta Dismal Swamp in mezzo a foreste ed acquitrini vivevano numerosi fuggiaschi, ma i cacciatori di schiavi professionisti muniti di cani li potevano raggiungere in qualsiasi momento e lasciarli sbranare;
6. Solo nelle piantagioni dove gli schiavi erano ben trattati lavoravano con lena (la svogliatezza cresceva in ragione inversa del trattamento);
7. Oltre all'inerzia un'altra arma era quella di darsi malati (distinguere un simulatore era difficile);
8. Come punizione vi era la fustigazione, senza la minaccia della frusta lo schiavo non poteva esser fatto lavorare. La facoltà praticamente illimitata dei padroni di sottoporre gli schiavi a maltrattamenti e sevizie senza che questi potessero reagire, la sferza usata molto liberamente al solo scopo di offendere e avvilire. Lo schiavo poteva subire qualsiasi violenza da parte del padrone o del sorvegliante. La pena della frusta nell'United States Navy era stata abrogata (contro il parere degli alti ufficiali) nel 1850, mentre in tutta Europa la bastonatura militare era ancora largamente usata;
9. Era diffuso l'atteggiamento di considerare gli schiavi come dei grandi bambini sotto tutela;
10. Lo schiavo rappresentava un investimento di capitale;
11. Gli schiavi a cui non si provvedeva sufficientemente rubavano (Thomas Jefferson scrisse già a suo tempo che "lo schiavo è naturalmente portato a prendere qualcosa a colui che gli prendeva tutto"), l'alimentazione era costituita da bacon, farina, granoturco, melassa, pane, latte, verdure, sale, caffè e tabacco;
12. La consuetudine poteva consentire agli schiavi di coltivare un orto personale, pollaio e porcile e tenervi pollame, conigli e maiali (uova e farina in sovrappiù potevano essere vendute per proprio conto, era possibile anche andare a caccia e a pesca e rivendere la selvaggina e il pesce);
13. L'abitazione poteva essere costituita da una capanna di tronchi familiare con veranda e solaio;
14. Gli abiti li passava annualmente l'amministrazione di piantagione (per esempio due pantaloni e giacca pesante di lana ruvida o di stoffa mista cotone/lana, un paio di stivali, 3 camicie, una coperta, un cappello di feltro);
15. Limitatamente al cibo, al vestiario e all'abitazione le condizioni medie dello schiavo erano migliori di quelle del mugik russo o del contadino polacco, ungherese, calabrese, siciliano o della valle Padana;
16. Lo schiavo non era considerato un essere umano per intero e in quanto tale era esposto all'arbitrio assoluto del padrone che poteva commerciarlo come un qualunque oggetto ed in seguito a vendita avveniva la separazione delle famiglie, si poteva essere venduti dopo aver compiuto 6 anni;
17. I figli di schiavi sani e forti erano una manna per i proprietari di piantagioni che potevano così veder crescere il loro "gregge umano" quasi senza spesa;
18. Una schiava era stimata meno per le sue capacità lavorative che per quelle caratteristiche "che danno valore ad una cavalla da monta" (una donna sterile valeva fino ad un quarto in meno) e la promiscuità sessuale era incoraggiata;
19. I bambini del padrone, frequentando gli schiavi, imparavano la "licenziosità", un linguaggio e un contegno volgare e sboccato;
20. Nessun lavoro era richiesto fino all'età di 12 anni, quando cominciavano a fare un quarto del lavoro degli adulti;
21. I mercati di schiavi erano numerosi e il commercio interno fioriva, all'asta pubblica venivano esaminati minuziosamente e anche fatti spogliare, esattamente come se si fosse trattato di cavalli o di buoi, ma i mercanti erano considerate dall'opinione pubblica comunque coinvolti in un traffico "disdicevole";
22. I bianchi potevano di fatto disporre liberamente degli schiavi per quanto riguardava il commercio sessuale, era pressoché impossibile resistere ai tentativi di seduzione di un bianco. Talora le schiave si sentivano "onorate" di esser oggetto di tale preferenza. Erano frequenti le nascite di "sanguemisti", calcolati talvolta in un quarto dell'intera popolazione schiava, che seguivano la sorte della madre e pertanto erano schiavi;
23. Agli schiavi era strettamente vietato di testimoniare contro i bianchi e non potevano in alcun caso fare ricorso alla legge;
24. Gli schiavi erano esposti al linciaggio;
25. I proprietari di schiavi considerati più duri erano gli yankee e gli altri neri, nel 1859 a Charleston (Carolina del Sud) 108 afroamericani liberi possedevano 227 schiavi;
26. Nei trasporti pubblici agli schiavi era fatto obbligo di viaggiare sempre in ultima classe.

#### Difesa militante dello schiavismo
(Raimondo Luraghi, Storia della guerra civile americana BUR 1994 Vol. I, pp. 95-96.)
Con il clamore suscitato al Nord dagli sviluppi del Bleeding Kansas, i difensori della schiavitù erano sotto attacco dagli abolizionisti e dai loro simpatizzanti che consideravano il loro sistema socialmente ed economicamente obsoleto o immorale; ad esso risposero sviluppando un'ideologia militante che gettò le basi per la secessione. I meridionali adottarono un atteggiamento virulento di fronte al cambiamento politico in atto nel Nord. Gli schiavisti cercarono di difendere i loro diritti costituzionali anche nei Territori e di mantenere un sufficiente potere politico per respingere ogni legge "ostile e rovinosa". Dietro a questo spostamento vi fu anche la forte crescita dell'industria tessile cotoniera sia nel Nord che in Europa, che rese lo schiavismo ancor più essenziale per l'intera economia sudista.

#### L'abolizionismo
Gli esponenti del Sud esageravano notevolmente il potere degli abolizionisti del Nord, avendo soprattutto in mente l'enorme popolarità di La capanna dello zio Tom (1852), romanzo e dramma teatrale di Harriet Beecher Stowe (pare definita da Abraham Lincoln "la piccola donna che dette il via a questa grande guerra"). Essi iniziarono a vedere un vasto movimento abolizionista a causa del successo di vendite del periodico The Liberator fondato nel 1831 dal giornalista e attivista William Lloyd Garrison. Nel Sud nacque la paura (perlopiù del tutto infondata) che si mirasse a scatenare una "guerra razziale" invogliando gli schiavi alla sommossa e al massacro generalizzato dei bianchi, in special modo nelle contee della cosiddetta "cintura nera", là cioè ove i bianchi liberi costituivano una minoranza della popolazione totale.
(Raimondo Luraghi, Storia della guerra civile americana BUR 1994 Vol. I, pp. 73.)

Percentuale di popolazione schiava nel 1860.

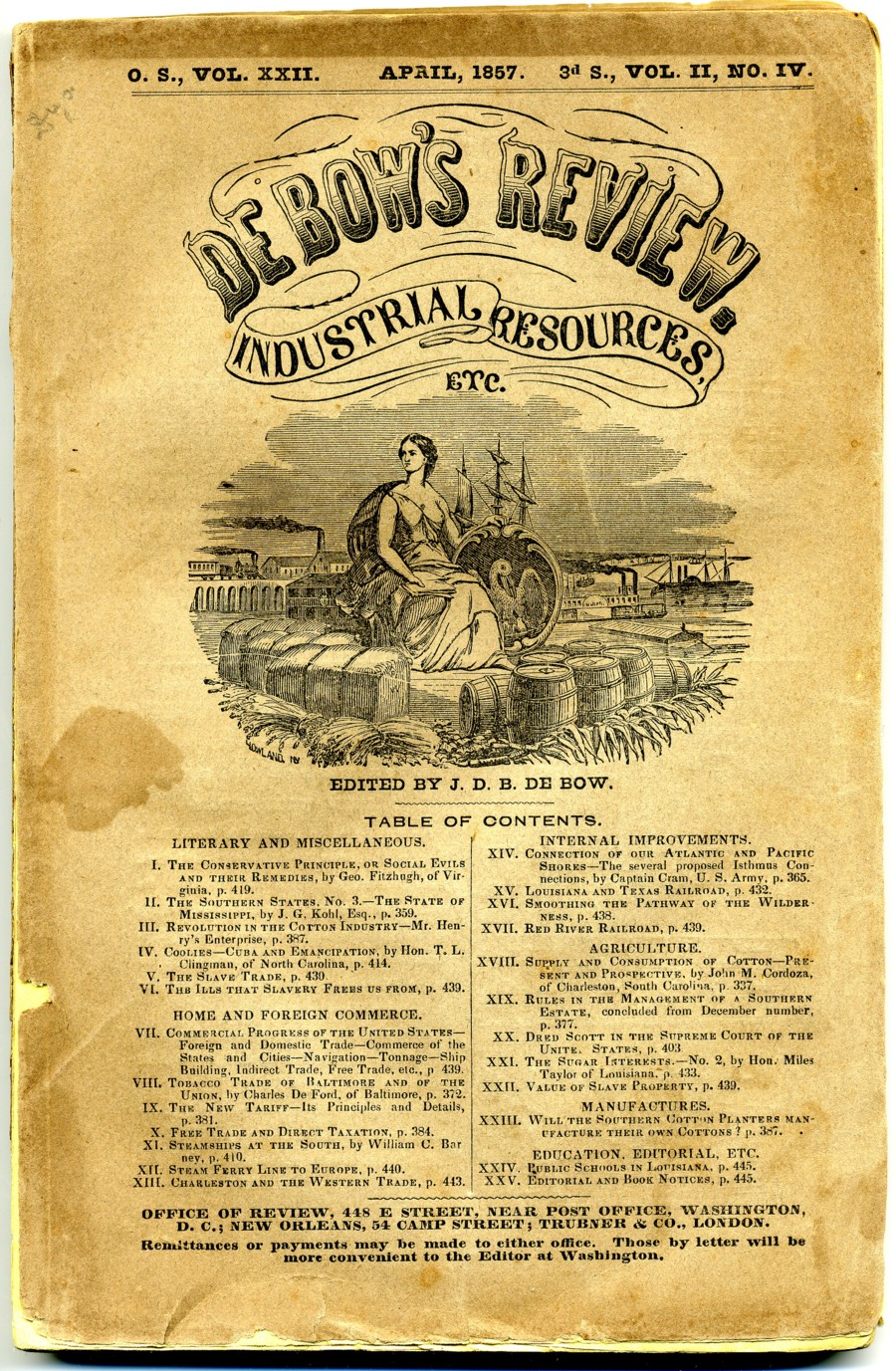
Il periodico agricolo De Bow's Review.

Il Sud reagì con un'elaborata difesa intellettuale della schiavitù. L'editore James Dunwoody Brownson De Bow di New Orleans fondò il periodico De Bow's Review nel 1846, che divenne rapidamente la principale rivista sudista: avvertì dei pericoli correlati alla dipendenza economica dal Nord. Le sue recensioni ed interventi editoriali emersero come la voce principale a favore della secessione. Il giornale sottolineava lo svantaggio economico del Sud dovuto alla concentrazione dei mezzi di produzione, trasporto, attività bancarie e scambi internazionali nel Nord. Ricercando quei passi biblici che parvero sostenere il mantenimento della schiavitù, elaborò argomentazioni economiche, sociologiche, storiche e scientifiche favorevoli allo schiavismo; la "pratica schiavista" passò quindi dall'essere un "male necessario" ad un "bene positivo". Il libro del medico John H. Van Evrie Negroes and Negro slavery: The First an Inferior Race: The Latter Its Normal Condition ("I neri e la schiavitù dei neri: i primi una razza inferiore e la seconda la sua normale condizione") espose gli argomenti ben suggeriti dal titolo: un tentativo di applicare il razzismo scientifico alle tesi sudiste sulla naturale ed innata inferiorità dei neri.

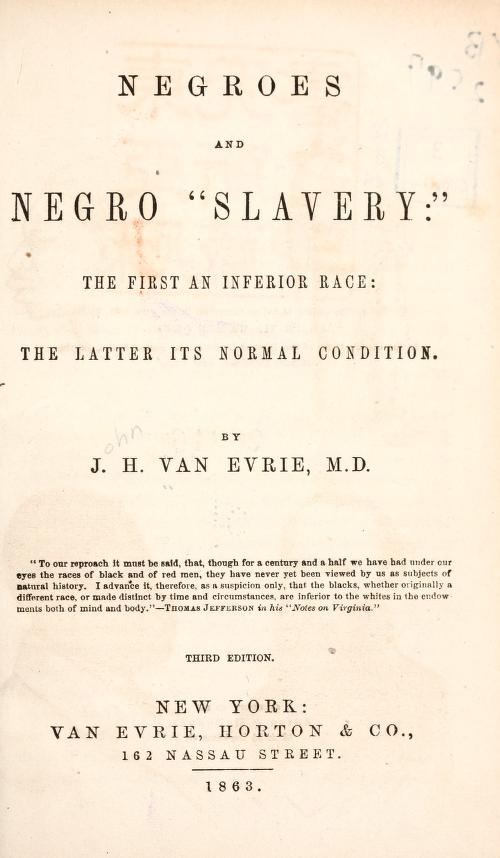
Frontespizio della prima edizione di Negroes and Negro slavery.

Le rivalità geografiche latenti provocarono all'improvviso la generazione di luoghi comuni dispregiativi su entrambe le parti. Mentre il capitalismo industriale acquistava sempre più slancio nel Nord gli scrittori meridionali enfatizzarono i tratti di aristocrazia ereditaria a cui davano valore (ma che spesso non praticavano essi stessi) nella loro stessa società: galateo, grazia, senso della cavalleria medievale, ritmo lento dell'esistenza, vita e piaceri ordinati. Sostenevano che il lavoro degli schiavi rendesse la società più umana rispetto alla spietatezza del lavoro industriale. Nel suo Cannibals All! ("Tutti cannibali!") lo scrittore George Fitzhugh sostenne che l'antagonismo tra forza lavoro e capitale in una "società di uomini liberi" avrebbe prodotto capitalisti rapaci ("baroni della rapina", robber barons) e la schiavitù della miseria, mentre nella società schiavista del Sud tali antagonismi sarebbero stati assenti. Suggerì che sarebbe stato meglio rendere schiavi anche i lavoratori dell'industria del Nord, per il loro stesso bene. Abraham Lincoln dall'altra parte denunciò tali insinuazioni che volevano i lavoratori dipendenti del Nord fatalmente fissati nella loro condizione per tutta la vita. Per i fautori della "terra e lavoro liberi" invece lo stereotipo del Sud era invece di una società diametralmente opposta e irrimediabilmente statica in cui il sistema schiavista manteneva un'aristocrazia arroccata e anti-democratica.

#### Timore sudista della modernizzazione
Secondo lo storico James M. McPherson, la convinzione di poter fare un'eccezione era diffusa non solo al Sud ma anche al Nord, quando qui fu abolita la schiavitù e iniziò una rivoluzione industriale che condusse all'urbanizzazione, che a sua volta aumentò il livello d'istruzione che diede sempre più forza a vari movimenti di riforme sociali, tra cui l'abolizionismo. Il fatto che sette immigrati su otto si stabilissero al Nord (e che la maggioranza di loro giudicasse negativamente lo schiavismo), unito al fatto che la migrazione interna di bianchi era doppia dal Sud verso Nord rispetto alla direzione opposta, contribuì all'instaurarsi di un sentimento politico di autodifesa aggressiva nel Sud. Il Mercury di Charleston (Carolina del Sud) scrisse che sulla questione della schiavitù il Nord e il Sud "non solo sono due popoli distinti, ma anche rivali, ostili". La stessa Review di De Bow sottolineò che: "Noi stiamo resistendo ad una rivoluzione [...] Non siamo impegnati in una lotta alla Don Chisciotte per i diritti umani [...] Noi siamo conservatori"
Lo storico Allan Nevins in Ordeal of the Union (1947-71) sostenne che la guerra civile rappresentò un "conflitto irreprimibile", adottando la stessa frase adottata del senatore repubblicano dell'epoca William H. Seward. Nevins riassunse resoconti contrastanti sottolineando le divergenze morali, culturali, socio-economiche, ideologiche e politiche. In tal maniera riportò la discussione storica verso i fattori sociali e culturali; sottolineò che Nord e Sud stavano oramai divenendo due popoli sempre più differenti e separati, una presa di posizione questa che fu anche quella adottata da Avery Craven; alla radice di tali "irreprimibili" differenze culturali stava la questione schiavista, ma oltre a questo problema gli assunti fondamentali, i gusti e gli obiettivi culturali delle due regioni erano assai divergenti anche per altri motivi. Più specificatamente il Nord si stava modernizzando rapidamente in una maniera tale che "minacciava direttamente" il Sud. Lo storico McPherson cerca di darne una spiegazione ragionevolmente accettabile nei termini seguenti:
Harry L. Watson ha ricercato sulla storia sociale, economica e politica prebellica del Sud. Lo yeoman, il coltivatore diretto, autosufficiente, secondo la sua analisi "collaborò alla propria trasformazione" permettendo alle forze dell'economia di mercato di acquisire influenza politica. I "dubbi e le frustrazioni" che ne derivarono fornirono il terreno fertile per sostenere che i diritti e le libertà del Sud erano minacciati dal "Partito Repubblicano nero".
J. Mills Thornton III spiegò il punto di vista del cittadino medio bianco dell'Alabama; sostenne che l'intero Stato piombò in una grave crisi molto prima del 1860. Il sostegno dato ai principi di libertà, uguaglianza ed autonomia, espressi dai valori del Repubblicanesimo originario, sembrarono seriamente minacciati, soprattutto a partire dagli anni 1850 dall'incessante espansione delle relazioni commerciali e dall'agricoltura industriale. Gli abitanti dell'Alabama erano così, secondo Thornton, pronti a credere al peggio quando fu eletto Lincoln.
In sintesi si può dire che fu una lotta contro l'onda progressista del tempo: contro la distribuzione gratuita dei terreni, contro l'istituzione di un sistema scolastico pubblico, contro l'espansione della rete ferroviaria transcontinentale, contro le grandi opere pubbliche ad opera del governo federale, contro il lavoro libero salariato, contro il capitalismo bancario: i sudisti scatenarono una guerra antistorica e di retroguardia contro il mondo moderno nel suo complesso.

### Tensioni geografiche e l'arrivo della politica di massa
Gli uomini politici degli anni 1850 agivano in una società in cui i freni tradizionali che sopirono la tensione tra regioni a partire dagli anni 1820, il più importante dei quali fu la stabilità del sistema bipartitico, venivano velocemente erosi; mentre questa rapida estensione della democrazia proseguiva sia nel Nord che nel Sud. Era un'epoca in cui il partito politico di massa stimolò la partecipazione degli elettori fino a raggiungere l'80-90% di affluenza tra gli aventi diritto al voto; un momento in cui la coscienza politica (grazie anche ad un giornalismo acceso ed impegnato) costituì una componente essenziale della cultura di massa. Gli storici concordano sul fatto che il coinvolgimento politico era più diffuso tra i cittadini comuni degli Stati Uniti della metà degli anni 1850 rispetto ad oggi. La politica rappresentava, tra le altre cose, una forma di intrattenimento di massa, uno spettacolo con riunioni, conferenze, associazioni, congressi e sfilate pubbliche, e personaggi vivaci.
Lo storico Nevins ad esempio descrive raduni politici del 1856 con una partecipazione tra le 20 e le 50.000 persone alla volta. L'affluenza dei votanti arrivò a superare l'84% alle elezioni presidenziali del 1860. Tra il 1854 e il 1856 emersero molte nuove formazioni politiche, tra cui il Partito Repubblicano, il "People's party", gli "Anti-Nebraskans", i "Fusionists", il Know Nothing (contrario all'immigrazione), i "Know-Somethings" (propugnatori di un nativismo anti-schiavista); poi ancora "Maine Lawites", "Temperance men", "Rum Democrats", "Silver Gray Whigs", "Hindus", "Hard Shell Democrats", "Soft Shells", "Half Shells" e "Adopted Citizens". Arrivati al 1858, erano quasi tutti scomparsi, e il sistema politico era diviso in quattro: i Repubblicani, che controllavano la maggior parte degli Stati del Nord, seppur con una forte minoranza Democratica interna; i Democratici erano profondamente divisi tra quelli del Nord e quelli del Sud e misero in campo due candidati contrapposti nel 1860; al Sud, quelli che non erano democratici provarono a sviluppare diverse coalizioni e per la maggior parte sostennero il "Constitutional Union party" nel 1860.
Molti Stati meridionali furono convocate assemblee nazionali nel 1851 per esaminare le questioni della "nullificazione" e alla secessione. Con l'eccezione della Carolina del Sud, dove non fu nemmeno possibile votare contro la secessione ma solo per "nessuna secessione senza la collaborazione di altri Stati", le assemblee del Sud erano a maggioranza unionista e respinsero i propositi di secessione.
Fintantoché abbiamo la proprietà terriera, non ci venga mai il desiderio di vedere i nostri concittadini occupati a un banco di lavoro o a far ruotare un fuso. L'artigianato è necessario in una fattoria; ma, per ciò che si riferisce all'attività industriale in genere, è molto meglio che le nostre officine rimangano in Europa. I plebei delle grandi città sono utili a sostenere un governo sano tanto quanto le piaghe a mantenere in forza il corpo umano.

### Fattori economici
Gli storici odierni concordano generalmente sul fatto che i conflitti economici non furono una delle cause principali della guerra. Le radici economiche della crisi tra Nord e Sud erano sostenute dalla "scuola progressista" nel trentennio che va dagli anni 1910 agli anni 1940, ben pochi storici attualmente sottoscrivono una tale spiegazione. Secondo l'esperto di storia economica Lee A. Craig: "In effetti, numerosi studi condotti da storici economici negli ultimi decenni rivelano che il conflitto economico non era una condizione permanente delle relazioni Nord-Sud durante l'era antebellica e non causò la guerra civile".
Le personalità che cercarono fino all'ultimo la pacificazione, tra la fine del 1860 e l'inizio del 1861, non si affidarono alle politiche economiche. I tre principali tentativi, il compromesso Crittenden, l'emendamento Corwin e la conferenza per la pace di Washington riguardarono esclusivamente questioni correlate alla schiavitù, in particolare le leggi sugli schiavi fuggiaschi, quelle sulle libertà personali, l'estensione della schiavitù nei Territori del West e l'interferenza con la pratica schiavista negli Stati che la prevedevano.

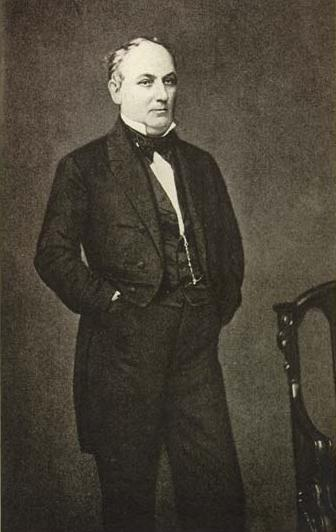
Il governatore della Carolina del Sud James Henry Hammond, ideologo del "Re cotone".

#### Valore economico della schiavitù
Lo storico James L. Huston sottolinea il ruolo della schiavitù in quanto istituzione economica. Nell'ottobre del 1860 il diplomatico georgiano William Lowndes Yancey, uno dei massimi sostenitori della secessione, calcolò il valore degli schiavi detenuti nel Sud a 2,8 miliardi di dollari. Houston scrive:
La sgranatrice di cotone aumentò notevolmente l'efficienza della raccolta, contribuendo in modo sostanziale al radicamento del "Re cotone" come spina dorsale dell'economia del profondo Sud, e quindi al consolidamento del sistema di lavoro schiavistico su cui la monocoltura di piantagione dipendeva. Ogni possibilità che il Sud si industrializzasse era a quel punto esclusa.
La tendenza delle grandi piantagioni ad esaurire il suolo creò la necessità di trasferire le coltivazioni in nuove terre, e quindi all'espansione nei Territori dello stesso lavoro schiavista, dalla costa est verso nuove aree: Alabama, Mississippi fino al Texas orientale.
(James Henry Hammond.)

#### Differenze economiche regionali
Gli Stati Uniti meridionali, quelli medio-occidentali e quelli nord-orientali avevano diverse strutture economiche. Commerciavano tra di loro e ciascuna di queste regioni era più prospera all'interno della nazione, argomento sostenuto da diversi imprenditori negli anni 1860-61. Tuttavia, Charles Austin Beard già nel corso degli anni 1920 espose la tesi, divenuto assai influente nel tempo, che queste differenze avessero causato la guerra, anziché lo schiavismo o le interpretazioni della Costituzione. Egli riteneva che il Nord-est industriale fosse saldamente legato al Midwest agrario, in contrapposizione ai proprietari di piantagioni del Sud. I critici successivi misero in dubbio questa interpretazione di un Nord-est omogeneo e sostennero invece che la regione era molto diversificata con interessi economici spesso in contrasto tra loro.
Dopo il 1950 solo pochi storici tradizionali accettarono la versione di Beard, ma fu accolta dagli economisti libertari. Lo storico Kenneth Milton Stampp, che abbandonò l'ipotesi di Beard dopo il 1950, riassume il consenso accademico del tempo: "La maggior parte degli storici [...] non intravede alcuna ragione convincente per cui le divergenti economie del Nord e del Sud avrebbero dovuto condurre alla disunione e alla guerra civile; trovano altresì ragioni pratiche più forti perché le due parti in campo, le cui economie si completavano perfettamente l'una con l'altra, avrebbero dovuto trovare invero assai più vantaggioso rimanere unite.

#### Lavoro libero contro lavoro schiavo
Lo storico contemporaneo Eric Foner sostiene che il pensiero economico al Nord fu dominato da un'ideologia del "lavoro libero", che sottolineava le opportunità economiche. Al contrario i meridionali descrissero gli stessi operai salariati delle fabbriche nordiste e gli agricoltori dell'ovest come "meccanici sporchi di grasso, ripugnanti operai, contadini ottusi e teorici pazzoidi". Si opposero fermamente alle leggi sui poderi liberi e gratuiti che venivano proposte a ripetizione per concedere terra libera nei Territori occidentali, temendo che i coloni, piccoli agricoltori, avrebbero finito con lo schierarsi contro lo schiavismo. In effetti, l'opposizione alle leggi sui poderi liberi e gratuiti fu molto più presente nella retorica secessionista rispetto all'opposizione ai dazi protezionisti. Esponenti del Sud come John Calhoun sostenevano che la schiavitù era un "bene positivo" e che gli schiavi erano più civilizzati e moralmente ed intellettualmente progrediti grazie alla schiavitù.
Il grido dell'Uomo Libero fu sollevato non per l'estensione della libertà anche all'uomo nero, ma soltanto per la protezione della libertà del bianco.
(Giampiero Carocci, Storia della guerra civile americana Tascabili Newton 1996, pp. 30-31.)
(Giampieo Carocci, Storia della guerra civile americana Tascabili Newton 1996, pag. 20.)

### Contrasto sui Territori e interpretazioni costituzionali
Tra il 1803 e il 1854 la nazione ampliò molto il suo territorio attraverso l'acquisto, la negoziazione e la conquista. Fino al 1845, tutti i nuovi Stati instaurati nei nuovi territori entrarono nell'Unione come Stati schiavisti: Louisiana, Missouri, Arkansas, Florida e Texas, nonché le parti meridionali dell'Alabama e del Mississippi. A seguito della cessione messicana nel 1848, gli schiavisti del Sud speravano che la schiavitù si instaurasse anche in queste nuove terre; alcuni al Sud speravano inoltre un'espansione in direzione di Cuba e dell'America centrale (i cavalieri del circolo dorato). I fautori del "suolo libero" del Nord cercarono di limitare ogni ampliamento della schiavitù; furono su queste contese riguardo alla schiavitù nei nuovi territori e Stati che schiavisti e abolizionisti si scontrarono.
La permanenza della pratica schiavista negli Stati Uniti meridionali rimase politicamente meno problematico rispetto alla questione della sua espansione verso ovest. L'opinione pubblica era inoltre abituata a due interpretazioni considerate fondate della Costituzione: gli Stati schiavisti avevano piena autonomia sull'istituzione entro i loro confini, e il commercio interstatale di schiavi era immune da interferenze federali. L'unica strategia praticabile disponibile contro la schiavitù era quindi impedire che fosse estesa ai Territori di recente acquisizione, gestiti direttamente dal governo federale. Gli schiavisti colsero il pericolo che tale strategia significava per loro. Sia il Sud che il Nord erano convinti che "il potere di decidere la questione della schiavitù nei Territori era anche il potere di determinare la sorte della schiavitù stessa".
Giunti al 1860, erano presenti quattro dottrine riguardo al controllo federale nei Territori, tutte con pretese di aderenza alla Costituzione, implicitamente o esplicitamente. Due delle dottrine "conservatrici" sottolineavano l'importanza della lettera e dei precedenti storici della Costituzione; mentre le rimanenti sviluppavano argomenti che andavano oltre il testo scritto.
Una delle teorie conservatrici, rappresentata dal Constitutional Union Party, sostenne che la designazione storica delle ripartizioni libere e schiaviste nei Territori avrebbe dovuto tramutarsi in un mandato costituzionale. Il "compromesso Crittenden" (dal nome di John Jordan Crittenden) della fine del 1860 costituì l'espressione di tale punto di vista.
La seconda dottrina, quella della preminenza del Congresso, sostenuta da Abraham Lincoln e dal Partito Repubblicano, insistette invece sul fatto che la Costituzione non vincolava i legislatori ad una politica di perenne equilibrio: pertanto la schiavitù avrebbe potuto benissimo venire esclusa del tutto in un qualsiasi Territorio a discrezione del Congresso, con un avvertimento: andava applicata la clausola del giusto processo (Due Process Clause) prevista dal V emendamento. In altre parole il Congresso avrebbe avuto la possibilità di limitare l'espansione schiavista, ma mai di stabilirla ove non era mai esistita. L'emendamento Wilmot enunciò questa posizione nel 1846.

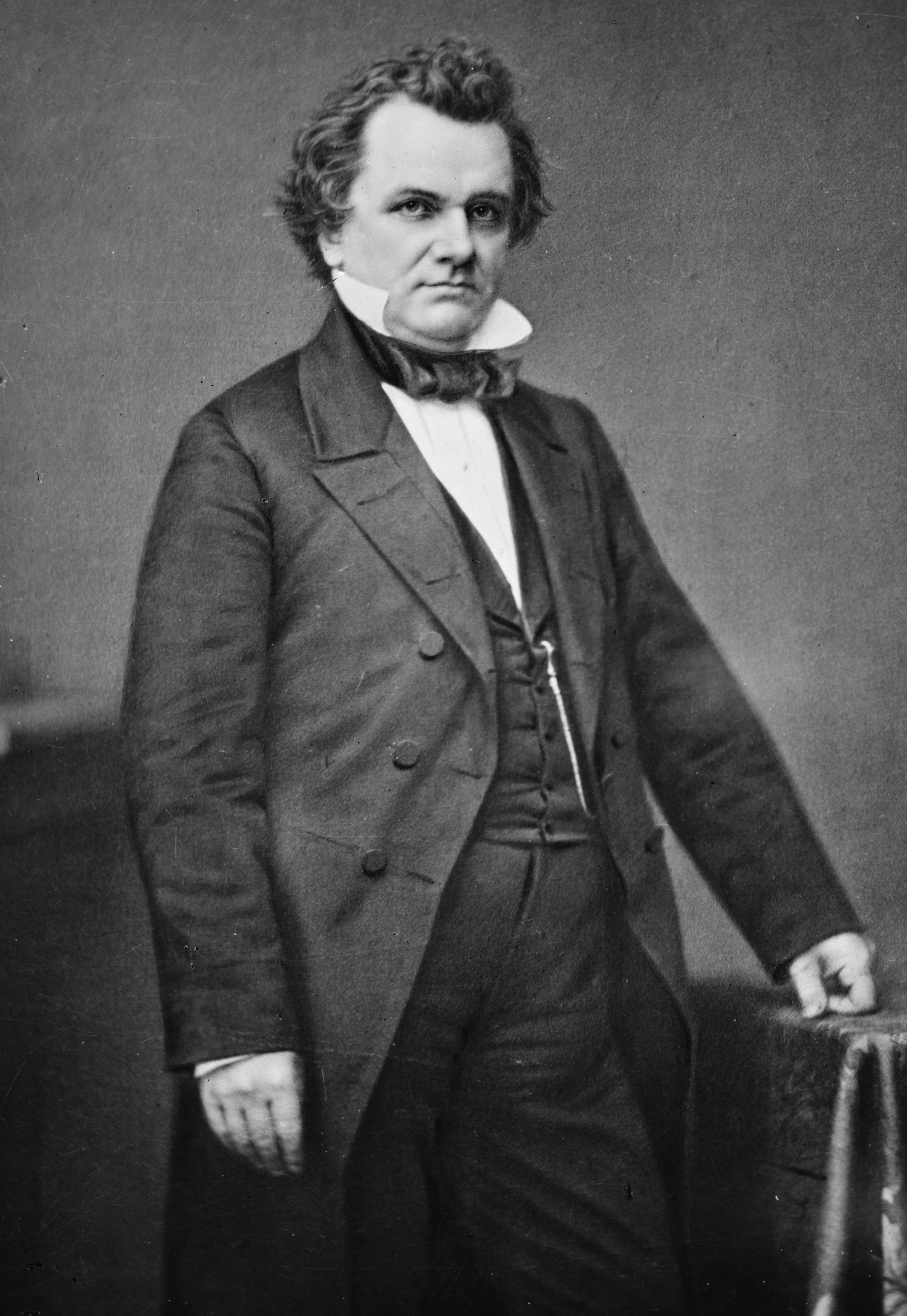
Stephen A. Douglas, l'autore della Kansas-Nebraska Act.

Delle due dottrine che invece rifiutavano l'autorità federale, una venne elaborata dal senatore del Partito Democratico per l'Illinois Stephen A. Douglas, mentre l'altra dal senatore per il Mississippi Jefferson Davis in collaborazione con John C. Breckinridge del Kentucky, gli ultimi due futuri leader secessionisti.
Douglas ideò la dottrina della sovranità dei territori o "popolare", che dichiarava che i coloni residenti in un territorio avevano gli stessi diritti degli Stati già ammessi nell'Unione di istituire o meno la schiavitù entro i propri confini. Secondo Douglas, il Congresso, dopo aver creato il Territorio, non avrebbe avuto autorità in materia a livello locale: questo avrebbe violato le tradizioni di autogoverno implicite nella Costituzione. La legge Kansas-Nebraska Act del 1854 recepiva questa dottrina.
La quarta ed ultima fu la teoria della "sovranità statale" o dei diritti degli Stati, nota anche come "dottrina Calhoun" dal nome dell'esponente politico della Carolina del Sud John Calhoun. Rifiutando gli argomenti a sostegno sia dell'autorità federale sia dell'autogoverno, la "sovranità statale" avrebbe consentito agli Stati di promuovere l'espansione della schiavitù in quanto parte dell'Unione federale sotto la Costituzione, quindi non semplicemente come argomento per la secessione. La premessa principale era che l'autorità in materia di schiavitù nei Territori risiedesse nei singoli Stati. Il ruolo del governo federale diventava quindi esclusivamente di consentire l'attuazione delle leggi statali quando i residenti degli Stati entravano nei Territori. Calhoun asserì quindi che il governo federale nei Territori era solamente l'agente dei vari Stati sovrani, pertanto non in grado di vietare l'ingresso in qualsiasi Territorio di qualsiasi cosa che fosse "proprietà legale" in un certo Stato: la sovranità statale, in altre parole, concedeva alle leggi degli Stati schiavisti un effetto extra-giurisdizionale.
L'ideologia dei "diritti degli Stati" era stata formulata ed applicata come mezzo per propugnare gli interessi degli Stati schiavisti attraverso l'autorità federale. Lo storico Thomas L. Krannawitter osservò: "la richiesta del Sud di protezione federale della proprietà di schiavi rappresentava una richiesta di espansione senza precedenti dello stesso potere federale".
Nel 1860 queste quattro dottrine costituivano le principali ideologie esposte all'opinione pubblica sul tema della schiavitù, sulle questioni inerenti ai Territori e sull'interpretazione da dare alla Costituzione.
(Giampero Carocci, Storia della guerra civile americana Tascabili Tewton 1886, pag. 23.)
(Raimondo Luraghi Storia della guerra civile americana BUR 1994 Vol. I, pp. 115-116.)

### Conflitti religiosi sulla questione della schiavitù
Sotto la guida dello storico della cristianità Mark Noll, un gruppo di studiosi ha evidenziato che il dibattito americano sul problema della presenza schiavista si trasformò in una guerra armata in parte poiché le due fazioni raggiunsero conclusioni diametralmente opposte basandosi sulla lettura della stessa fonte autorevole di insegnamenti sulle questioni morali: la Bibbia di re Giacomo.
Dopo la rivoluzione americana e lo smantellamento delle istituzioni religiose finanziate dal governo, gli Stati Uniti vissero il "secondo grande risveglio", una capillare ripresa di evangelizzazione protestante. Senza un'autorità religiosa centrale, il protestantesimo negli Stati Uniti si basò fondamentalmente sulla lettura e l'interpretazione personale della Bibbia, letta nella versione ermeneutica riformata del "buon senso", interpretazione letterale, come se la Bibbia parlasse della situazione locale del momento invece che descrivere eventi accaduti millenni prima. Attorno alla metà del XIX secolo questa forma di fede e di interpretazione biblica era diventata predominante del discorso religioso, morale e politico degli Stati Uniti, quasi nel ruolo di religione di Stato.

La Bibbia, interpretata sotto questi presupposti, sembrava suggerire con chiarezza che la schiavitù potesse essere giustificata: 
Le Chiese protestanti statunitensi, incapaci di concordare su ciò che la "Parola di Dio" dicesse sulla schiavitù, in larga parte finirono con lo scindersi tra rami settentrionali e meridionali: la Chiesa episcopale metodista nel 1844, i battisti l'anno seguente e i presbiteriani nel 1857. Queste spaccature presagivano la successiva spaccatura nella nazione: "Le Chiese giocarono un ruolo di primo piano nella divisione della nazione, ed è probabilmente vero che sono state le spaccature nelle Chiese che hanno reso inevitabile la spaccatura finale della nazione". Il conflitto su come interpretare la Bibbia rimase il punto centrale della discordia:
Il risultato:
Tra le molte e differenti cause che contribuirono a scatenare il conflitto, la "guerra di religione", quasi inimmaginabile negli Stati Uniti moderni, era un pericolo molto presente all'epoca. L'esegesi di Noll e altri sottolineano il significato del conflitto religioso per la celebre frase del secondo discorso d'insediamento di Abraham Lincoln: "Entrambi leggono la stessa Bibbia e pregano lo stesso Dio, e ciascuno invoca il Suo aiuto contro l'altro."
Svariati generali confederati furono grandi credenti e allo stesso tempo grandi proprietari di schiavi, alcuni addirittura mercanti di schiavi; per contro gli abolizionisti del Nord somigliavano ai Puritani intransigenti ad ogni compromesso. Il generale confederato Robert Edward Lee pensava che l'emancipazione degli schiavi avrebbe potuto arrivare con la "forza della preghiera e della fede": "L'emancipazione sarà più rapida grazie alla mite e progressiva azione del cristianesimo, che non attraverso le bufere e gli uragani della feroce discordia. Questo influsso, sebbene lento, è sicuro [...] l'abolizione finale la aiutiamo con le nostre preghiere; dobbiamo lasciarne il progredire e l'esito nelle mani di Colui che vede i risultati".

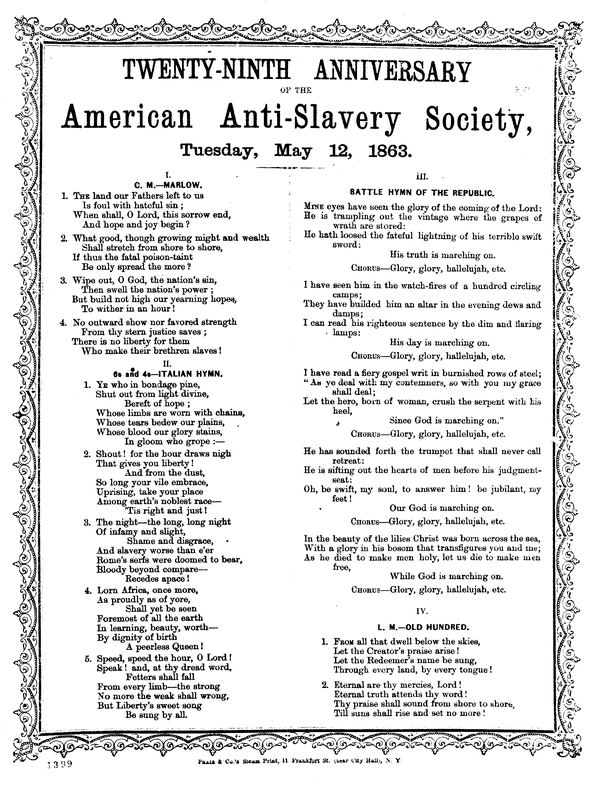
Programma dell'American Antislavery Society, fondata nel 1833 da William Lloyd Garrison e Arthur Tappan.

## Abolizionismo
I movimenti abolizionisti nel Nord presero slancio tra gli anni 1830 e 1840, un periodo di rapida trasformazione della società settentrionale che ispirò un vasto riformismo sociale e politico. Molti dei riformatori del periodo, inclusi gli abolizionisti, tentarono in un modo o nell'altro di trasformare lo stile di vita e le abitudini lavorative dei lavoratori, aiutandoli a rispondere alle nuove esigenze legate a una società industrializzata e capitalista.
L'antischiavismo, come molti altri movimenti di riforma del periodo, venne influenzato dall'eredità del secondo grande risveglio, un'era di rinascita religiosa nella nuova nazione che poneva l'accento sulla riforma dei singoli individui e che era ancora relativamente fresca nella memoria collettiva. Così, mentre questo spirito di riforma venne espresso da una serie di movimenti con obiettivi politici spesso in conflitto tra loro, la maggior parte di essi condivise la caratteristica comune dell'enfasi posta al principio del "grande risveglio": trasformare la personalità umana attraverso la disciplina, l'ordine sociale e la moderazione morale.

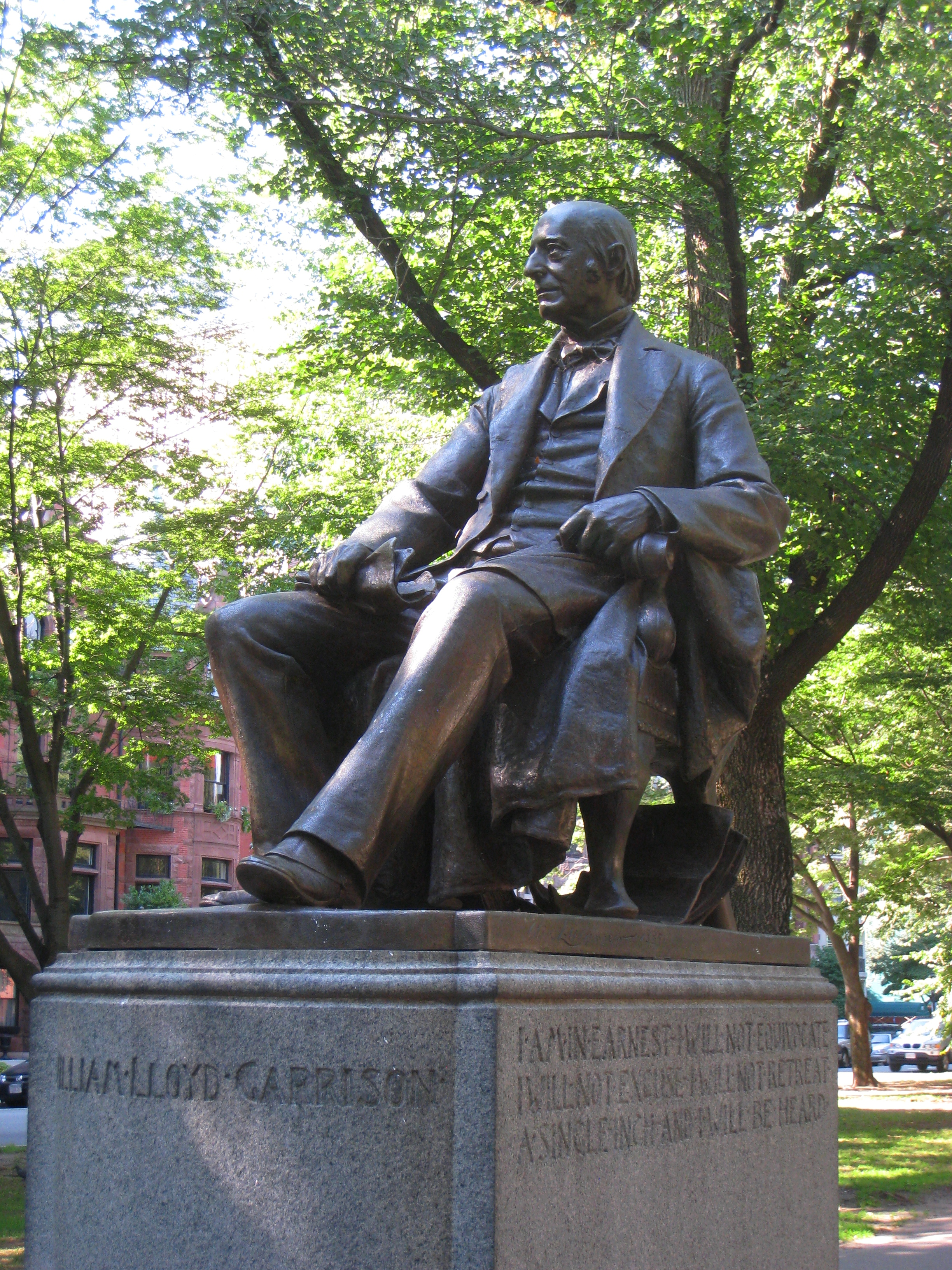
Statua alla memoria di William Lloyd Garrison a Boston.

Il termine "abolizionista" aveva diversi significati in quel periodo. I seguaci di William Lloyd Garrison, tra cui Wendell Phillips e Frederick Douglass, reclamarono "l'immediata abolizione della schiavitù", da cui il nome.
Combatterò strenuamente per l'immediata liberazione della nostra popolazione schiava... Su questo argomento non desidero pensare, parlare e scrivere con moderazione... Faccio sul serio, non giocherò sugli equivoci, non accetterò giustificazioni, non mi tirerò indietro neppure di un centimetro - e dovrò essere ascoltato!
Un gruppo più pragmatico, raccoltosi attorno a Theodore Weld e Arthur Tappan, desiderava un'azione immediata, ma questa poteva consistere in un programma di graduale emancipazione con un più o meno lungo stadio intermedio. Gli "uomini antischiavisti" come l'ex presidente John Quincy Adams fecero ciò che poterono per limitare la schiavitù o mettervi fine ove ciò fosse possibile, ma non fecero mai parte di alcun gruppo abolizionista. Nel 1841 ad esempio Adams rappresentò legalmente gli schiavi africani nel processo contro l'Amistad davanti alla Corte suprema, sostenendo che avrebbero dovuto essere liberati. Negli ultimi anni precedenti allo scoppio della guerra gli "antischiavisti" potevano rappresentare la maggioranza del Nord, compreso Abraham Lincoln che si opponeva all'espansione della schiavitù o alla sua influenza, come nelle leggi Kansas-Nebraska Act e Fugitive Slave Law. La maggioranza dei meridionali etichettarono tutte queste posizioni con l'unica denominazione di "abolizionisti", senza distinguerli dai seguaci di Garrison. Lo storico James M. McPherson spiega le profonde credenze degli abolizionisti: "Tutte le persone erano uguali agli occhi di Dio, le anime delle persone nere erano altrettanto preziose di quelle dei bianchi, quando uno dei figli di Dio rende schiavo un altro commette una violazione della Legge Superiore, anche se ciò era ammesso dalla Costituzione.
Sottolineando gli ideali yankee protestanti di continuo miglioramento di sé, industriosità e parsimonia, la maggior parte degli abolizionisti, e in particolare Garrison, condannò lo schiavismo in quanto privazione di controllo sul proprio destino e sui frutti del proprio lavoro.

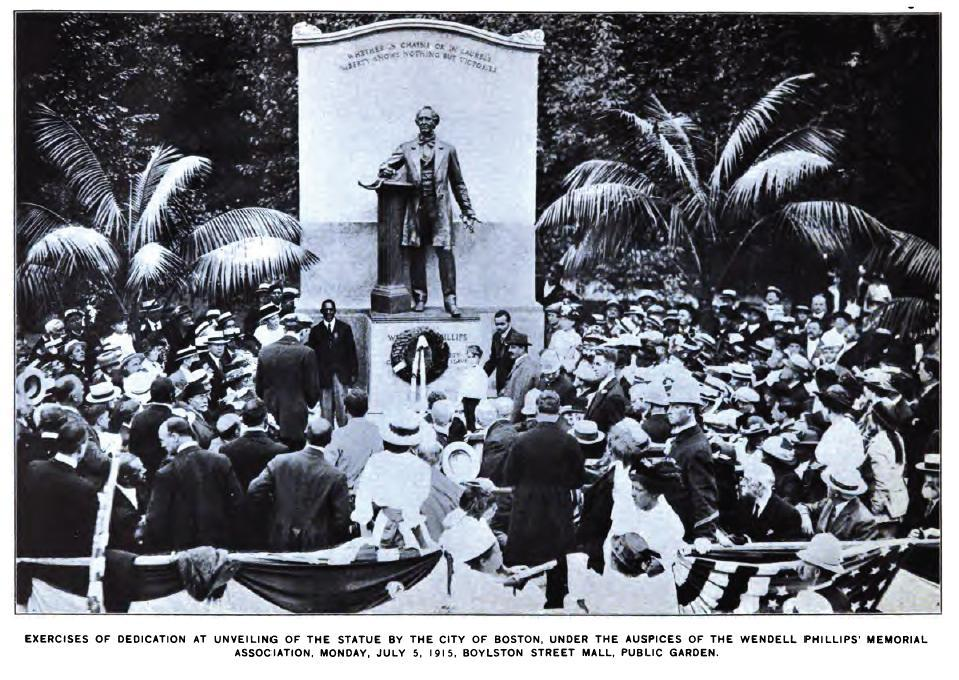
Cerimonia di dedica del memoriale in onore dell'abolizionista Wendell Phillips a Boston nel 1910.

Wendell Phillips, uno degli abolizionisti più accesi, attaccò il potere schiavista presagendo come sua diretta conseguenza la secessione del Nord fin dal 1845.
Gli abolizionisti attaccarono la schiavitù anche vedendola come una minaccia alla libertà degli stessi bianchi americani. Definendo la libertà come qualcosa di più di una semplice mancanza di restrizioni, i riformatori del periodo prebellico sostennero che l'uomo veramente libero è colui che può imporre restrizioni su di sé; quindi per i riformatori antischiavisti degli anni 1830 e 1840 la promessa del "lavoro libero" e della mobilità sociale ascendente (opportunità di progresso economico, diritti alla proprietà e controllo del proprio lavoro) era fondamentale per l'ideale di riformare gli individui.
Le polemiche scaturite dal cosiddetto manifesto di Ostenda sostenuto dalla presidenza di Franklin Pierce (che propugnava l'annessione di Cuba in qualità di Stato schiavista, con la forza delle armi se necessario) e dalla Fugitive Slave Law (che imponeva ai cittadini del Nord di collaborare alla cattura degli schiavi fuggiaschi) contribuirono a tenere vive le tensioni regionalistiche ancor prima che la questione della schiavitù nel West occupasse la politica nazionale nella seconda metà degli anni 1850.
Il sentimento antischiavista di alcuni gruppi del Nord s'intensificò dopo il compromesso del 1850, quando i proprietari di schiavi sudisti cominciarono a presentarsi negli Stati del Nord per mettersi alla caccia degli schiavi fuggiaschi o, spesso, anche solo per rivendicare come "loro proprietà" afroamericani liberi che vi risiedevano da anni. Nel frattempo alcuni abolizionisti cercarono apertamente d'impedire l'applicazione della legge. La violazione della legge sugli schiavi fuggitivi divenne sempre più organizzata e visibile: i cittadini di Boston si vantarono di non aver mai restituito alcun fuggiasco. Sempre a Boston, Theodore Parker, pastore unitariano, e altre personalità cittadine aiutarono la formazione di squadre che impedissero l'applicazione della legge a partire dall'aprile del 1851. Esempi di resistenza pubblica apparve in altre città settentrionali, in particolare a Syracuse nel 1851 (culminando nell'incidente di Jerry Rescue) e nuovamente a Boston nel 1854.

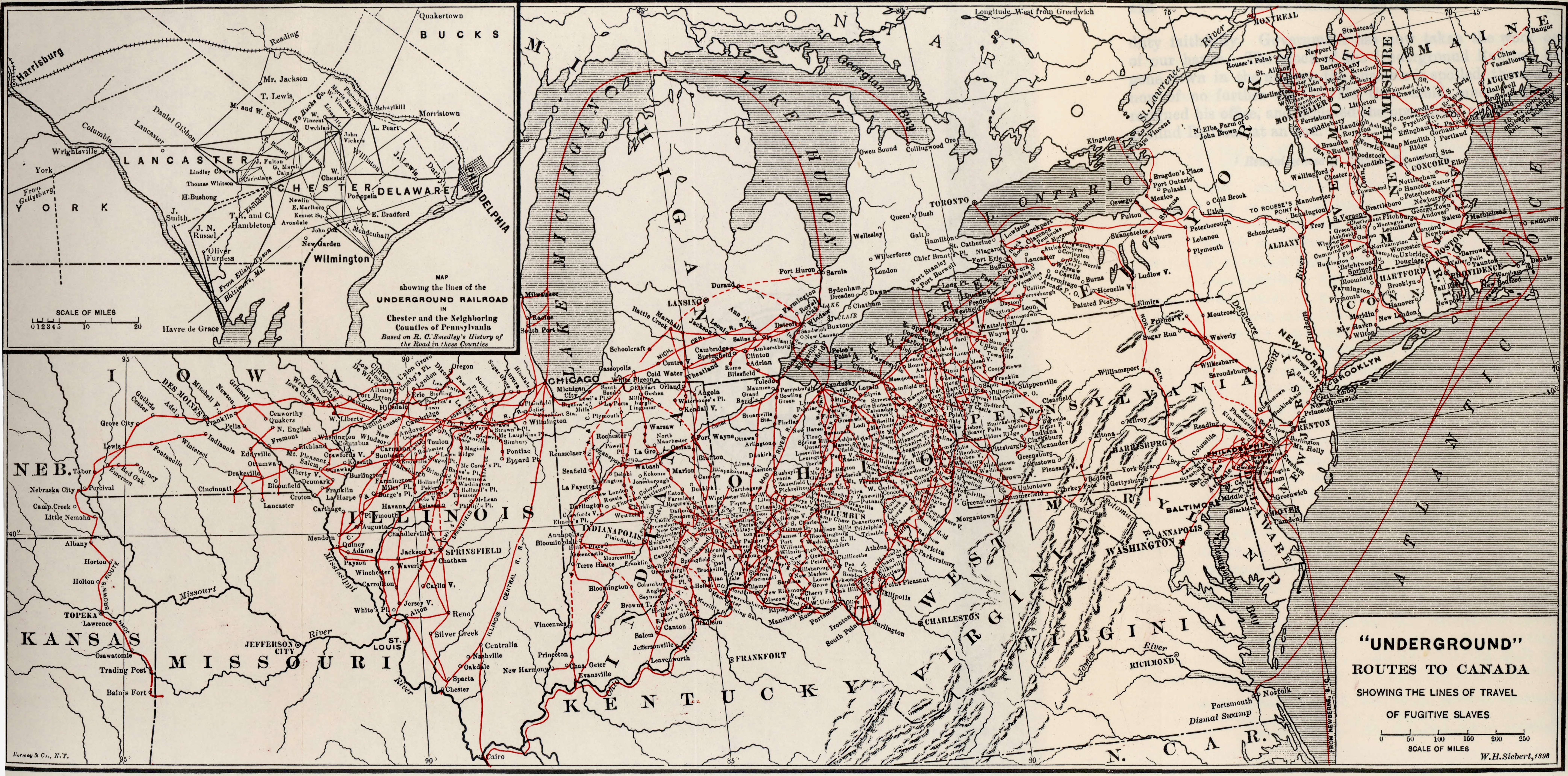
Le rotte della Ferrovia Sotterranea che aiutava gli schiavi a fuggire.

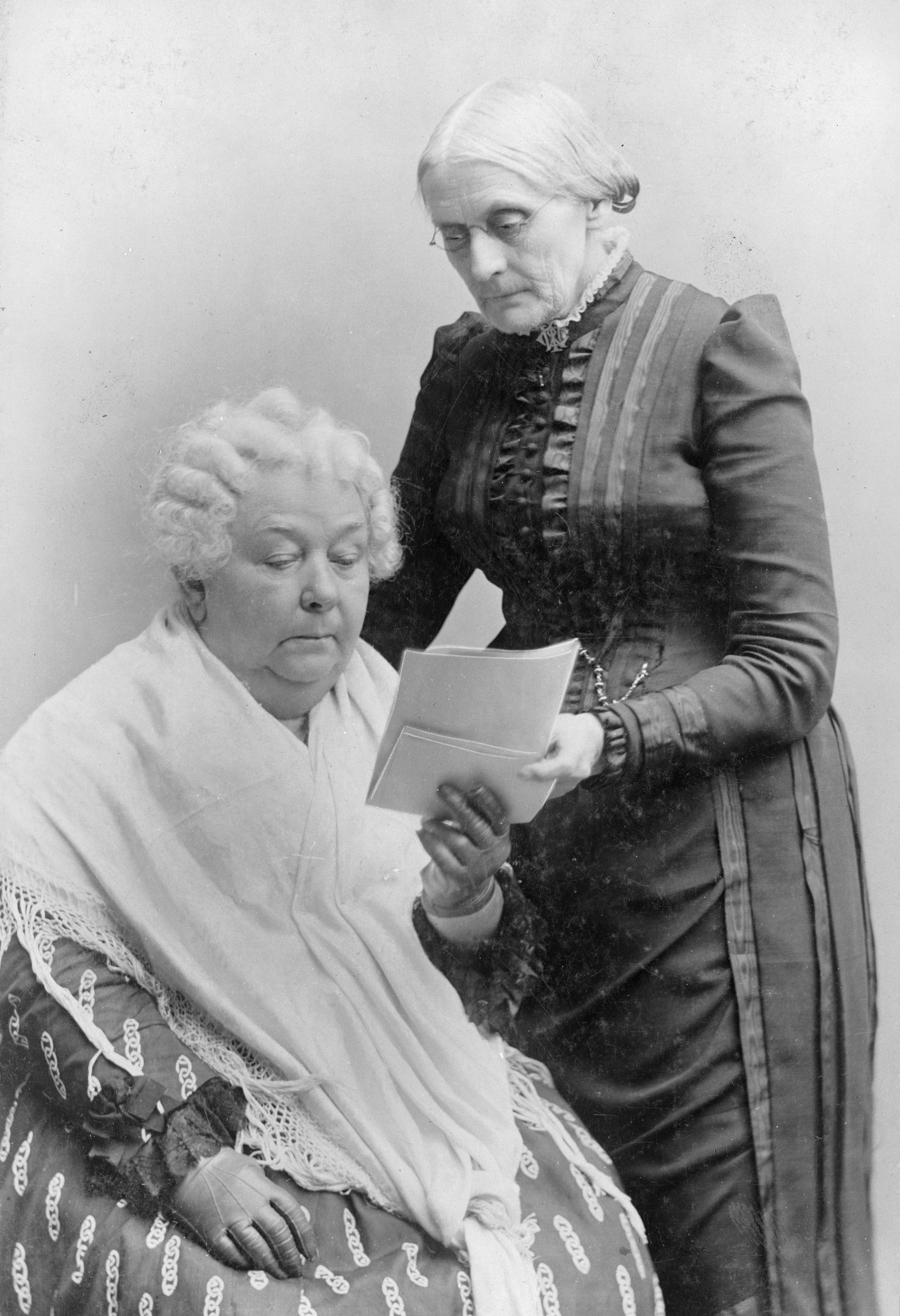
Elizabeth Cady Stanton (seduta) assieme a Susan B. Anthony.

(Giampiero Carocci, Storia della guerra civile americana, Tascabili Newton, 1996, pag. 18)
(Giampiero Carocci, Storia della guerra civile americana, Tascabili Newton, 1996, pag. 19)

### Argomenti pro e contro la schiavitù
Garrison, uno dei più eminenti abolizionisti, era motivato dalla fiducia nella crescita della democrazia. Poiché la Costituzione conteneva la clausola dei tre quinti (uno schiavo era conteggiato tre quinti di un uomo libero nel peso di ciascuno Stato al Congresso), una sugli schiavi fuggiaschi e un'estensione ventennale (1788-1808) del commercio schiavista (la tratta atlantica degli schiavi africani fu abolita durante la presidenza di Thomas Jefferson) egli bruciò pubblicamente una copia della Costituzione definendola "un'alleanza con la morte e un accordo con l'inferno". Garrison reclamava la secessione del Nord dall'Unione se il Sud non avesse emancipato gli schiavi. Nel 1854 affermò:

Opinioni radicalmente opposte furono espresse dal vicepresidente secessionista Alexander Hamilton Stephens nel suo discorso della pietra angolare: 

### Il movimento "Suolo libero"

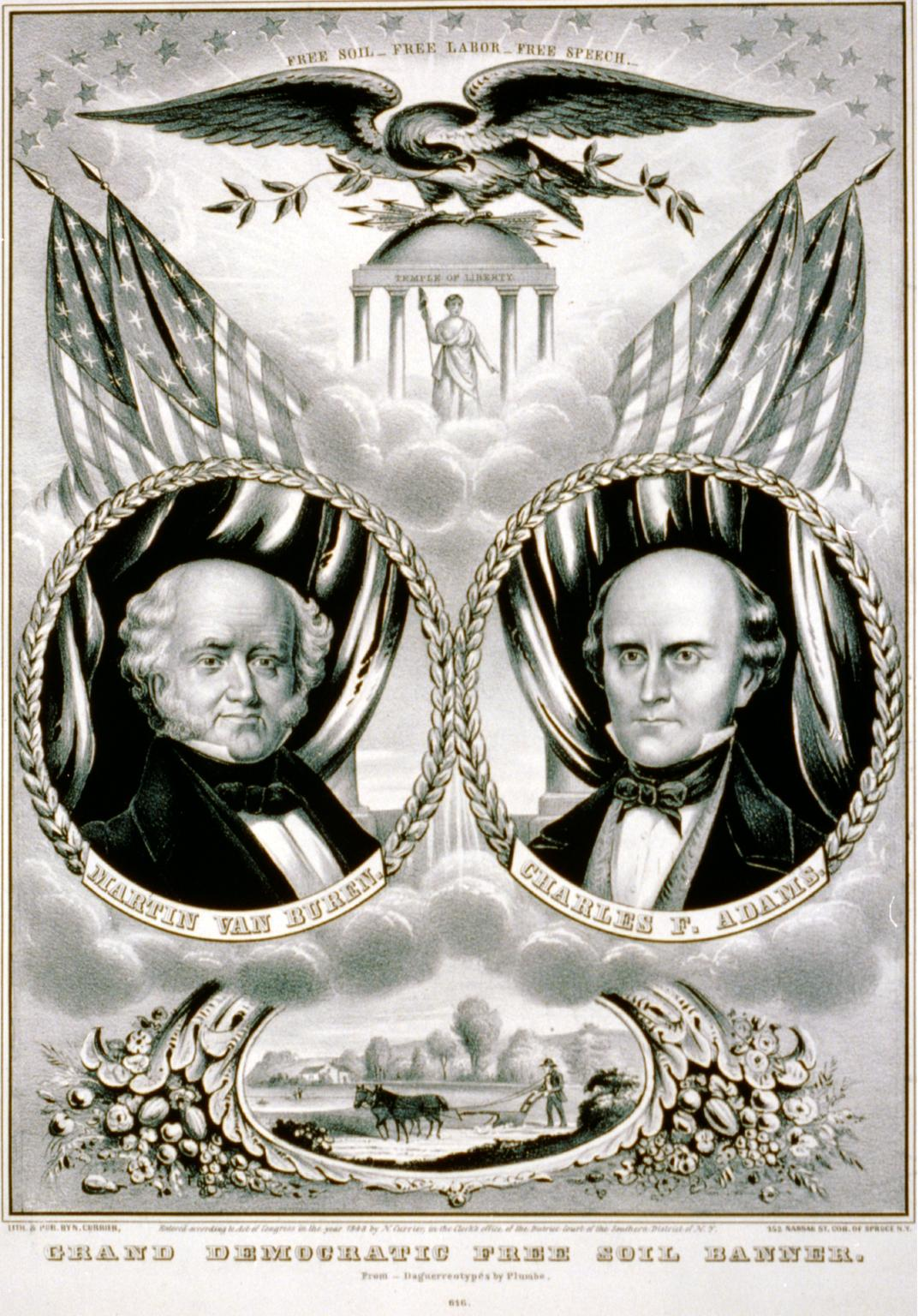
I candidati del Free Soil Party alle elezioni presidenziali del 1848: Martin Van Buren e Charles Francis Adams, Sr..

L'opposizione sudista all'emendamento Wilmot del 1847 contribuì a consolidare i sostenitori del "suolo libero" (Free soil). Nel 1848 un gruppo formato da Democratici radicali dello Stato di New York noti come "Barnburners", da membri del Liberty Party abolizionista e del Partito Whig contrari alla schiavitù formarono il Free Soil Party. La nuova forza politica sostenne l'ex presidente Martin Van Buren e Charles Francis Adams, Sr. come candidati alle elezioni presidenziali del 1848. Il partito politico si opponeva all'espansione della schiavitù nei Territori in cui essa non era mai esistita, come il Territorio dell'Oregon e la vasta regione della cessione messicana. Ciò ebbe l'effetto di dividere il Partito Democratico nel Nord, in special modo nelle aree colonizzate.
Lo storico Eric Foner nel suo Free soil, free labor, free men: The ideology of the Republican Party before the Civil War (1970) sottolineò l'importanza dell'ideologia del lavoro libero per gli oppositori nordisti dello schiavismo, osservando che le preoccupazioni morali degli abolizionisti non erano necessariamente i sentimenti preponderanti al Nord. Molti al Nord (tra cui Abraham Lincoln) si opponevano all'estensione della schiavitù anche perché temevano che i ricchi proprietari di schiavi potessero appropriarsi delle terre migliori, togliendo opportunità agli agricoltori bianchi liberi. I "Free Soilers" entrarono nel nuovo Partito Repubblicano nel 1854, portando con sé il loro appello per un'adesione più stretta agli ideali del lavoro libero. La paura del "potere schiavista" ebbe un potere evocativo molto più grande, per gli interessi del Nord, di quanto non fossero gli argomenti abolizionisti fondati sulla piaga morale della condizione degli schiavi nel Sud.
(Raimondo Luraghi, Storia della guerra civile americana, BUR, 1994 Vol. I, pag. 76.)

## Questione schiavista e cessione messicana

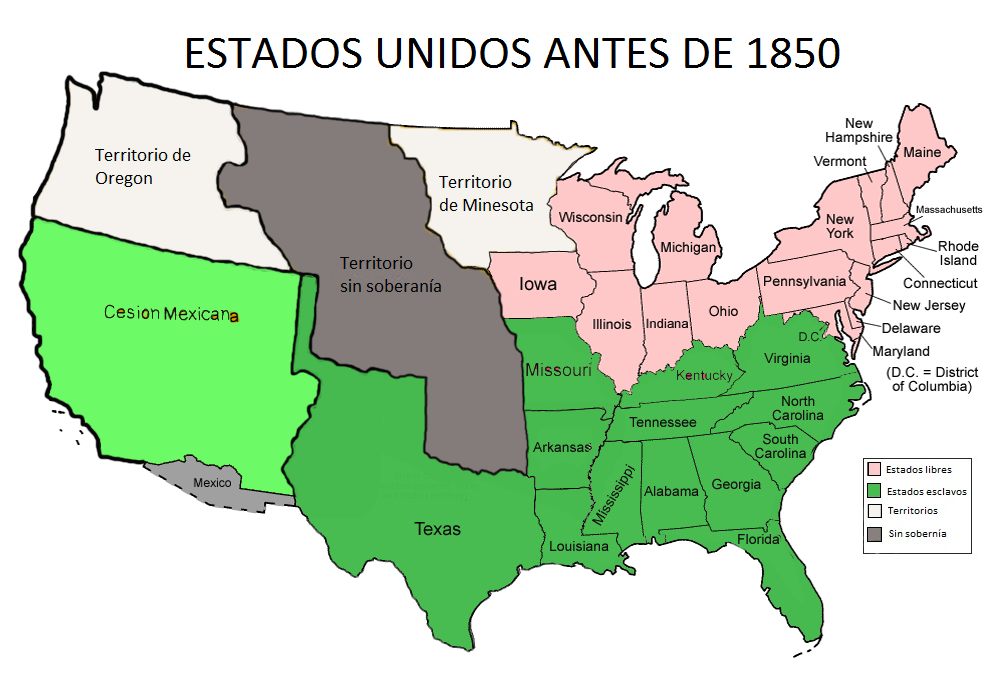
Gli Stati Uniti d'America nel 1850: in rosa gli Stati liberi, in verde scuro gli Stati schiavisti, in verde chiaro la cessione messicana, in grigio chiaro i Territori organizzati, in grigio scuro il territorio non ancora organizzato.

Poco dopo l'inizio della guerra messico-statunitense e molto prima della negoziazione del nuovo confine tra le due nazioni la questione della schiavitù nei Territori da acquisire vide opporsi gli Stati del Nord e quelli del Sud nel più aspro conflitto a base geografica sino a quel momento, che proseguì in una situazione di stallo per quattro anni in cui il secondo sistema partitico si dissolse, i pionieri mormoni si stabilirono nel Territorio dello Utah, esplose la corsa all'oro californiana e il Territorio del Nuovo Messico, controllata da un governo militare federale, respinse il tentativo della Repubblica del Texas schiavista di impossessarsi della zona ad ovest del fiume Rio Grande). Alla fine il compromesso del 1850 preservò l'unità nazionale, ma solamente per un decennio. Le proposte comprendevano:
- La pregiudiziale Wilmot che avrebbe messo al bando la schiavitù in ogni Territorio da acquisire dal Messico, escluso il Texas, parte dell'annessione texana avvenuta l'anno precedente. Fu approvata dalla Camera dei rappresentanti nell'agosto 1846 e nel febbraio 1847, ma non fu mai approvato dal Senato. Successivamente fallì anche il tentativo d'inserire la pregiudiziale nel trattato di Guadalupe Hidalgo.
- Infruttuosi emendamenti alla pregiudiziale Wilmot proposti da William Watson Wick prima e da Stephen A. Douglas, che estendevano la linea del compromesso del Missouri (il parallelo 36° 30' Nord verso ovest fino all'Oceano Pacifico, consentendo l'introduzione dello schiavismo nella maggior parte degli odierni Nuovo Messico, Arizona, Nevada, in tutta la California meridionale e su ulteriori territori acquisiti dal Messico. L'estensione della linea fu nuovamente proposta dalla conferenza di Nashville[151] nel giugno del 1850[152] allo scopo di "deliberare quei provvedimenti che si fossero resi necessari per tutelare gli interessi sudisti: la parola secessione già correva su tutte le bocche"[153].
- Il principio di sovranità popolare sviluppato da Lewis Cass e Douglas e che divenne la posizione ufficiale del Partito Democratico; avrebbe permesso a ciascun Territorio di decidere autonomamente se consentire o meno la schiavitù tramite referendum popolare tra i residenti.
- Il "programma dell'Alabama" proposto da William Lowndes Yancey ed approvato dalle assemblee legislative dell'Alabama e della Georgia e dalle Convention statali dei Democratici in Florida e Virginia; reclamava l'eliminazione di ogni restrizione all'espansione della schiavitù nei Territori sia da parte del governo federale sia dai governi territoriali prima che divenissero Stati, era contro ogni candidatura politica che avesse sostenuto la pregiudiziale Wilmot o il principio della sovranità popolare, e chiedeva leggi federali che annullassero le leggi messicane contro la schiavitù.
- Il generale Zachary Taylor, candidato Whig alle elezioni presidenziali del 1848 e vincitore delle elezioni, propose da presidente che l'intera area si trasformasse in due Stati liberi (chiamati California e Nuovo Messico ma molto più ampi di quelli poi effettivamente costituiti con questi nomi). Nessuna area sarebbe pertanto rimasta come Territorio organizzato, evitando così il dibattito sulla questione della schiavitù nei Territori.

Il progetto di trasformare il Territorio dello Utah nel ben più vasto Stato di Deseret.

- La proposta della Chiesa di Gesù Cristo dei santi degli ultimi giorni mormone di creare uno Stato di Deseret che avrebbe finito con l'incorporare gran parte della cessione messicana, ma che escludeva le più vaste popolazioni di non mormoni nella California settentrionale e nel Nuovo Messico centrale; sembrava assai improbabile che la proposte avrebbe potuto essere approvata dalCongresso. Nel 1849 tuttavia il presidente Taylor inviò l'uomo di fiducia John Thomas Wilson all'ovest con la proposta di unire California e Deseret in qualità di Stato unitario, con la conseguenza di ridurre il numero dei nuovi Stati liberi e conseguentemente anche l'erosione della maggioranza sudista al Senato.

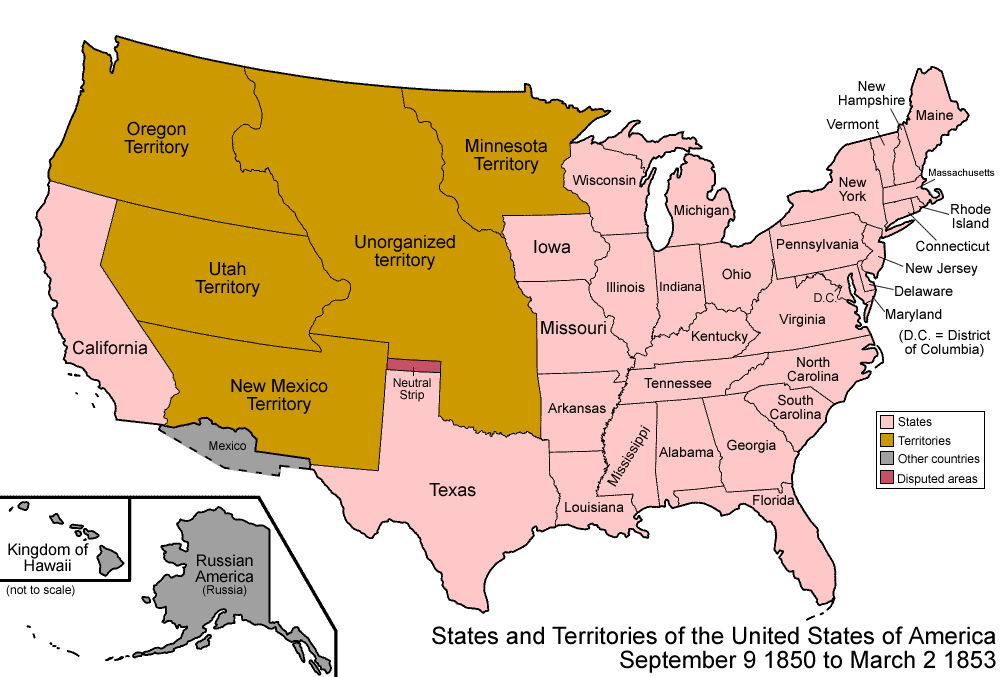
I risultati del compromesso del 1850.

Le varie proposte sui confini Nord-occidentali del Texas.

- Il compromesso del 1850 proposto per la prima volta da Henry Clay a gennaio, pilotato da Douglas all'approvazione nonostante l'opposizione dei Whig del Nord e dei Democratici del Sud, promulgato nel settembre 1850. Esso ammise la California in qualità di Stato libero, inclusa la California meridionale; organizzò i due nuovi Territori dello Utah e del Nuovo Messico: il problema se ammettervi o meno la schiavitù sarebbe stato deciso dalla "sovranità popolare". Il Texas ritirò la sua pretesa sulle zone contestate in cambio della cancellazione del debito statale; le aree vennero quindi suddivise tra i due nuovi Territori e quello che ancora rimaneva di Territorio non organizzato. El Paso, dove il Texas era riuscito a formare un governo di contea, fu lasciato al Texas. Non fu creato nessun nuovo territorio dominato dai sudisti (come fu poi il caso del breve Territorio Confederato dell'Arizona). Il commercio degli schiavi fu inoltre abolito nel distretto di Washington, ma non la schiavitù, e la Fugitive Slave Act vecchia di oltre sessant'anni fu rafforzata.

(Giampiero Carocci Storia della guerra civile americana Tascabili Newton 1996, pp. 21-22.)

## Diritti degli Stati

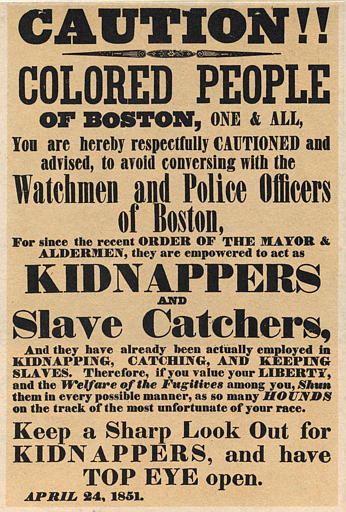
Un manifesto del 24 aprile 1851 che metteva in guardia la gente di colore di Boston dai poliziotti che agivano da procacciatori di schiavi.

I diritti degli Stati erano la preoccupazione di quelli, nel XIX secolo, che pensavano che il governo federale dovesse essere subalterno all'autorità dei singoli Stati e che violasse il ruolo che i Padri Fondatori gli avevano affidato. Lo storico contemporaneo Kenneth Milton Stampp osserva che ognuna delle due fazioni geografiche utilizzasse l'argomento dei "diritti degli Stati" quando risultava più conveniente, modificando le proprie posizioni quando invece non lo era. La Fugitive Slave Law del 1850-51 ad esempio fu voluta dai deputati del Sud per usare l'autorità federale contro i diritti degli Stati del Nord. La Costituzione proteggeva a livello federale i "diritti di proprietà" (compreso il diritto a possedere schiavi) e gli schiavisti chiesero che questo potere federale dovesse essere rafforzato ed avere la precedenza sulle leggi degli Stati settentrionali. I parlamenti statali del Nord, antischiavisti, replicarono a questo diritto costituzionale con leggi statali sulla libertà personale che ponevano le leggi dei singoli Stati al di sopra del mandato federale.

### Diritti degli Stati e schiavitù
Arthur M. Schlesinger Jr. notò che i diritti degli Stati non avevano "mai avuto una vera vita indipendente da condizioni di fondo di più vasto significato sociale, economico o politico", aggiungendo:
Facendo eco a Schlesinger, anche Forrest McDonald ha sostenuto che "la dinamica della tensione tra autorità federale e statale cambiò bruscamente dalla seconda metà degli anni 1840", come conseguenza dell'acquisizione della cessione messicana a seguito della guerra messico-statunitense:
In un discorso pronunciato nel febbraio 1861 alla Convention secessionista della Virginia, il georgiano Henry Lewis Benning dichiarò quale fosse il ragionamento alla base della dichiarazione di secessione dall'Unione da parte della Georgia:

### Diritti degli Stati e diritto della minoranza
Le teorie sui "diritti degli Stati" guadagnarono forza dalla consapevolezza che la popolazione del Nord cresceva molto più velocemente, soprattutto a causa dell'immigrazione, rispetto a quella del Sud; pertanto si trattava di una questione di tempo prima di vedere il Nord prendere il controllo delle istituzioni federali. Agendo quindi come "minoranza consapevole" i meridionali sperarono che un'interpretazione rigorosa e letterale della Costituzione avrebbe limitato il potere federale sui singoli Stati e che una difesa dei "diritti degli Stati" dalle ingerenze centralistiche, o perfino la "nullificazione" o la secessione avrebbero salvato il Sud. Prima del 1860, la maggior parte dei presidenti degli Stati Uniti venivano dal Sud o erano favorevoli al Sud; l'aumento della popolazione nel Nord avrebbe significato l'elezione di presidenti favorevoli al Nord, e l'aggiunta di Stati liberi avrebbe posto fine alla parità al Senato. Come lo storico Allan Nevins descrisse la teoria dei "diritti degli Stati" di John Calhoun: "I governi, osservò Calhoun, erano costituiti per proteggere le minoranze, poiché le maggioranze sapevano sempre prendersi cura di se stesse".
Fino alle elezioni presidenziali del 1860 gli interessi del Sud a livello nazionale erano sostenuti dal Partito Democratico. Con la campagna elettorale di quell'anno il Partito Democratico si spezzò in due, tra la corrente nordista e quella sudista come risultato di un "aspro dibattito svoltosi al Senato tra Jefferson Davis e Stephen A. Douglas". Il dibattito riguardava le risoluzioni proposte da Davis che "si opponevano alla sovranità popolare e sostenevano la promulgazione di un codice federale degli schiavi e i diritti degli Stati", le quali furono riproposte alla convenzione nazionale sudista di Charleston.
Jefferson Davis definì "uguaglianza" in termini di uguali diritti degli Stati, opponendosi al presupposto che "tutti gli uomini sono creati uguali" (tra le prime frasi della dichiarazione d'indipendenza degli Stati Uniti. Dichiarò che una "discriminazione insultante" e una lotta per la "libertà" contro "la tirannia di una maggioranza sfrenata" dava agli Stati Confederati d'America il diritto di separarsi. Nel 1860 il deputato alla Camera dei rappresentanti Laurence Massillon Keitt della Carolina del Sud dichiarò: "Il partito anti-schiavista sostiene che la schiavitù è sbagliata in sé e che le istituzioni federali sono una consolidata democrazia nazionale. Noi del Sud sosteniamo invece che la schiavitù è giusta e che questa è una Repubblica confederata di Stati sovrani.
Lo storico contemporaneo Stampp ha citato l'opera del vicepresidente secessionista Alexander Hamilton Stephens "Una visione costituzionale della recente guerra tra gli Stati" come un esempio di un responsabile sudista che diceva che la schiavitù era la pietra angolare della Confederazione all'inizio della guerra e più tardi, dopo la sconfitta della Confederazione, cambiò direzione sostenendo che la guerra non riguardava la schiavitù ma i "diritti degli Stati". Stampp descrisse Sthepens come uno dei più ardenti difensori del mito della causa persa confederata.
Lo storico William Charles Davis citò inoltre le incoerenze nelle argomentazioni a favore dei "diritti degli Stati" meridionali; spiegò la tutela della schiavitù a livello nazionale da parte della Costituzione degli Stati Confederati d'America così:
Sempre W. C. Davis affermò:
Lo storico del Sud Gordon Rhea scrisse nel 2011 che:

## Compromesso del 1850
La vittoria nella guerra messico-statunitense portò all'annessione di vasti territori dal Messico. La polemica attorno alla legalità o meno della schiavitù in questi territori provocò il rischio di una guerra tra Stati liberi e Stati schiavisti; l'appoggio ricevuto al Nord della pregiudiziale Wilmot, che avrebbe vietato la schiavitù in tutti territori conquistati, aumentò la tensione tra le due regioni. La controversia fu temporaneamente risolta dal compromesso del 1850, che permise al Territorio dello Utah e al Territorio del Nuovo Messico di decidere autonomamente sulla questione, permettendo contemporaneamente l'ammissione della California in qualità di Stato libero e riducendo le dimensioni dello Stato schiavista del Texas e proibendo la compravendita di schiavi, ma non la schiavitù, a Washington. In cambio, il Sud otteneva una legge sugli schiavi fuggiaschi più severa rispetto alla versione menzionata nella Costituzione. Proprio questa legge riaccese la polemica sulla schiavitù.
(Giampiero Carocci, Storia della guerra civile americana, Tascabili Newton, 1996, p. 22.)

### La questione della Fugitive Slave Law
La nuova legge sugli schiavi fuggitivi del 1850 (Fugitive Slave Law) richiedeva che al Nord si collaborasse con i proprietari di schiavi del Sud per restituire loro gli schiavi fuggiaschi, ma molti al Nord vi erano opposti. Anthony Burns fu uno degli schiavi fuggiaschi catturati e restituiti in catene alla loro condizione di schiavitù a causa della legge. Il romanzo La capanna dello zio Tom scritto dall'abolizionista Harriet Beecher Stowe, venduto in centinaia di migliaia di copie (300.000 nel primo anno), favorì notevolmente l'opposizione popolare a tale legge.
(Raimondo Luraghi, Storia della guerra civile americana, BUR, 1994 Vol. I, pag. 110.)

## Kansas-Nebraska Act (1854)

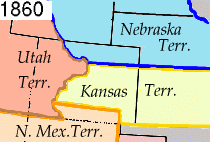
La situazione territoriale del Kansas e del Nebraska nel 1860.

L'opinione pubblica ritenne che il compromesso del 1850 avesse posto la parola fine alla questione dei nuovi territori, ma Stephen A. Douglas la riaprì nel 1854. Il senatore democratico propose la Kansas-Nebraska Act con l'intenzione di aprire alla colonizzazione nuove vaste terre agricole di alta qualità a Ovest. In quanto politico dell'Illinois, Douglas era particolarmente interessato ai collegamenti ferroviari da Chicago al Territorio del Kansas e al Territorio del Nebraska, ma questo progetto godeva di ampio consenso. Più controversa era la visione di Douglas della "democrazia di base", cioè che solamente i coloni residenti avessero il diritto di decidere se consentire o meno la schiavitù nei loro territori. Il suo disegno di legge previde pertanto che la sovranità popolare, attraverso le assemblee legislative dei territori, dovesse scegliere "su tutte le questioni relative alla schiavitù"; annullando in tal modo le precedenti disposizioni del compromesso del Missouri. La presentazione del disegno di legge provocò una tempesta di proteste negli Stati del Nord. Fu visto come un tentativo di abrogare ipso facto il compromesso del 1820; la reazione popolare nel mese successivo alla proposta della legge non riuscì tuttavia a mostrare la gravità della situazione. Da un lato i giornali del Nord inizialmente ignorarono le proteste e dall'altro gli esponenti del Partito Repubblicano si rammaricavano della scarsa risposta popolare.
Alla fine la reazione si concretizzò, ma furono i dirigenti politici a suscitarla. L'"appello ai Democratici indipendenti" di Salmon Portland Chase contribuì molto a catalizzare lo sdegno della pubblica opinione. A New York il senatore William H. Seward si assunse la responsabilità di organizzare una manifestazione contro il disegno di legge sul Nebraska, visto che nessuna nasceva spontaneamente. Le agenzie e i mezzi d'informazione come National Era, il New York Tribune abolizionista e le riviste locali del Free Soil Party presero quindi a condannare il disegno di legge. I dibattiti Lincoln-Douglas del 1858 finirono con l'attirare l'attenzione nazionale sulla questione dell'espansionismo schiavista.
(Giampiero Carocci, Storia della guerra civile americana, Tascabili Newton, 1996, pag. 24.)
(Giampiero Carocci, Storia della guerra civile americana, Tascabili Newton, 1996, pp. 24-25.)

## Frammentazione del secondo sistema partitico

### Bleeding Kansas

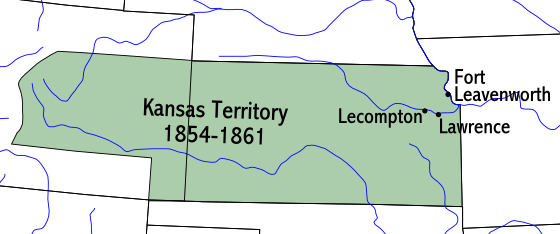
Il Territorio del Kansas durante il Bleeding Kansas con i siti interessati: il Missouri si trova sul confine Est.

Nella regione dell'odierno Kansas intorno al 1855, la questione della schiavitù provocò fortissime tensioni, con scontri violenti tra schiavisti e abolizionisti. Tuttavia, la grande maggioranza degli abitanti nell'area erano "uomini di frontiera" a caccia di terra e indifferenti alle questioni pubbliche, alle tensioni tra Nord e Sud o tra partiti e al problema della schiavitù. La contrapposizione che portò alla violenza traeva origine dalla rivalità tra i pretendenti ai terreni liberi. Nella prima ondata di insediamenti, la terra non era ufficialmente di nessuno, e i coloni si precipitarono ad occupare i terreni adatti alla coltivazione. La tensione e la violenza divennero comuni tra coloni del Nord (yankee) e coloni del Missouri, ma non vi sono molte prove sul fatto che la schiavitù fosse argomento di contenzioso. I coloni del Missouri, che vedevano il Kansas come un'estensione del loro Stato, consideravano quelli arrivati da Stati del Nord come occupanti abusivi; questi rispondevano accusando quelli del Missouri di essersi accaparrati la terra migliore senza esservi veramente trasferiti.

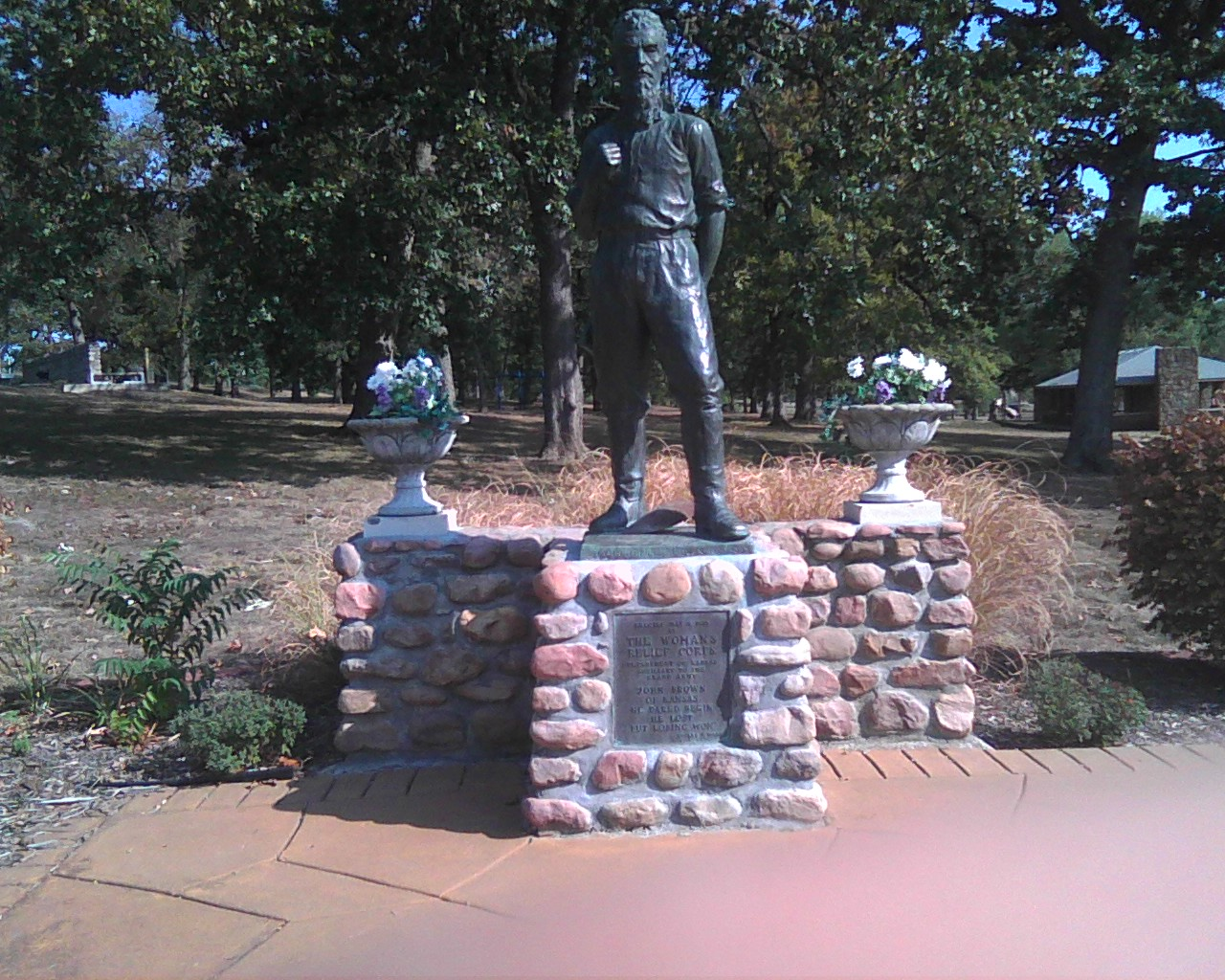
Statua dedicata alla memoria di John Brown al John Brown Museum di Osawatomie.

Negli anni 1855-56 la violenza raggiunse il suo apice ideologico con l'arrivo nell'area di John Brown, considerato dai seguaci come uno strumento della "volontà divina" per la distruzione dello schiavismo. Il massacro del Pottawatomie da lui commesso, avvenuto nella notte del 24 maggio 1856, in cui furono uccisi cinque schiavisti, provocò una specie di guerriglia. Ma, a parte il fervore di Brown, il conflitto del Kansas molto spesso coinvolse bande armate interessate alle rivendicazioni sulla terra o ai bottini.
(Frederick Douglass)
Di ancor maggiore importanza rispetto agli scontri in Kansas fu la risposta a livello nazionale e al Congresso. Sia al Nord che al Sud era opinione diffusa che i progetti aggressivi degli avversari avessero infine preso corpo in Kansas.
Il senatore Andrew Pickens Butler ha evidentemente letto con avidità molti libri di cavalleria medievale e si crede pertanto un cavaliere ricolmo dei sentimenti dell'onore e del coraggio. Certo è che ha scelto una ben nota amante, a cui ha fatto i suoi voti e che, per quanto brutta per gli altri, è pur sempre adorabile con lui; sebbene inquinata alla vista del mondo intero, rimane casta ai suoi occhi: intendo la prostituta, la schiavitù!

### Aggressione contro Sumner (1856)
Il 19 maggio il senatore del Massachusetts Charles Sumner tenne un lungo discorso al Senato dal titolo Il crimine contro il Kansas che condannava il potere schiavista, visto come la forza malvagia dietro ai disordini nella nazione. Sumner affermò che i sudisti avevano "commesso un crimine contro il Kansas", puntando il dito contro il senatore della Carolina del Sud Andrew Pickens Butler. Divenne celebre l'apostrofe di Sumner a Butler accusato di "essersi scelto un'amante [...] che, anche se brutta per gli altri, è sempre attraente per lui; anche se sudicia agli occhi del mondo, è pura ai suoi occhi. Sto parlando della prostituta, la schiavitù!". Secondo lo storico Hoffer (2010) "è anche importante notare le immagini sessuali che si ripetevano durante il discorso, che non erano né accidentali né senza precedenti. Gli abolizionisti accusavano frequentemente gli schiavisti di mantenere in piedi la schiavitù di modo che potessero avere relazioni sessuali forzate con le loro schiave".
Tre giorni dopo il discorso Sumner, che stava lavorando alla propria scrivania al Senato, fu picchiato quasi a morte dal deputato Preston Smith Brooks, nipote di Butler. Sumner ci mise anni per riprendersi, diventando l'eroe della causa antischiavista; l'episodio era la dimostrazione lampante della "selvaggia bassezza dell'intera società sudista".
Al Sud invece Brooks fu considerato un eroe dell'onore della regione.
Il grave incidente pubblico riempì le pagine dei giornali ed ebbe l'effetto di polarizzare ulteriormente il conflitto Nord-Sud, rafforzare il nuovo Partito Repubblicano ed aggiungendo un nuovo elemento di violenza agli scontri al Congresso.
(Allan Nevins, citato in Raimondo Luraghi Stora della guerra civile americana BUR 1994 Vol. I, pa. 119.)

### Elezioni presidenziali del 1856
Indignati per la situazione tragica in Kansas, i Repubblicani - il primo grande partito politico presente solo in un'area della nazione - entrarono nella loro prima campagna elettorale con fiducia. Il loro candidato alle elezioni presidenziali del 1856, l'abolizionista John Charles Frémont, era generalmente ben accettato nel partito. Anche se la sua nomina esasperò alcuni dei sostenitori del partito tra i Know Nothing, che professavano un nativismo impregnato di xenofobia (Frémont era difatti di origini francesi e sua madre era cattolica) la nomina del celebre esploratore del Far West ed ex senatore per la California, con un breve passato politico, fu anche un tentativo di attirare gli ex Democratici. Gli altri due contendenti, William H. Seward e Salmon P. Chase, vennero considerati invece troppo radicali.
La campagna elettorale del 1856 fu condotta quasi esclusivamente sulla questione della schiavitù, presentata come una lotta tra democrazia e aristocrazia, con particolare attenzione per le vicende sanguinose del Kansas.
I Repubblicani condannarono la legge Kansas-Nebraska e l'espansione della schiavitù, ma proposero anche un programma di lavori pubblici in infrastrutture che univa l'idealismo antischiavista con le aspirazioni economiche di sviluppo industriale provenienti dal Nord. La nuova formazione sviluppò rapidamente una potente cultura di partito, con energici attivisti che portarono gli elettori alle urne facendo così raggiungere numeri senza precedenti. La gente comune reagì con fervore. I giovani Repubblicani organizzarono i club Wide Awakes cantando Free Soil, Free Labor, Free Men, Frémont! ("Terra libera, lavoro libero, uomini liberi, Frémont!").
Al Sud, gruppi di Democratici radicalmente schiavisti (i "Fire-Eaters") e anche alcuni moderati lanciarono minacce di secessione in caso di vittoria di Frémont, e il candidato del Partito Democratico James Buchanan trasse molto beneficio dalle apprensioni sul futuro dell'unità nazionale.

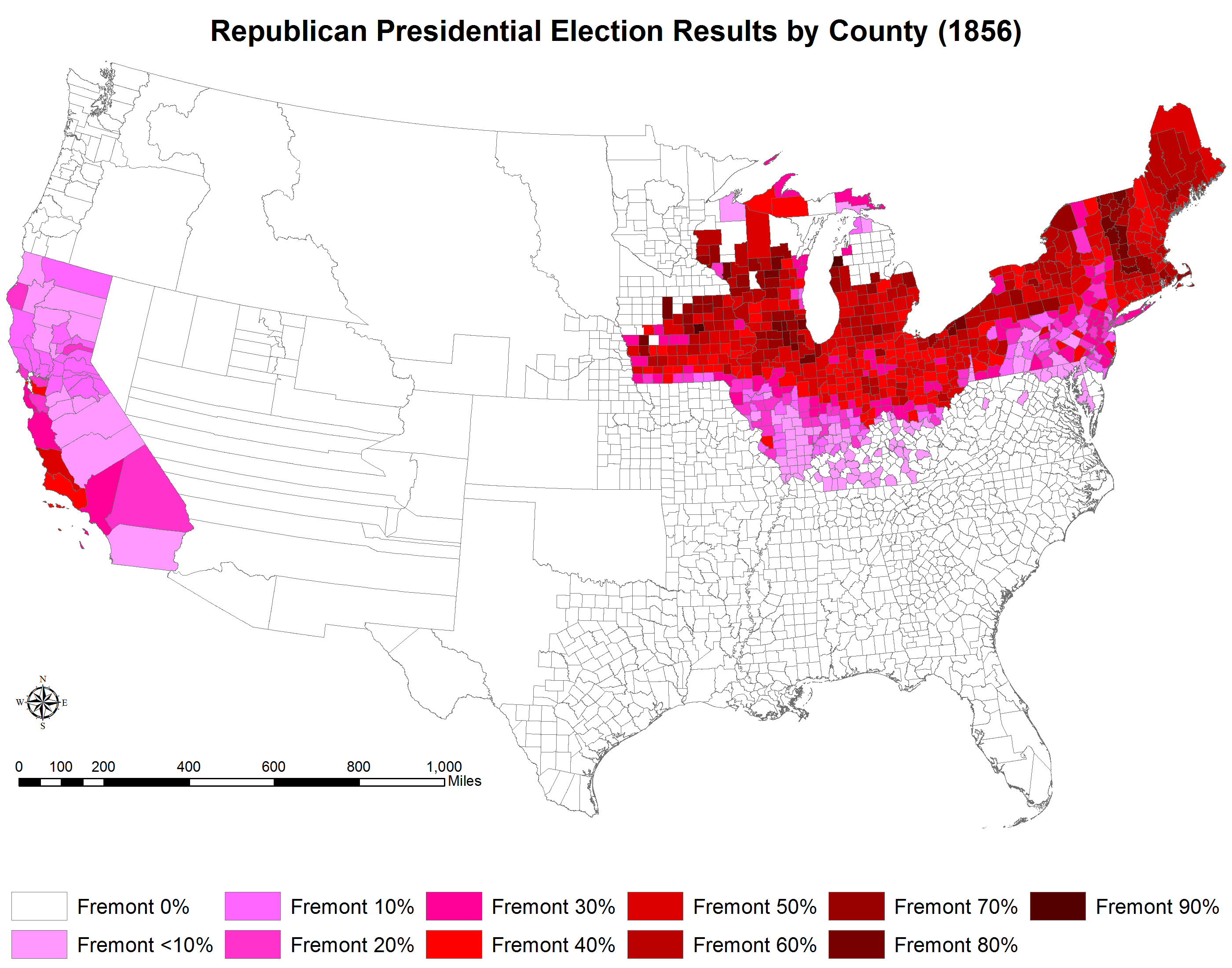
I risultati elettorali Repubblicani per contea.

L'ex presidente Millard Fillmore, nominato dai Know Nothing e dai Silver Gray Whigs, dichiarò nel corso di un comizio ad Albany che l'elezione di un candidato repubblicano avrebbe condotto allo scioglimento dell'Unione. Abraham Lincoln rispose il 23 luglio durante un discorso pronunciato a Galena in Illinois. Lo storico e biografo presidenziale Carl Sandburg scrisse che questo discorso assomigliava con molte probabilità ad uno dei "discorsi perduti" di Lincoln: "Questo governo sarebbe molto debole, in effetti, se una maggioranza, con un esercito e una marina disciplinati e un tesoro ben riempito, non potesse preservarsi, quando attaccato da una minoranza disarmata indisciplinata e disorganizzata: tutto questo parlare della dissoluzione dell'Unione è un imbroglio, nient'altro che follia. Noi non vogliamo dissolvere l'Unione e voi non dovete.

### Sentenza Dred Scott e Costituzione di Lecompton (1857)
La Costituzione di Lecompton e la sentenza del caso Dred Scott contro Sandford (il nome nei rapporti ufficiali venne scritto erroneamente Sanford) furono entrambi parte integrante della vasta controversia sulla schiavitù scaturita dal Bleding Kansas in seguito alla legislazione del Kansas-Nebraska Act, il tentativo fatto da Stephen A. Douglas di sostituire il divieto presente nel Compromesso del Missouri sull'introduzione dello schiavismo nei Territori del West col principio di sovranità popolare: il che significava che il popolo e solo il popolo di un dato Territorio poteva decidere autonomamente votando a favore o contro la pratica schiavista.
La Costituzione statale in questione - che avrebbe permesso la schiavitù nel Kansas - fu il risultato di una massiccia frode elettorale da parte delle bande illegali sudiste introdottesi con la forza e la violenza nella regione, i cosiddetti ruffiani di confine.
Douglas operò attivamente per farla bocciare, alleandosi in tal modo ai Repubblicani, in quanto era sostenuta solamente dalla minoranza filo-schiavista che neppure aveva la residenza in Kansas, quindi illegalmente presente e del tutto priva del diritto di voto; il senatore Democratico in tale occasione supportò pertanto la "legge della maggioranza".
Egli sperò inoltre che sia il Sud che il Nord avrebbero finito con il sostenere la propria tesi sulla "sovranità popolare"; ma fu invece vero esattamente il contrario: nessuna delle due parti si fidò mai più completamente di Douglas.

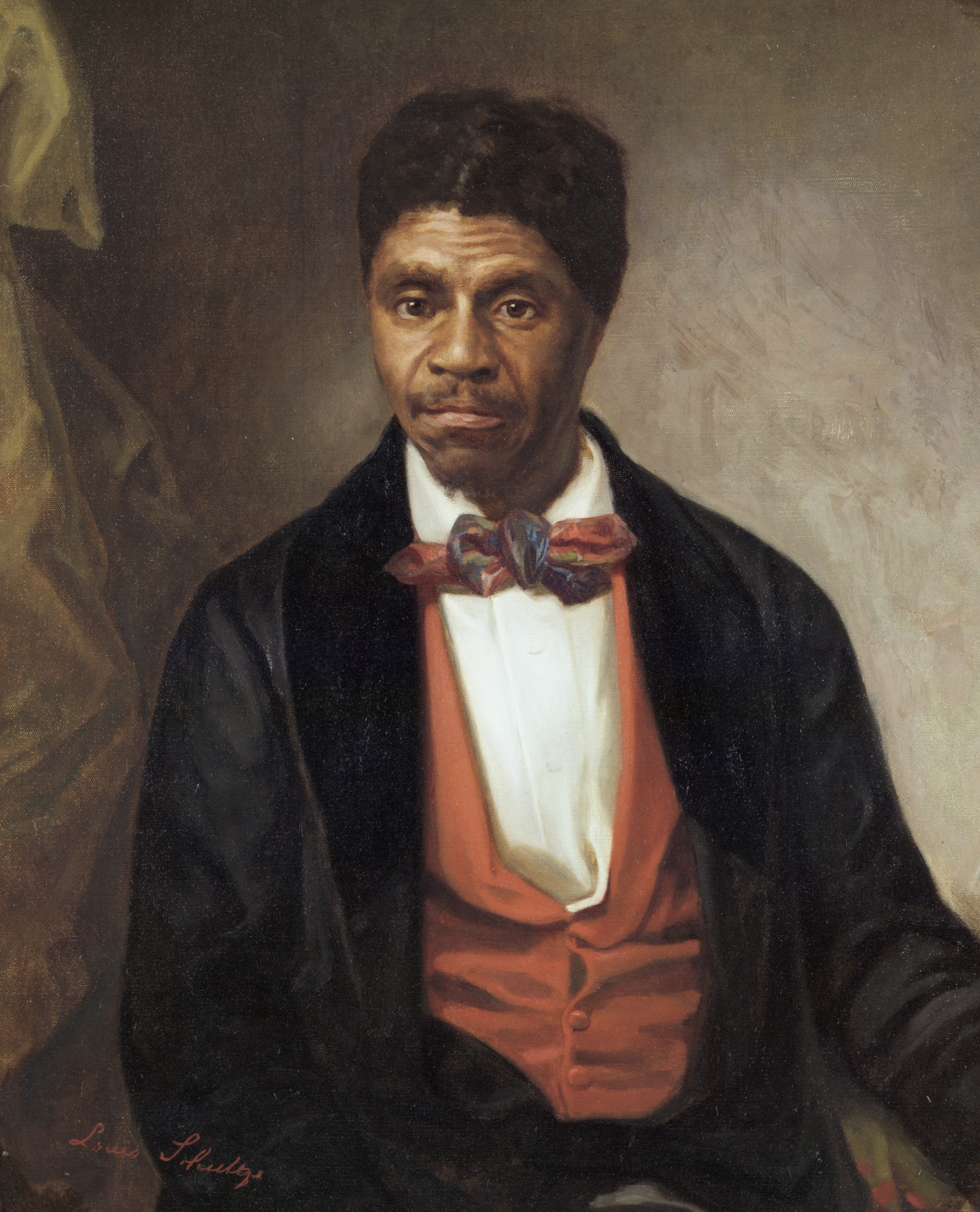
Ritratto a olio raffigurante Dred Scott di Louis Schultze al "Missouri History Museum".

La decisione espressa dalla Corte Suprema sul caso giudiziario riguardante Dred Scott non fece altro che aggiungere altra benzina sul fuoco della polemica; il Presidente della Corte Suprema Roger Brooke Taney (un sudista filo-schiavista) sentenziò che gli afroamericani erano "talmente inferiori tanto da non possedere nessuno dei diritti civili assegnati invece per diritto di nascita all'uomo bianco" e che la schiavitù poteva liberamente diffondersi nei Territori anche se la maggior parte dei residenti si fossero espressi in senso contrario. La sentenza conteneva affermazioni esplosive:
1. Dred Scott era uno schiavo, quindi non godeva della cittadinanza e pertanto non aveva alcun diritto di ricorso alla giustizia federale;
2. la sua permanenza in Territori ove il Compromesso del 1820 aveva vietato la schiavitù non significava nulla poiché tale compromesso era sempre stato nullo e privo di ogni effetto fin dalla sua prima formulazione, in quanto il Congresso non aveva alcun potere di legiferare circa la schiavitù nei Territori;
3. il West rimaneva aperto a qualunque forma di sfruttamento agricolo, con o senza lo schiavismo;
4. il Compromesso del Missouri era del tutto incostituzionale, ed incostituzionale sarebbe stato in futuro ogni tentativo parlamentare di interferire nella questione della schiavitù nei Territori del West[181].

Lincoln avvertì chiaramente che la "decisione Dred Scott" avrebbe a questo punto potuto imporre con la forza lo schiavismo anche a tutti gli Stati liberi del Nord che l'avevano abolito da decenni: la cospirazione del potere schiavista era quindi oramai in pieno atto.

### Alleanza anti-Buchanan

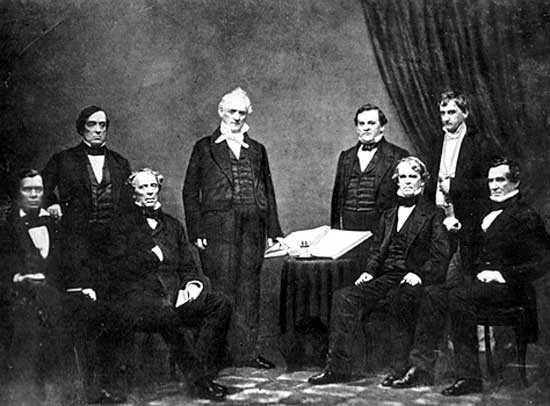
Il gabinetto ministeriale di Buchanan nel 1859 circa. Da sinistra: Jacob Thompson, Lewis Cass, John Buchanan Floyd, James Buchanan, Howell Cobb, Isaac Toucey, Joseph Holt e Jeremiah Sullivan Black.

La presidenza di James Buchanan decise di porre fine ai disordini in Kansas spingendo il Congresso ad ammettere il Territorio del Kansas nell'Unione in qualità di Stato schiavista e con la Costituzione di Lecompton. Gli elettori del Kansas tuttavia votarono contro questa Costituzione con una maggioranza schiacciante. Il fatto che James Buchanan spese l'autorità della presidenza in favore della Costituzione di Lecompton schiavista esasperò ulteriormente i Repubblicani e gli rese ostili anche esponenti del suo stesso partito; sull'orlo della rottura con la presidenza, i sostenitori di Stephen A. Douglas interpretarono questa manovra come un tentativo di sovvertire il principio di sovranità popolare su cui si basava la legge Kansas-Nebraska Act. A livello nazionale i conservatori erano adirati, poiché consideravano che in tal maniera i diritti degli Stati erano violati; ma anche nello stesso Sud gli ex appartenenti al Partito Whig e i Know Nothing negli "Stati di confine" - in particolare John Bell e John Jordan Crittenden (figure chiave nelle controversie tra Nord e Sud) spinsero i Repubblicani ad opporsi alle mosse della presidenza Buchanan e ad accettare la richiesta che ai Territori venisse dato il potere di accettare o rifiutare la schiavitù.
Con l'approfondirsi della spaccatura interna ai Democratici i più moderati tra i Repubblicani sostennero che un'alleanza con i Democratici contrari a Buchanan, in particolare con i seguaci di Douglas, avrebbe costituito un vantaggio decisivo per le prossime elezioni presidenziali del 1860. Alcuni osservatori di parte repubblicana videro la polemica esplosa sulla Costituzione del Kansas come un'opportunità per insidiare il predominio dei Democratici negli "Stati di confine", dove John Charles Frémont aveva raccolto poche preferenze.
Tra i fautori di questa strategia vi fu il The New York Times, che invitò i Repubblicani a mettere in sordina l'opposizione alla sovranità popolare e a chiedere invece una politica di "compromesso" a favore di "niente nuovi Stati schiavisti", al fine di sedare le tensioni tra Nord e Sud. Il Times sosteneva che, affinché i Repubblicani potessero essere competitivi alle elezioni del 1860, avrebbero avuto bisogno di ampliare la loro base elettorale per includervi anche tutti gli elettori che per un motivo o per un altro erano delusi dalla presidenza Buchanan.
La pressione era notevole a favore di un'alleanza tra i sempre più numerosi oppositori a Buchanan; tale accordo avrebbe comportato essenzialmente la trasformazione dei Repubblicani in un partito nazionale, conservatore, unionista, sostanziale erede del Partito Whig. I maggiori esponenti dei Repubblicani, tuttavia, fermamente opposti a cambiare la posizione del partito contro la schiavitù, erano inorriditi da ciò che vedevano come una rinuncia ai loro principi fondanti, ad esempio come accadde quando tutti i 92 eletti al Congresso del Partito votarono a favore della proposta di legge Crittenden-Montgomery nel 1858. Sebbene questa escludesse l'ammissione del Kansas nell'Unione come Stato schiavista, essa chiedeva l'applicazione della "sovranità popolare" anziché il totale rifiuto all'espansione della schiavitù.
Alla fine la proposta di legge Crittenden-Montgomery non produsse una coalizione di oppositori a Buchanan, composta da nuovi Repubblicani, ex Whig meridionali degli "Stati di confine" e Democratici nordisti. Invece, il Partito Democratico si divise lungo la linea nord-sud; i suoi esponenti contrari alla Costituzione Lecompton si lamentarono del fatto che al partito fosse stata imposta una linea favorevole alla schiavitù. La corrente di Douglas tuttavia rifiutò di cedere alle pressioni della presidenza. Come accadde per i Democratici contrari alla legge Kansas-Nebraska Act, poi confluiti nel Partito Repubblicano, i seguaci di Douglas insistettero sul fatto che erano loro, e non il presidente, ad essere appoggiati dai Democratici del Nord.
Il sentimento estremista nel Sud avanzò in modo spettacolare quando i latifondisti proprietari di schiavi sentirono che il loro controllo sulle istituzioni federali stava svanendo. Inoltre, divenne sempre più difficile per i Democratici del Sud usare i loro colleghi di partito del Nord per influenzare la politica negli Stati del Nord.
(Raimondo Luraghi Storia della guerra civile americana BUR 1994 Vol. I, pag. 124.)

### Senso dell'onore
Gli storici hanno sottolineato quanto il senso dell'onore fosse una delle preoccupazioni centrali per i bianchi americani ricchi del Sud; l'idea di essere trattati come cittadini di secondo livello era vissuto come una condanna e l'autentico sudista non poteva tollerarlo. Gli abolizionisti sostenevano che la schiavitù fosse un fenomeno negativo o cattivo che danneggiava i diritti dei bianchi e le prospettive del repubblicanesimo. Per il Sud bianco questa retorica rendeva i meridionali cittadini di seconda classe in quanto calpestava ciò che credevano fosse loro diritto costituzionale, di trasferire i propri "beni mobili" ovunque.

## Ascesa politica di Lincoln

### Scontri tra Nord e Sud sulla politica federale (1855-60)

#### Retroterra storico socio-economico
Nel loro saggio The Rise of American Civilization (1927) gli storici Mary e Charles Austin Beard sostennero che la schiavitù fosse un'istituzione soprattutto economica, anziché sociale o culturale. I coniugi Beard citavano i conflitti intrinseci tra il mondo finanziario, manifatturiero e commerciale degli Stati Uniti d'America nord-orientali con l'agricoltura di piantagione del Sud, in competizione per influenzare il governo federale per tutelare i propri interessi. Secondo il determinismo economico dell'epoca entrambi i gruppi adoperarono argomentazioni sulla schiavitù e i diritti degli Stati come copertura.
Gli storici più recenti ne hanno però rigettato radicalmente la tesi, anche se essa influenzò gli studiosi successivi in direzioni importanti. "Il tempo sulla croce: l'economia della schiavitù negriera americana" (Time on the Cross: The Economics of American Negro Slavery), libro del 1974 di Robert Fogel (Premio Nobel per l'economia nel 1993) e Stanley L. Engerman affermava che la schiavitù era redditizia e che il prezzo degli schiavi avrebbe continuato a salire. I teorici della modernizzazione, come Raimondo Luraghi, hanno invece sostenuto che, mentre la rivoluzione industriale si stava oramai espandendo su scala mondiale, stavano arrivando gli ultimi giorni per una serie di società agrarie, pre-capitalistiche ed arretrate in tutto il mondo, dalla campagna italiana a quella indiana. La maggior parte degli storici statunitensi d'altra parte sottolinea il fatto che il Sud fosse altamente sviluppato e nella media altrettanto prospero quanto il Nord.

#### Panico del 1857 e riorganizzazione dei partiti
In alcuni casi viene ritenuto che il panico del 1857 e le difficoltà economiche relative favorirono il Partito Repubblicano ed accresciuto le tensioni tra Nord e Sud. Prima della crisi si aveva assistito a una forte crescita economica grazie a dazi relativamente bassi. Le industrie del ferro e quelle tessili dovettero affrontare presto acuti e sempre più gravi problemi dopo il 1850; nel 1854 le scorte di ferro si stavano accumulando in tutto il mondo, i prezzi crollarono costringendo molte acciaierie statunitensi a chiudere i battenti.
I Repubblicani spinsero gli agricoltori dell'Ovest e l'industria manifatturiera del Nord ad incolpare della recessione la politica dei bassi dazi delle presidenze democratiche controllare dai sudisti. La recessione tuttavia riaccese la diffidenza (sia nel Sud che nell'Ovest) verso le grandi banche del Nord-est. La sempre maggiore domanda all'Est di prodotti agricoli dell'Ovest spostò definitivamente gli agricoltori dell'Ovest sempre più vicino al Nord. Mentre la "rivoluzione dei trasporti" (messa a punto di canali artificiali navigabili e costruzione di reti ferroviarie) proseguiva la sua marcia, una quota sempre maggiore quantità di grano, mais e altri prodotti di base dell'Ovest presero a riversarsi nei mercati del Nord-est. La depressione economica ebbe così l'effetto di sottolineare l'importanza dei mercati dell'Ovest per i beni finiti dell'Est.
A parte la questione della terra da distribuire, le difficoltà economiche rafforzarono la causa dei Repubblicani per più alti dazi sui prodotti finiti, col compito di favorire le imprese nazionali in risposta alla depressione.

#### Risposta meridionale

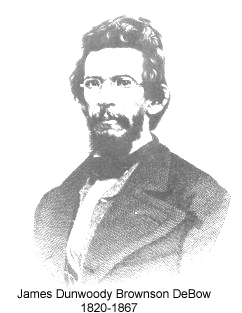
Ritratto dell'editore e statistico James Dunwoody Brownson De Bow.

Nel frattempo molti sudisti si mostrarono ostili verso il concetto "radicale" di distribuire le nuove terre all'Ovest ai coloni, che avrebbe ostacolato l'espansione della schiavitù. Mentre l'ideologia meridionale era stata sviluppata prima del panico del 1857 da personalità come James Dunwoody Brownson De Bow, la crisi riuscì a convincere ancora più i "baroni del cotone" che erano oramai diventati troppo dipendenti dalla finanza dell'Est.
Thomas Prentice Kettell, ex redattore del Democratic Review, fu un altro commentatore popolare al Sud a godere di un grande risalto tra il 1857 e il 1860. Egli raccolse una serie di statistiche nel suo libro intitolato Southern Wealth and Northern Profits("Ricchezza del Sud e profitti del Nord") al fine di dimostrare che il Sud produceva una grande ricchezza, mentre il Nord, con la sua forte dipendenza dalle materie prime, assorbiva ricchezza dal Sud. Sostenendo che la disuguaglianza geografica derivava dalla concentrazione della produzione manifatturiera al Nord e dalla supremazia del Nord nel settore delle comunicazioni, dei trasporti, della finanza e del commercio, le sue idee furono in perfetta concordanza di vedute con le vecchie dottrine fisiocratiche per cui la totalità del profitto nei settori produttivi e commerciali provenivano direttamente dal lavoro della terra. Sociologi politici come Barrington Moore fecero invece notare che tali forme di nostalgia romantica tendono ad apparire ogni qual volta l'industrializzazione prende piede.
Una tale ostilità da parte del Sud nei confronti degli agricoltori senza schiavi diede al Nord l'opportunità di allearsi con gli agricoltori dell'Ovest. Dopo le riorganizzazioni dei partiti nel biennio 1857-58 - manifestati dalla forza emergente del Partito Repubblicano e delle loro reti di supporto locale in tutta la nazione - quasi ogni questione rimase intricata con la controversia dell'espansione dello schiavismo nei Territori. Durante il sistema partitico prima del 1854 le questioni dei dazi, della politica bancaria, della terra pubblica e dei sussidi alle ferrovie non sempre unificavano tutte le componenti della società del Nord e soprattutto nel Nord-est contro gli interessi degli schiavisti del Sud; ora invece si iniziò a tradurre queste questioni in termini di conflitti tra Nord e Sud.
Mentre la crisi rafforzava i Repubblicani, i proprietari di schiavi si stavano convincendo che il Nord avesse disegni aggressivi ed ostili verso il modo di vita del Sud e divennero sempre più favorevoli al secessionismo.
La campagna propagandistica dei Repubblicani, ispirata a quella Whig e basata sull'acclamazione della personalità del candidato, contribuì all'isteria negli Stati schiavisti riguardo al pericolo rappresentato dall'ascesa politica di Lincoln e intensificò la tendenza alla divisione; intanto gli estremisti Fire-Eaters del Sud erano ritenuti una conferma delle teorie cospirative del potere schiavista tra gli elettori repubblicani al Nord e all'Ovest. La richiesta da parte di alcuni al Sud di riaprire la tratta atlantica degli schiavi africani alimentò le già infuocate tensioni tra Nord e Sud.
A partire dai primi anni 1840 e fino allo scoppio della guerra civile il costo degli schiavi era andato aumentando costantemente; il prezzo del cotone nel frattempo aveva seguito fluttuazioni di mercato tipiche di tutte le materie prime. Dopo il 1857 il prezzo del prodotto crollò, laddove invece quello degli schiavi proseguì la sua corsa al rialzo. Alla convenzione commerciale del Sud del 1858 William Lowndes Yancey dell'Alabama reclamò la riapertura del commercio internazionale di schiavi africani. Solo i delegati degli Stati più a Nord, che stavano traendo profitto dal commercio interno di schiavi, si schierarono contro la proposta poiché la videro come una potenziale forma di competizione; la convenzione si concluse con un voto che raccomandava l'abrogazione di tutte le leggi contro l'importazione degli schiavi, nonostante alcune riserve.

#### Dibattiti Lincoln-Douglas (1858)
Una serie di sette dibattiti tra Abraham Lincoln e Stephen A. Douglas si svolsero durante la campagna elettorale per il rinnovo del mandato senatoriale dell'Illinois. Essi s'incentrarono principalmente sul tema della schiavitù. Douglas, senatore in carica, difendeva la sua legge Kansas-Nebraska Act, che superò il divieto del compromesso del Missouri d'introdurre lo schiavismo nei Territori facenti parte dell'Acquisto della Louisiana a Nord e ad Ovest del Missouri, sostituendolo con il principio di sovranità popolare, che demandava ai residenti nelle regioni del West di votare autonomamente a favore o contro la schiavitù nel nuovo Stato. Douglas mise Lincoln sulla difensiva accusandolo di essere un'abolizionista (un "Repubblicano nero"), ma questi gli rispose chiedendogli come conciliasse la teoria della "sovranità popolare" con la sentenza del caso Dred Scott contro Sandford. La cosiddetta dottrina Freeport di Douglas dichiarava che, nonostante la decisione espressa dalla Corte Suprema, la schiavitù poteva essere impedita da qualsiasi Territorio se i suoi residenti non avessero votato le leggi necessarie alla sua regolamentazione. Questa dottrina, che aiutò a rigettare la Costituzione di Lecompton schiavista, rese Douglas relativamente impopolare al Sud, e questo condusse alla scissione del Partito Democratico in due parti, su base geografica, alle elezioni presidenziali del 1860.
I Democratici alla fine riuscirono a mantenere il controllo dell'Assemblea legislativa statale dell'Illinois, Douglas quindi mantenne il proprio seggio al Senato (in quel periodo i senatori venivano eletti dai parlamenti statali); tuttavia la notorietà a livello nazionale di Lincoln ne fu fortemente accresciuta, aprendo la strada alla sua vittoria a presidente due anni dopo.

### John Brown assalta Harpers Ferry (1859)
Nel corso della notte del 16 ottobre 1859 l'abolizionista radicale John Brown guidò un tentativo di rivolta armata di schiavi prendendo inizialmente possesso dell'arsenale militare federale ad Harper's Ferry (nell'odierna Virginia Occidentale). Assieme a venti seguaci (inclusi due suoi figli, tre neri liberi, un liberto ed uno schiavo fuggiasco) progettarono d'impossessarsi dell'armeria e di distribuire poi le armi ivi immagazzinate agli schiavi al fine di innescare un'insurrezione generale della popolazione schiava.
Sebbene gli assalitori fossero riusciti in un primo tempo a tagliare la linea del telegrafo e ad occupare l'armeria, permisero ad un treno in transito di proseguire fino a Washington, dove le autorità vennero allertate dell'attacco appena avvenuto. Il 17 ottobre il gruppo finì col rimanere circondato dalla milizia e da cittadini locali; l'allora colonnello Robert Edward Lee guidò una compagnia di marines nell'assalto del 18 ottobre. Dieci uomini di Brown rimasero uccisi, compresi entrambi i figli; Brown ed una mezza dozzina di altri furono catturati; in quattro sfuggirono alla cattura immediata. Sei cittadini locali rimasero uccisi e nove feriti, i marines subirono un morto e un ferito. La popolazione schiava locale non riuscì a unirsi all'attacco di Brown.
Processato e giudicato colpevole di omicidio, incitamento alla rivolta di schiavi e tradimento contro lo Stato federato della Virginia (in "Virginia contro John Brown"), Brown venne condannato all'impiccagione, come altri sei dei suoi complici. I giornali seguirono nel dettaglio il raid, il processo e l'esecuzione. Brown fu descritto al Sud come un fanatico assetato di sangue, ma celebrato da una larga parte degli abolizionisti del Nord come un martire per la causa della fine della schiavitù.

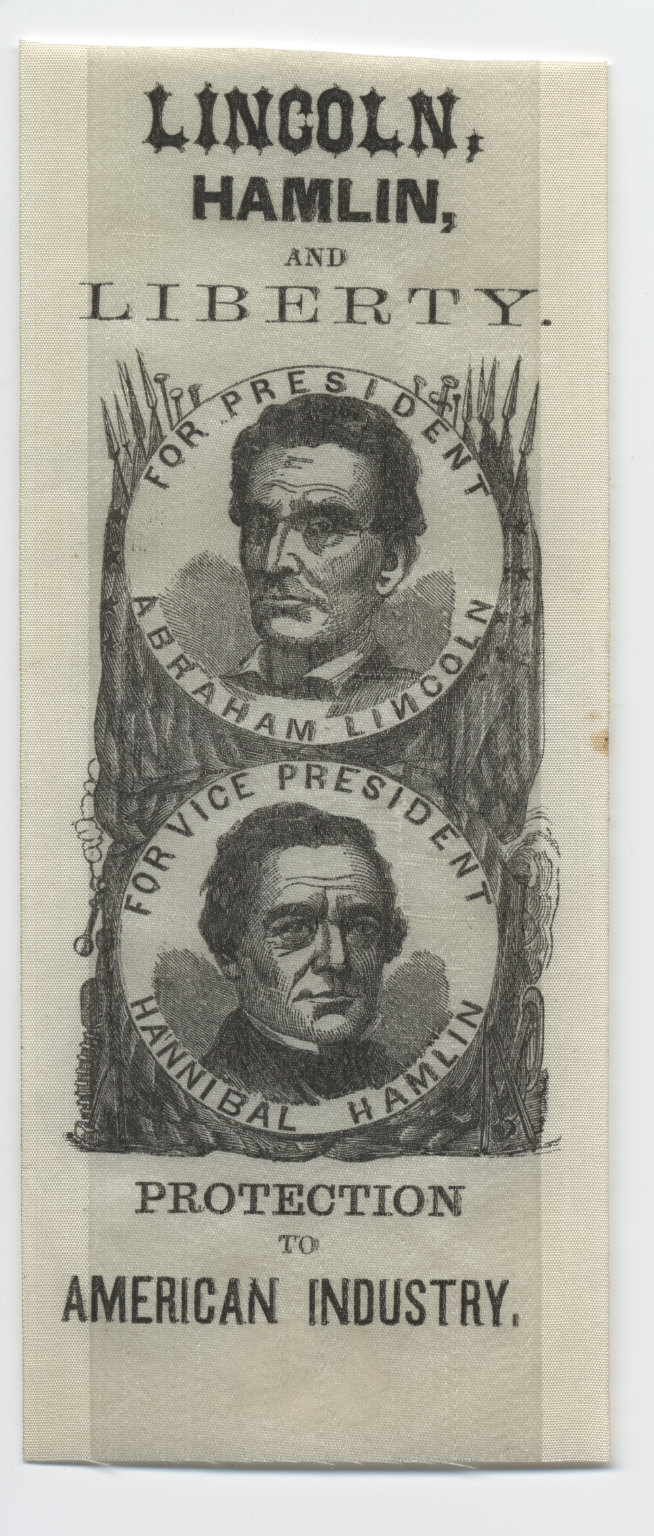
"Abraham Lincoln, Hannibal Hamlin e Libertà: protezione dell'industria americana".

### Elezioni presidenziali del 1860
William H. Seward dello Stato di New York, Salmon Portland Chase dell'Ohio e Simon Cameron della Pennsylvania erano all'inizio i principali contendenti per la nomina a candidato presidente del Partito Repubblicano. Abraham Lincoln, ex deputato alla Camera dei rappresentanti per l'Illinois, che si era guadagnato fama nazionale a seguito dei dibattiti Lincoln-Douglas del 1858, aveva però meno oppositori politici all'interno del Partito di quanti ne avessero gli altri e riuscì quindi a ottenere la nomina, il 16 maggio 1860 alla convention di Chicago.
La scissione in atto del Partito Democratico a causa della Costituzione di Lecompton e della dottrina Freeport di Stephen A. Douglas portò i sudisti ad opporsi alla candidatura di Douglas. Questi aveva sconfitto la Costituzione schiavista di Lecompton per lo Stato del Kansas in base al suo principio di sovranità popolare, che permetteva alla maggioranza dei cittadini di esprimere la propria opinione sulla schiavitù. La dottrina Freeport affermava inoltre che la maggioranza antischiavista in Kansas avrebbe potuto contrastare la sentenza schiavista sul caso Dred Scott contro Sandford. Di conseguenza gli estremisti del Sud reclamavano un "codice degli schiavi" che tutelasse la schiavitù a livello federale in tutti i Territori ed utilizzarono questo problema per dividere in due i Democratici, tra nordisti e sudisti. Questi abbandonarono il partito a giugno e nominarono John C. Breckinridge del Kentucky come loro candidato presidente, mentre i Democratici nordisti sostennero Douglas: di fatto la classe aristocratica agraria dei latifondisti proprietari di schiavi perse una considerevole dose d'influenza sulla politica nazionale. A causa della scissione democratica, il candidato repubblicano uscì rafforzato, anche perché un gruppo di ex esponenti del Partito Whig provenienti per lo più dagli "Stati di confine" diedero vita ad un effimero Constitutional Union Party e scelsero John Bell del Tennessee come loro candidato presidente.
La campagna elettorale vide quindi Douglas e Lincoln in competizione per i voti del Nord, mentre Bell, Douglas e Breckinridge si contendevano quelli del Sud.

#### Scissione nel Partito Democratico
L'estremista secessionista dell'Alabama William Lowndes Yancey reclamò la promulgazione di un codice federale degli schiavi che valesse nei Territori; tale richiesta divise definitivamente il Partito Democratico tra nordisti unionisti e sudisti secessionisti, agevolando la vittoria dei Repubblicani alle elezioni presidenziali. Yancey cercò di presentare la sua proposta in una forma abbastanza moderata da ottenere grande sostegno al Sud, ma allo stesso tempo abbastanza estrema da far infuriare il Nord e dividere il partito. Richiedeva che il partito appoggiasse il progetto di codice schiavista per i Territori se necessario in seguito, cosicché la proposta era sottoposta a condizione e fu bene accolta al Sud. La sua tattica parve dare buoni frutti; i delegati del basso Sud abbandonarono la convention democratica riunitasi all'Institute Hall di Charleston (Carolina del Sud) per ritrovarsi alla Military Hall. L'estremista della Carolina del Sud Robert Barnwell Rhett sperava che i delegati del basso Sud rompessero completamente i rapporti con i colleghi di partito nordisti e che partecipassero ad una convention separata a Richmond (Virginia). I delegati del Sud parvero però dare ai dirigenti nazionali un'ultima possibilità di unità recandosi alla successiva convention di Baltimora, appena prima che la definitiva scissione. Il risultato fu che il vicepresidente degli Stati Uniti in carica John C. Breckinridge divenne il candidato dei Democratici sudisti, mentre Stephen A. Douglas lo divenne per quelli nordisti.
Lo stesso Yancey nel 1848 aveva proposto l'introduzione di un codice schiavista per i territori con il cosiddetto programma dell'Alabama, risposta diretta al tentativo settentrionale con la pregiudiziale Wilmot di bandire lo schiavismo in tutti i territori della cessione messicana. Il giudice della Corte suprema Peter Vivian Daniel scrisse a proposito una lettera all'ex presidente Martin Van Buren: "È quella visione del caso che mostra un'insultante esclusività o superiorità da una parte, e denuncia una degradante disuguaglianza o inferiorità dall'altra, che dice in effetti all'uomo del Sud: 'Via! tu non sei mio pari, e quindi devi essere escluso in quanto porti su di te una macchia morale'. Quindi è la fine immediata di ogni fraternità, di ogni simpatia, perfino di ogni tolleranza, la creazione di animosità feroce, implacabile, immortale". Sia il programma dell'Alabama sia la pregiudiziale Wilmot furono accantonate, ma Yancey imparò ad essere meno apertamente radicale per ottenere maggior consenso. I meridionali pensavano di chiedere semplicemente l'uguaglianza con i settentrionali, nel senso che le proprietà private dei sudisti, costituite anche da schiavi, dovessero ricevere la stessa tutela data alle proprietà settentrionali.

Mappa dei risultati per Stato.

#### Risultati e impatto
Lincoln riuscì a vincere agevolmente ottenendo la maggioranza qualificata del collegio elettorale nazionale, con 180 grandi elettori contro i 123 complessivi dei suoi avversari (pur non presentandosi in ben dieci Stati del Sud).
- Abraham Lincoln: 180 (39,7% del voto popolare)
- J. C. Breckinridge: 72 (18,2%)
- John Bell: 39 (12,6%)
- Stephen A. Douglas: 12 (29,5%)

Le elezioni del 6 novembre furono nettamente separate lungo i confini regionali. Lincoln venne eletto grazie ai voti del Nord ed ebbe una vasta maggioranza. Visti i risultati Stato per Stato, avrebbe comunque conquistato i grandi elettori necessari anche se gli altri tre concorrenti avessero unificato le loro candidature.
(Mary Boykin Chesnut, citato in Raimondo Luraghi, Storia della guerra civile americana BUR 1994 Vol. I, pag. 175)

### Secessione sudista

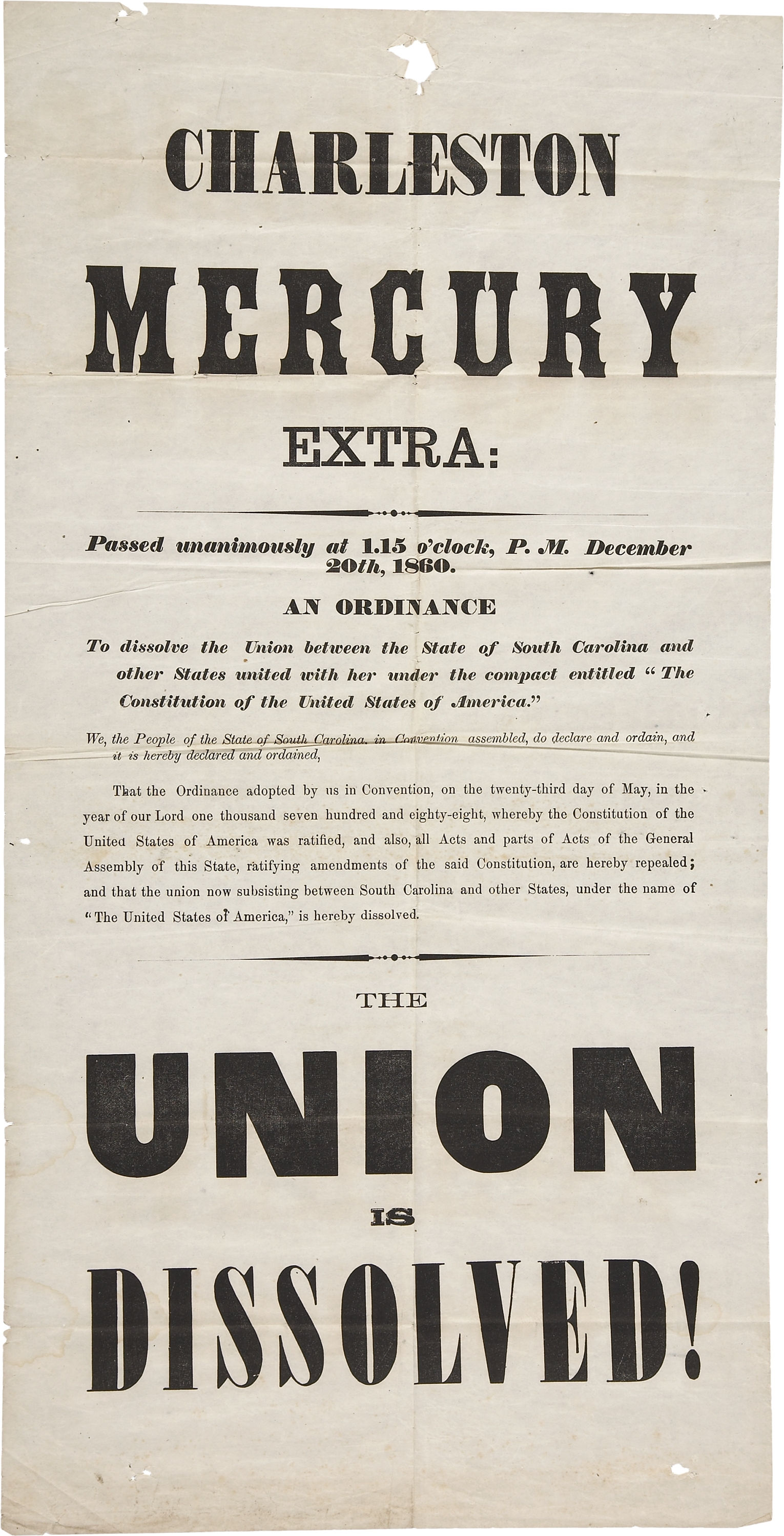
Edizione speciale del Charleston Mercury del 20 dicembre: "L'Unione è sciolta!"

Con l'emersione dei Repubblicani come prima grande forza su base geografica della nazione, la politica divenne il campo in cui si giocarono le sorti delle sempre crescenti tensioni tra regioni. Sebbene gran parte del West, da tempo il punto focale delle controversie tra i partiti, fosse in larga parte inadatto alla coltivazione del cotone, i secessionisti del Sud interpretavano gli esiti politici come un segnale che il loro potere nazionale si stava indebolendo. Precedentemente il sistema schiavistico era stato appoggiato dai Democratici, sempre più visti come un partito che privilegiava gli interessi del Sud, che permetteva loro di prevalere ingiustamente nei Territori e di dominare la vita pubblica della nazione. Ma i Democratici patirono la riorganizzazione dei partiti durante la seconda metà degli anni 1850. Le elezioni del 1860 segnarono un netto cambiamento nei modelli preesistenti di lealtà al proprio partito tra i gruppi sociali. La vittoria di Abraham Lincoln segnò uno spartiacque per i rapporti di forza tra le varie componenti in gioco.
Immediatamente dopo lo spoglio dei risultati una speciale convenzione della Carolina del Sud dichiarò che "l'Unione fino ad ora sussistente tra la Carolina del Sud e gli altri Stati federati sotto il nome complessivo di 'Stati Uniti d'America' viene ora sciolta". Entro il febbraio successivo seguirono altri sei Stati cotonieri (Mississippi, Florida, Alabama, Georgia, Louisiana e Texas), dando così vita agli Stati Confederati d'America. Nel 1960 lo storico Lipset esaminò il voto secessionista in ognuno degli Stati meridionali suddividendo tutte le contee in base alla percentuale di schiavi presenti (bassa-meda-alta); scoprì che nelle 181 contee con un alto tasso di schiavitù il voto per la secessione ammontò al 72%, nelle 205 contee a più basso tasso schiavista fu solo del 37% mentre nelle 153 contee ad un tasso medio fu del 60%. Sia la presidenza di James Buchanan uscente che la presidenza di Abraham Lincoln entrante si rifiutarono di riconoscere la legalità della secessione e la legittimità della Confederazione. Quando Lincoln ordinò all'esercito di intervenire, altri quattro "Stati di confine", dove non vi era coltivazione di cotone, Virginia, Arkansas, Carolina del Nord e Tennessee, aderirono alla secessione. Gli Stati di confine (detti poi Stati cuscinetto) si trovarono di fronte ad un dilemma: desideravano mantenere la schiavitù, ma temevano che unendosi agli Stati secessionisti sarebbero divenuti il campo di battaglia di un eventuale conflitto armato.
(Raimondo Luraghi, Storia della guerra civile americana, BUR, 1994 Vol. I, pp. 70-71)

#### Secessione e schiavismo
Secondo il censimento degli Stati Uniti d'America del 1860 la percentuale media di famiglie schiave era del 26% nel totale dei 15 Stati schiavisti, e in particolare il 16% nei quattro di frontiera (Delaware, Kentucky, Maryland e Missouri) e del 31% negli undici della Confederazione (Alabama, Arkansas, Carolina del Nord e del Sud, Florida, Georgia, Louisiana, Mississippi, Tennessee e Virginia; era del 37 % nei primi sette Stati secessionisti (Alabama, Carolina del Sud, Florida, Georgia, Louisiana, Mississippi, Texas). 
Il Mississippi possedeva la percentuale più alta, il 49%, di schiavi in rapporto all'intera popolazione; seguito dalla Carolina del Sud con il 46%.

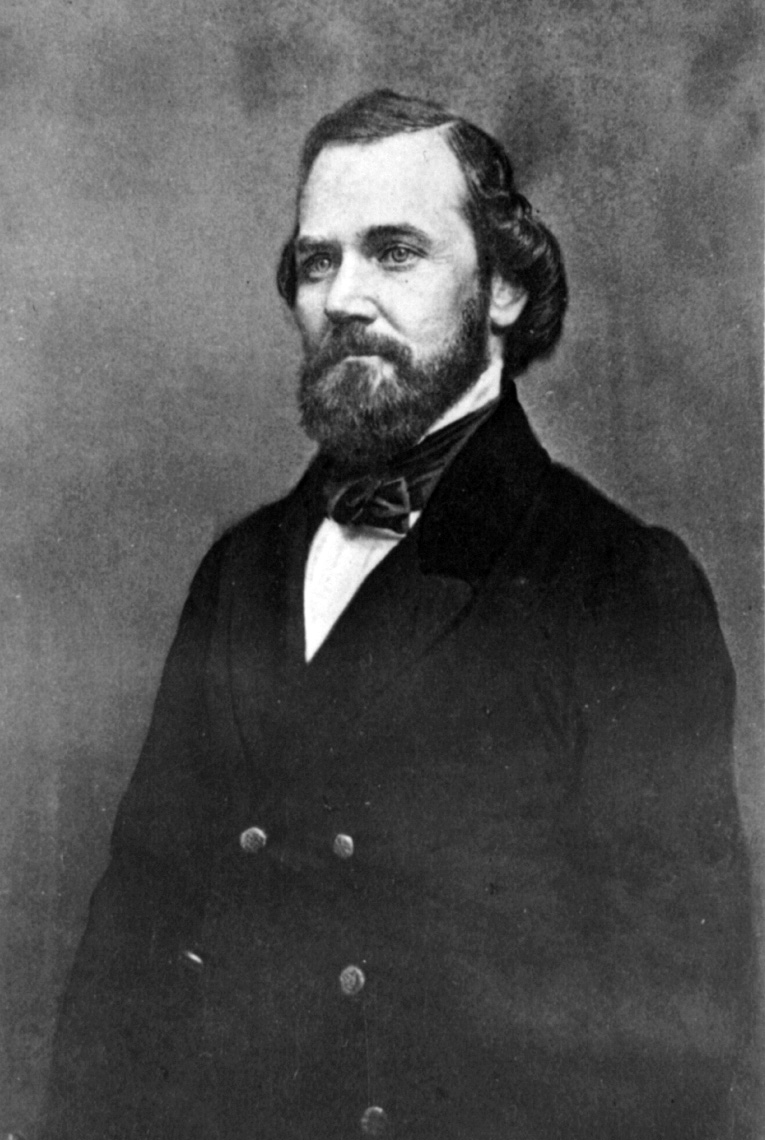
Foto di Laurence Massillon Keitt.

In un discorso pronunciato nel gennaio del 1860 il deputato della Carolina del Sud al Congresso Laurence Massillon Keitt (un piantatore e giurista di professione) dichiarò: "Il partito anti-schiavista sostiene che la schiavitù è sbagliata in sé e che il Governo federale è una democrazia nazionale consolidata. Noi del Sud sosteniamo invero che la schiavitù è giusta, e che questa è una repubblica confederata di Stati sovrani.
Nel 1860 fu istituito un comitato nella Carolina del Sud, che redasse una "dichiarazione delle cause immediate che inducono e giustificano la Secessione della Carolina del Sud", adottata il 24 dicembre. Questa descrisse le basi della secessione: "...la crescente ostilità da parte degli Stati non schiavisti all'istituzione della schiavitù...". In linea di massima la dichiarazione sostenne che la Costituzione degli Stati Uniti d'America fosse concepita in modo che ciascuno Stato fosse "uguale" nell'ambito dell'Unione, con un pieno "controllo autonomo sulle proprie istituzioni" tra cui "il diritto di proprietà sugli schiavi". Un'altra preoccupazione apertamente espressa fu quella relativa alla recente elezione di Lincoln alla presidenza, che avrebbe affermato di volere vedere la schiavitù proseguire lungo il suo "corso naturale, ossia quello dell'estinzione finale".
Il 25 dicembre, il giorno successivo alla dichiarazione di secessione, la convention della Carolina del Sud si rivolse agli Stati schiavisti: "Preferiamo, tuttavia, il nostro sistema industriale, in base al quale i lavoratori e il capitale hanno il medesimo interesse e il capitale, quindi, protegge il lavoro, con il quale la nostra popolazione raddoppia ogni vent'anni, con il quale la fame è sconosciuta e l'abbondanza regna nella nostra terra, con il quale l'ordine è conservato da polizia non retribuita, mentre le regioni più fertili del mondo, dove l'uomo bianco non riesce a lavorare, sono rese invece utili dal lavoro degli africani, ed il mondo intero è benedetto dalle nostre produzioni... Vi chiediamo di unirvi a noi, formando una Confederazione di Stati schiavisti.".
In un discorso pronunciato a febbraio alla Convention secessionista della Virginia il georgiano Henry Lewis Benning espresse la ragione per cui la Georgia si separava era "una profonda convinzione che una separazione dal Nord era l'unico atto che potesse impedire l'abolizione della schiavitù".

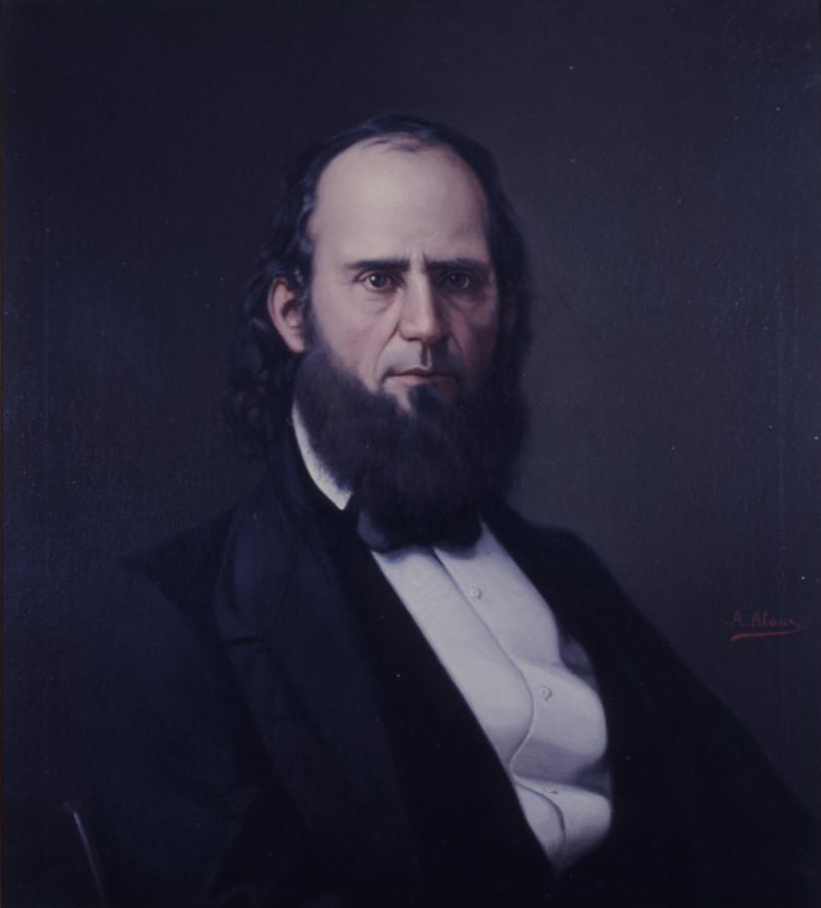
Il governatore del Mississippi John Jones Pettus.

Unitosi alla Confederazione a gennaio del 1861 il governatore del Mississippi John Jones Pettus emise una dichiarazione ufficiale (Testo completo su Wikisource) ribadendo le ragioni primarie che avevano condotto ad un tale passo: "la [nostra] posizione è completamente identificata con l'istituzione della schiavitù - il più grande interesse materiale del mondo".

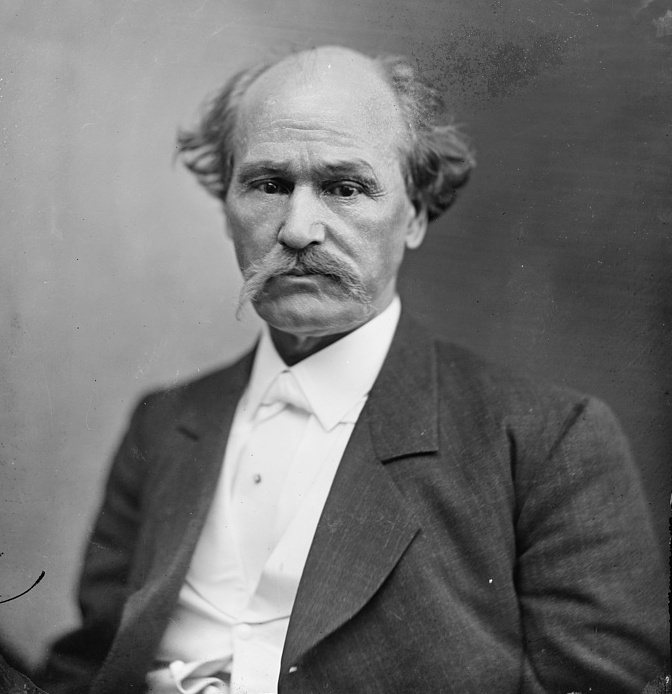
Il governatore del Tennessee Isham Green Harris.

Il governatore del Tennessee Isham Green Harris convocò una sessione d'emergenza dell'Assemblea generale statale a gennaio 1861. Nel corso del suo discorso pronunziato davanti ad essa descrisse la secessione degli Stati del Sud come il risultato di una crisi causata da "una lunga e continua agitazione della questione della schiavitù" e dalle "aggressioni sia reali che minacciate degli Stati del Nord [...] sulle ben definite Costituzioni inerenti ai diritti del cittadino meridionale". Condivise anche lo stato d'allarme per la crescita del Partito Repubblicano "puramente locale", asserendo che esso era tenuto insieme dai vincoli "dell'ostilità intransigente ai diritti e alle istituzioni dei quindici Stati del Sud". Considerò inoltre che le leggi approvate dal Congresso che rendevano i Territori federali non schiavisti fossero "lontane dal sentire comune del popolo americano", rendendole "appannaggio esclusivo dei coloni nordisti". Territori nei quali "gli uomini del Sud non possono vivere [...] sotto un governo che potrebbe riconoscere la legge del nero libero come suo pari".

#### Secessione e razzismo

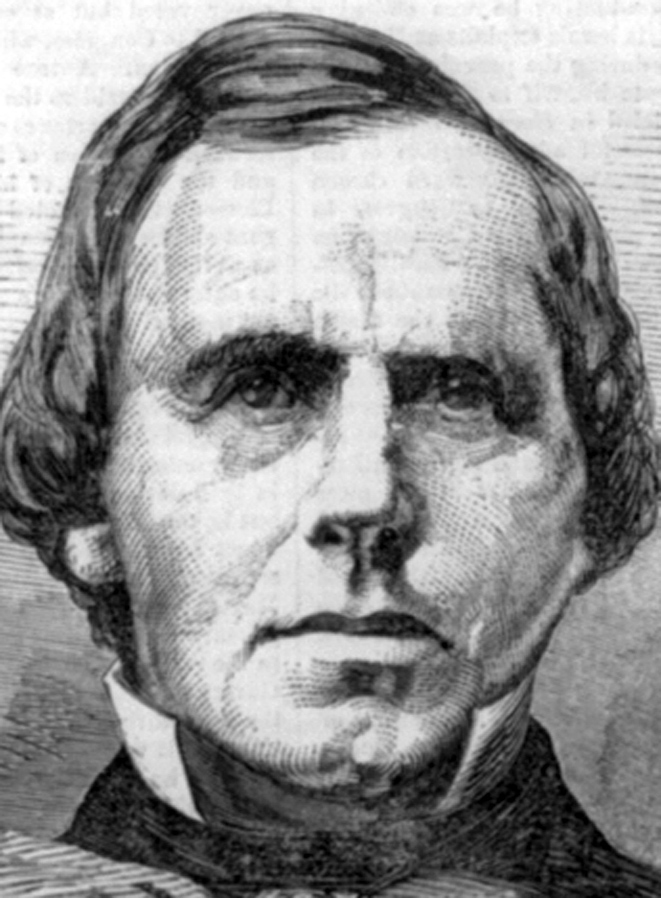
John McQueen.

Nel dicembre 1860, in piena crisi della secessione, l'ex deputato della Carolina del Sud alla Camera dei rappresentanti John McQueen inviò una lettera di spiegazioni alle personalità pubbliche di Richmond, in Virginia, sui motivi che spingevano la Carolina del Sud alla secessione:
(John McQueen, Corrispondenza con T. T. Cropper e J.R. Crenshaw, 24 dicembre 1860.)

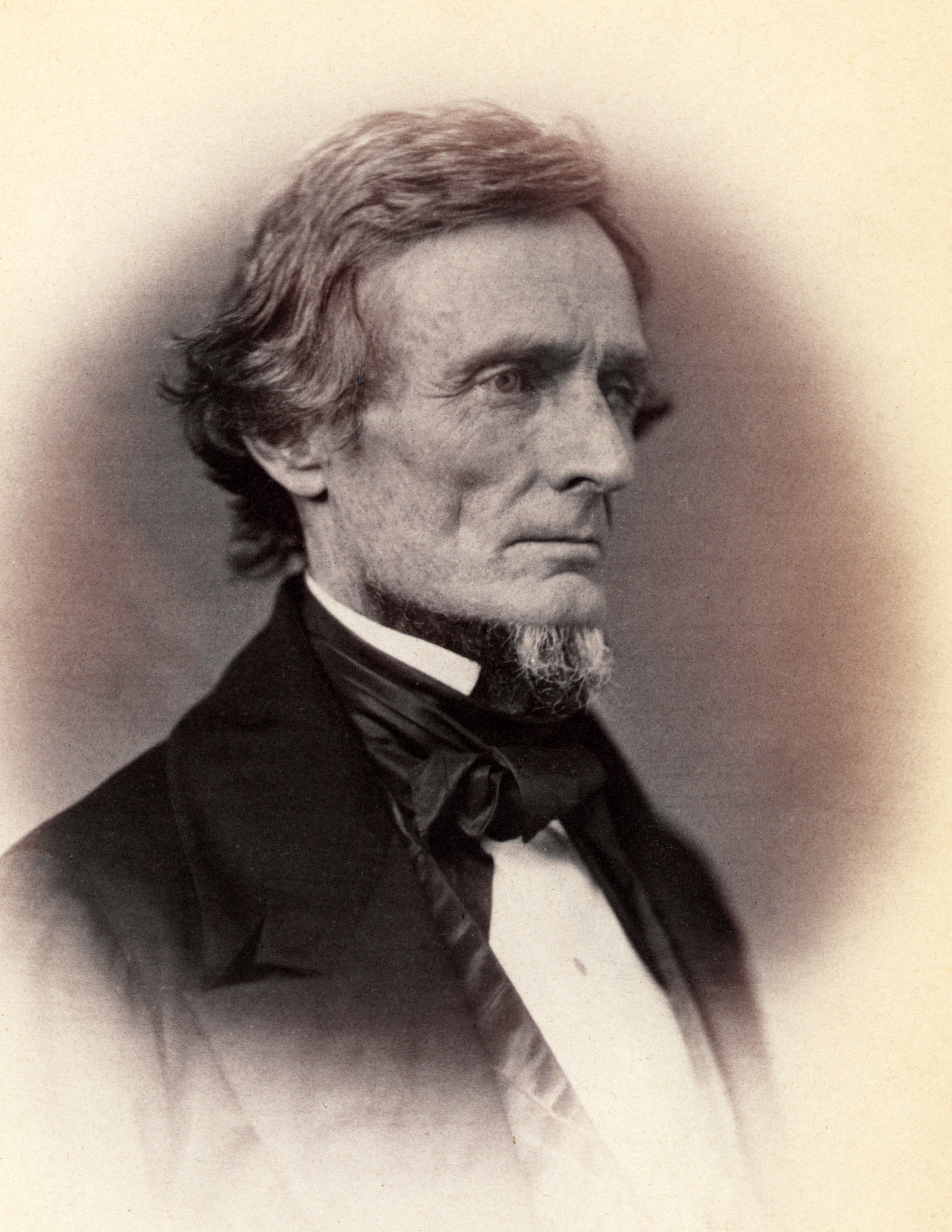
Il presidente degli Stati Confederati d'America Jefferson Davis.

Secondo il senatore democratico e futuro presidente della Confederazione Jefferson Davis il Mississippi si sarebbe unito alla Confederazione perché "ha sentito proclamare la teoria che tutti gli uomini sono creati liberi e uguali" e perché la "dichiarazione d'indipendenza degli Stati Uniti d'America era stata invocata per sostenere la teoria dell'uguaglianza delle razze", che Davis negava.

#### Altre questioni
La questione dei dazi protezionisti fu, e viene, a volte citata sia dagli storici del mito della causa persa confederata sia da nostalgici neoconfederati. Durante il biennio 1860-61 nessuno dei tentativi di compromesso avanzati da più parti sollevò mai la questione dei dazi come importante. I polemisti sia del Nord sia del Sud raramente citarono il problema dei dazi e quando alcuni lo fecero, come ad esempio Matthew Fontaine Maury e John Lothrop Motley, generalmente scrivevano per un pubblico straniero.
I dazi vigenti prima della promulgazione della legge sui dazi Morrill nel 1861 erano stati pensati e approvati dal Sud a pieno beneficio del Sud; lo scontento proveniva dagli Stati Uniti nord-occidentali (in particolar modo dalla Pennsylvania) dove si giudicava che i dazi erano troppo bassi. I sudisti temevano che la popolazione del Nord sarebbe cresciuta al punto da dare al Nord la maggioranza al Congresso, potendo poi innalzare i dazi.
Per quanto riguarda i diritti degli Stati, mentre il "diritto di rivoluzione" per uno Stato menzionato nella Dichiarazione d'indipendenza degli Stati Uniti d'America era fondato sugli inalienabili uguali diritti di ogni uomo, i secessionisti credevano in una versione modificata di questi "diritti" che tutelava la schiavitù.
I diritti degli Stati erano importanti nel Sud, dove il 47% della popolazione totale era costituita da schiavi. Il Centro-sud, con una percentuale di schiavi del 32%, considerò la crisi che condusse alla battaglia di Fort Sumter, ed in particolare la richiesta di truppe statali con l'intento di marciare verso Sud per riconquistarlo, una causa di secessione. Gli Stati di confine, dove solamente il 13% della popolazione era schiava, non fecero secessione.

## Fort Sumter
Quando la Carolina del Nord dichiarò la secessione nel dicembre del 1860, il maggiore Robert Anderson, ex proprietario di schiavi del Kentucky, rimase fedele all'Unione. Fu il comandante delle forze dell'United States Army stanziate a Charleston (Carolina del Sud), l'ultima importante postazione unionista presente nel Sud. Agendo su ordine del Dipartimento della Guerra di tenere e difendere le fortezze federali, trasferì la sua ridotta guarnigione da Fort Moultrie, indifendibile, al più moderno Fort Sumter, a metà della baia di Charleston. I capi secessionisti della Carolina del Sud gridarono al tradimento, mentre il Nord celebrò con enorme eccitazione questa dimostrazione di sfida al secessionismo. Nel febbraio 1861 si formarono gli Stati Confederati d'America, assumendo il potere; il presidente degli Stati Confederati d'America Jefferson Davis ordinò che il forte venisse preso. L'attacco di artiglieria venne guidato dal brigadier generale Pierre Gustave Toutant de Beauregard, a suo tempo studente dello stesso Anderson all'Accademia militare di West Point. L'offensiva iniziò il 12 aprile e continuò fino a quando Anderson, in grave inferiorità numerica sia di mezzi sia di uomini, si trovò costretto ad abbandonare il forte due giorni dopo. La battaglia di Fort Sumter diede ufficialmente inizio alla guerra di secessione americana, poiché sia al Nord sia al Sud si reclamava a grande maggioranza l'entrata in guerra; solamente il Kentucky tentò inizialmente di mantenersi neutrale.

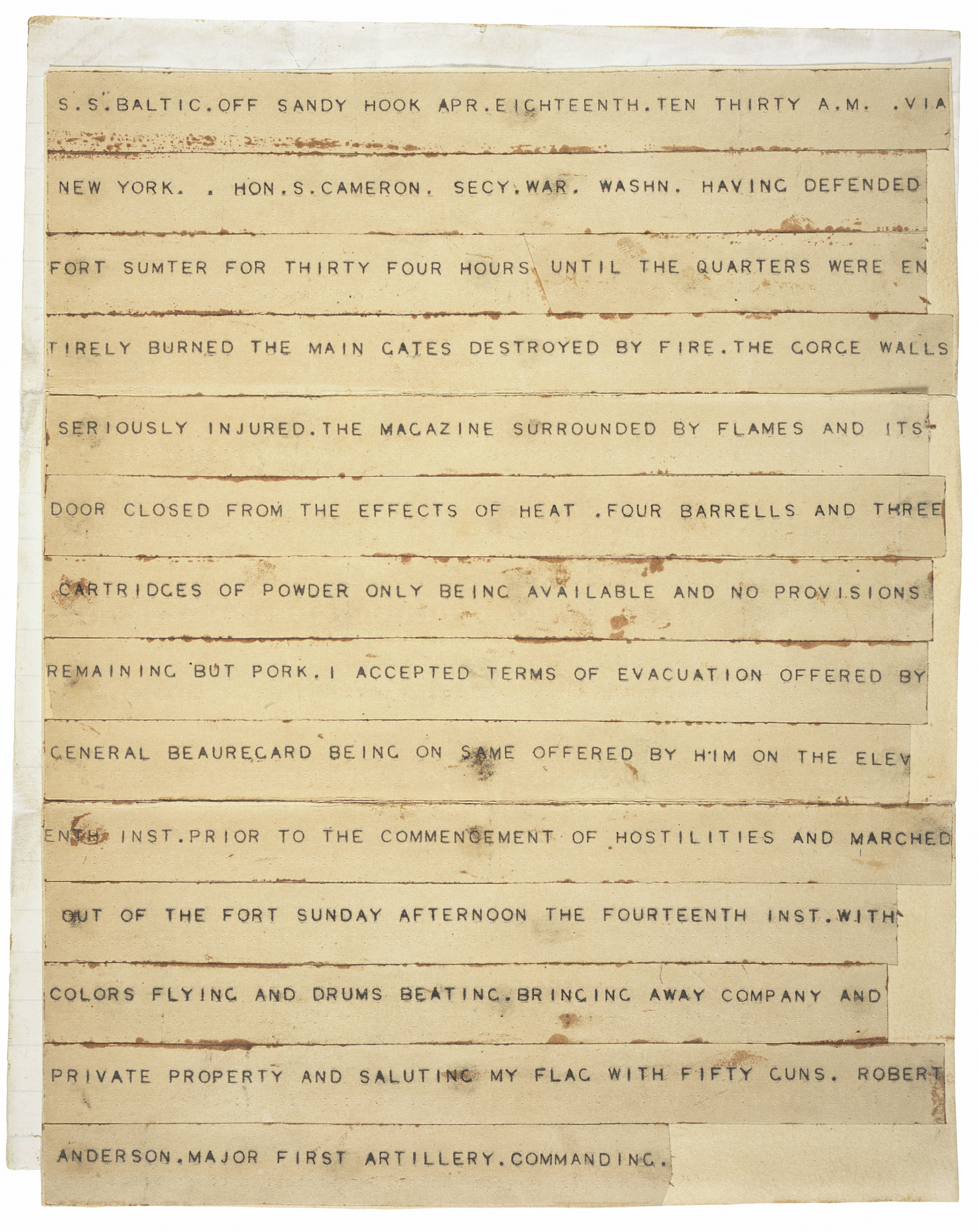
Il telegramma che annuncia la resa di Fort Sumter.

Secondo lo storico Adam Goodheart (2011), il significato moderno della bandiera degli Stati Uniti d'America venne forgiato anche nel corso della difesa di Fort Sumter; da quel momento in poi lo "spirito di bandiera" fu utilizzato per simboleggiare il sentimento nazionale statunitense ed il deciso rifiuto di ogni forma di secessionismo.

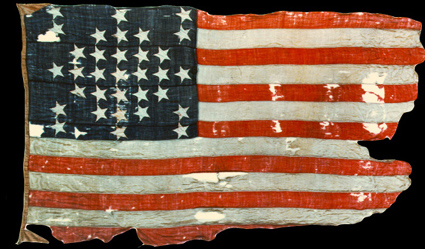
La bandiera degli Stati Uniti d'America a Fort Sumter.

(Robert Augustus Toombs, Segretario di Stato confederato.)

## Inizio della guerra civile e ultimi tentativi di compromesso
Il rifiuto del Compromesso Crittenden da parte di Lincoln, l'impossibilità di veder approvare l'emendamento Corwin e l'insuccesso della Conferenza per la pace di Washington nel 1861 per trovare un'ulteriore mediazione furono gli esempi di mancato accordo il cui significato è ancora dibattuto. Già durante la guerra civile si accese una polemica tra il segretario di Stato William H. Seward e l'ex presidente James Buchanan sull'inevitabilità della guerra.

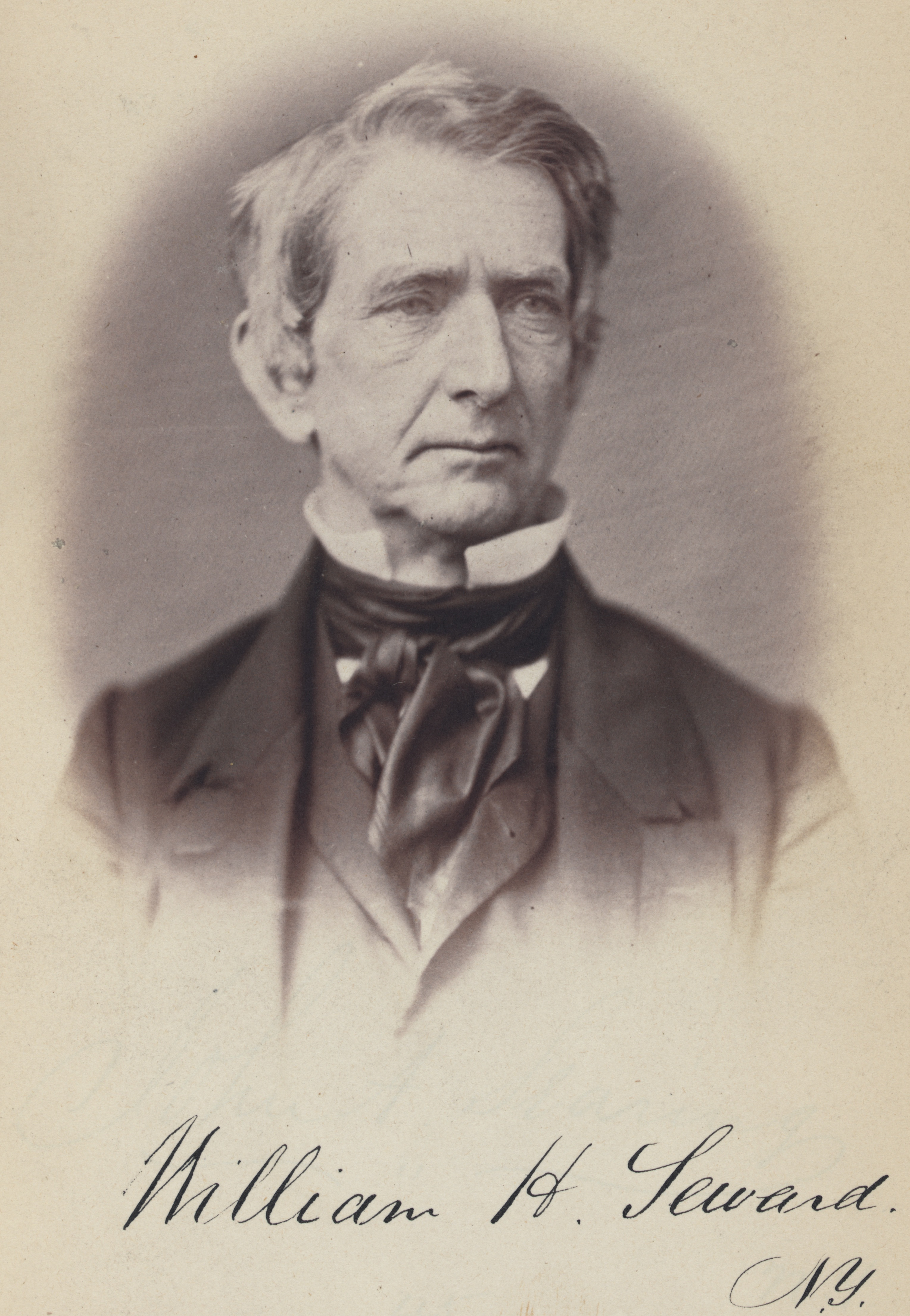
Il segretario di Stato William H. Seward.

### Tesi della guerra senza motivo
Due spiegazioni concorrenti dei conflitti tra Nord e Sud che infiammarono per decenni la nazione emersero già prima del 1861. La prima tesi proposta fu quello della "guerra senza motivo". Buchanan sosteneva che l'ostilità tra Nord e Sud fosse accidentale, non necessaria, e provocata da agitatori interessati e fanatici. Additò anche il "fanatismo" del Partito Repubblicano. Seward, all'opposto, riteneva che vi fosse un conflitto incomprimibile tra forze in opposizione e durature. La storica contemporanea Rachel Shelden sostiene che "pochi studiosi del XXI secolo definirebbero la guerra civile come 'senza motivo', in quanto l'emancipazione di 4 milioni di schiavi dipendeva dalla vittoria dell'Unione".

### Tesi del conflitto irreprimibile
La tesi del conflitto irreprimibile fu la prima a dominare la discussione storiografica. Nel corso dei primi decenni del dopoguerra, le narrazioni della guerra civile rifletterono generalmente le opinioni di nordisti che avevano partecipato al conflitto; la guerra parve allora un netto antagonismo morale in cui il Sud era il colpevole, una conseguenza delle trame ordite dal "potere schiavista".
L'opera History of The Rise and Fall of the Slave Power in America ("Storia dell'ascesa e della caduta del potere schiavista in America") (1872-1877) di Henry Wilson (vicepresidente di Ulysses S. Grant è il principale rappresentante di questa interpretazione morale, che sosteneva che i nordisti avevano combattuto per preservare l'unità nazionale contro i disegni aggressivi e violenti del potere schiavista. Più tardi nella sua History of the United States from the Compromise of 1850 to the Civil War (1893-1900) in sette volumi lo storico James Ford Rhodes identificò la schiavitù come la causa centrale - e in pratica l'unica - dello scoppio della guerra: il Nord e il Sud avevano raggiunto posizioni sul tema della schiavitù sia inconciliabili sia inalterabili. Il conflitto si fece pertanto inevitabile.

### Revisionisti
L'idea che la guerra fosse invece evitabile divenne invece centrale tra gli storici degli anni 1920-1940. Storici "revisionisti" guidati da James Garfield Randall (1881 - 1953) dell'Università dell'Illinois - Urbana-Champaign e da Avery Craven (1885 - 1980) dell'Università di Chicago non vedevano nei sistemi sociali ed economici del Sud alcuna differenza talmente fondamentale da richiedere una guerra. Lo storico contemporaneo Mark Neely spiega la loro posizione:
Randall dava quindi la colpa all'inettitudine di una "generazione fuorviata" di capi politici, vedeva inoltre la schiavitù come essenzialmente un'istituzione benigna che si stava sfaldando alla presenza delle tendenze del XIX secolo. Craven, l'altro maggiore storico revisionista, pose una maggior enfasi sulla questione dello schiavismo rispetto a Randall, ma sostenne più o meno gli stessi punti di vista. In The Coming of the Civil War (1942) sostenne che le condizioni di vita dei lavoratori schiavi non erano poi molto peggiori di quelle della manodopera salariata del Nord; che la "peculiare istituzione" si trovava già avviava naturalmente sulla strada dell'estinzione inevitabile e conseguentemente che la guerra avrebbe potuto venire evitata da capi politici abili e responsabili nella tradizione di statisti come Henry Clay e Daniel Webster. Questi, due dei maggiori esponenti della politica nazionale prebellica, in netto contrasto con la successiva generazione degli anni 1850 condividevano una predisposizione ai compromessi contrassegnata da un'appassionata devozione patriottica all'Unione.
È possibile però che i capi politici degli anni 1850 non fossero inetti. Studi più recenti hanno conservato elementi dell'interpretazione revisionista, sottolineando però il ruolo della forte agitazione politica del tempo (gli sforzi compiuti dai Democratici sudisti e dei Repubblicani nordisti per mantenere il conflitto regionalistico sempre al centro del dibattito). David Herbert Donald (1920 - 2009), allievo di Randall, sostenne negli anni 1960 che i politici di 110 anni prima non furono insolitamente inetti, bensì operarono in una società in cui i freni ideologici tradizionali si riducevano di fronte alla rapida estensione della democrazia. La stabilità del sistema bipartitico teneva la nazione unita, ma si sfaldò negli anni 1850 rafforzando così, anziché eliminandoli, i conflitti tra Nord e Sud; l'Unione, secondo Donald, "mori di democrazia".

## Spiegazioni dell'epoca
Nel dicembre del 1860, in piena crisi secessionista, il presidente eletto degli Stati Uniti d'America Lincoln inviò una lettera al futuro vicepresidente confederato ed ex collega del Partito Whig Alexander Hamilton Stephens in cui riassumeva la causa della crisi:

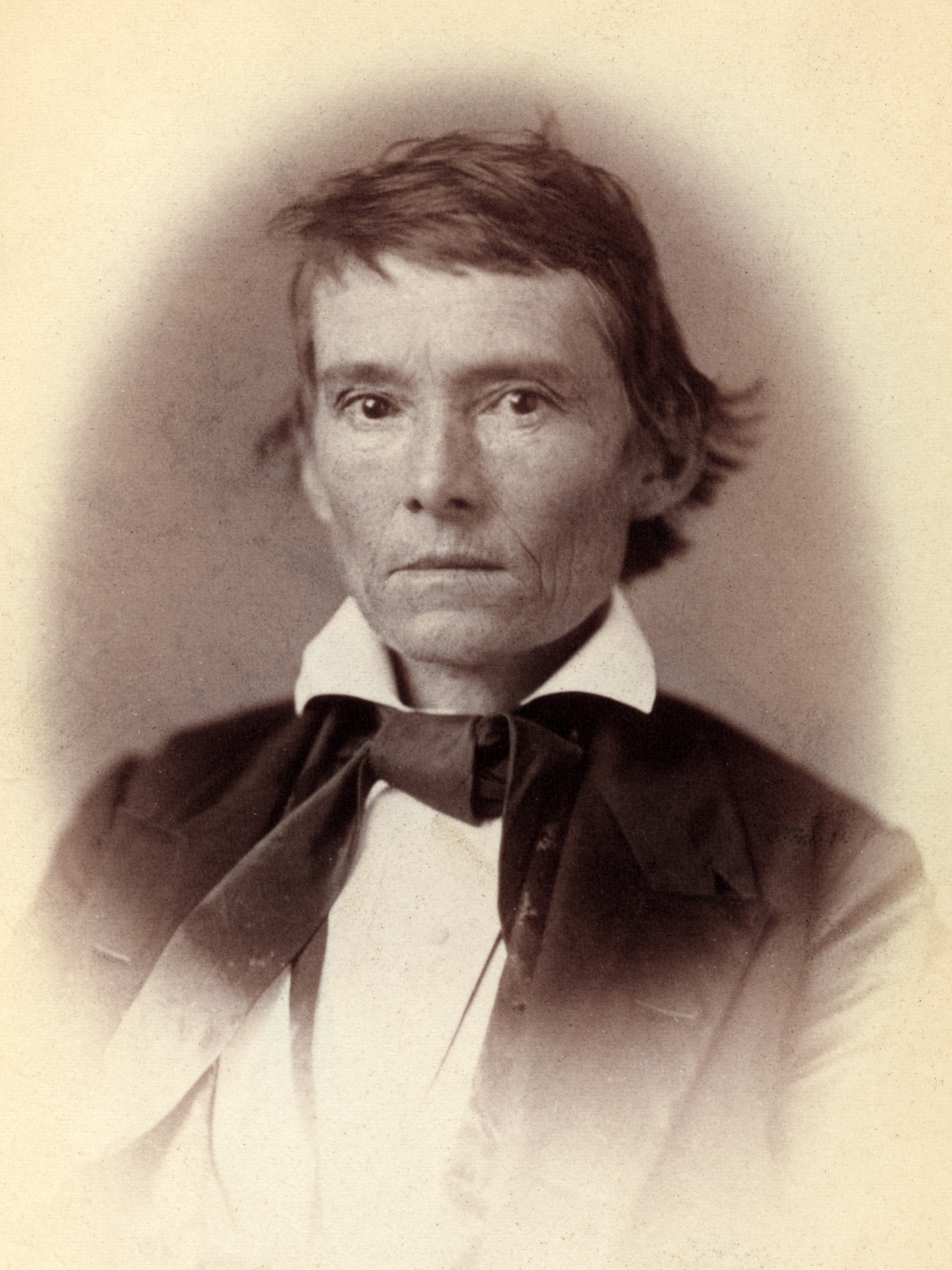
Il vicepresidente confederato Alexander Hamilton Stephens, autore del discorso della pietra angolare.

Diversi mesi dopo, il 21 marzo 1861, Stephens, allora vicepresidente confederato, pronunciò il discorso della pietra angolare a Savannah (Georgia) in cui affermò che la questione schiavista era stata la causa prima della crisi e delineò le principali differenze tra l'ideologia confederata e quella unionista:
(Testo completo su Wikisource)
Nel luglio de 1863, mentre si stava combattendo la battaglia di Gettysburg ed era in corso l'assedio di Vicksburg, il senatore repubblicano Charles Sumner ripubblicò il proprio discorso del 1860, La barbarie della schiavitù, affermando che il desiderio di conservare la schiavitù era l'unica vera causa della guerra.
(Testo completo su Wikisoure)
Gli obiettivi di Lincoln nella guerra erano conseguenze della guerra, non cause. Lincoln spiegò a Horace Greeley l'obiettivo dell'unità nazionale come difesa dell'Unione il 22 agosto del 1862, un mese prima del proclama di emancipazione preliminare:
Il 4 marzo 1865, nel secondo discorso d'insediamento, Lincoln ribadì il concetto secondo cui la schiavitù fu la causa primaria dello scatenamento della guerra:

### Storiografia
- Ayers, Edward L. What Caused the Civil War? Reflections on the South and Southern History (2005). 222 pp.
- Beale, Howard K., "What Historians Have Said About the Causes of the Civil War", Social Science Research Bulletin 54, 1946.
- Boritt, Gabor S. ed. Why the Civil War Came (1996)
- Childers, Christopher. "Interpreting Popular Sovereignty: A Historiographical Essay", Civil War History Volume 57, Number 1, March 2011 pp. 48–70 in Project MUSE
- Crofts Daniel. Reluctant Confederates: Upper South Unionists in the Secession Crisis (1989), pp 353–82 and 457-80
- Etcheson, Nicole. "The Origins of the Civil War", History Compass 2005 #3 (North America)
- Foner, Eric. "The Causes of the American Civil War: Recent Interpretations and New Directions". In Beyond the Civil War Synthesis: Political Essays of the Civil War Era, edited by Robert P. Swierenga, 1975.
- Kornblith, Gary J., "Rethinking the Coming of the Civil War: A Counterfactual Exercise". Journal of American History 90.1 (2003): storiografia dettagliata; versione online
- Pressly, Thomas. Americans Interpret Their Civil War (1954), analisi datata che cataloga gli storici per scuola di interpretazione; online
- SenGupta, Gunja. "Bleeding Kansas: A Review Essay," Kansas History  24 (Winter 2001/2002): 318–341. online
- Smith, Stacey L. "Beyond North and South: Putting the West in the Civil War and Reconstruction," Journal of the Civil War Era (Dec 2016) 6#4 pp. 566–591. DOI:10.1353/cwe.2016.0073 excerpt
- Towers, Frank. "Partisans, New History, and Modernization: The Historiography of the Civil War's Causes, 1861–2011." The Journal of the Civil War Era (2011) 1#2 pp: 237-264.
- Tulloch, Hugh. The Debate On the American Civil War Era (Issues in Historiography) (2000)
- Woods, Michael E., "What Twenty-First-Century Historians Have Said about the Causes of Disunion: A Civil War Sesquicentennial Review of the Recent Literature," Journal of American History (2012) 99#2 pp: 415–39. online
- Woodward, Colin Edward. Marching Masters: Slavery, Race, and the Confederate Army during the Civil War. University of Virginia Press, 2014. Introduction p1-10
- Woodworth, Steven E. ed. The American Civil War: A Handbook of Literature and Research (1996), 750 pagine di storiografia.

### Economia e modernizzazione
- Beard, Charles, and Mary Beard. The Rise of American Civilization. Two volumes. (1927), afferma che la schiavitù era un fattore secondario online
- Hofstadter, Richard. "The Tariff Issue on the Eve of the Civil War," American Historical Review (1938) 44#1 pp: 50-55. in JSTOR
- Luraghi, Raimondo, "The Civil War and the Modernization of American Society: Social Structure and Industrial Revolution in the Old South Before and During the War", Civil War History XVIII (September 1972). In JSTOR
- McPherson, James M. Ordeal by Fire: the Civil War and Reconstruction. (1982), interpretazione della modernizzazione.
- Moore, Barrington. Social Origins of Dictatorship and Democracy. (1966), interpretazione della modernizzazione.
- Thornton, Mark; Ekelund, Robert B. Tariffs, Blockades, and Inflation: The Economics of the Civil War. (2004), sottolinea le paure di dazi protezionisti

### Nazionalismo e cultura
- Crofts Daniel. Reluctant Confederates: Upper South Unionists in the Secession Crisis (1989)
- Current, Richard. Lincoln and the First Shot (1963)
- Nevins, Allan, autore della narrazione più dettagliata
  - Ordeal of the Union 2 vols. (1947) copre 1850–57.
  - The Emergence of Lincoln, 2 vols. (1950) copre 1857–61; non prende forti posizioni sulle cause
- Olsen, Christopher J. Political Culture and Secession in Mississippi: Masculinity, Honor, and the Antiparty Tradition, 1830–1860 (2000), interpretazione culturale
- Potter, David The Impending Crisis 1848–1861. (1976), vincitore del premio Pulitzer, che sottolinea il senso di nazione al Sud
- Potter, David M. Lincoln and His Party in the Secession Crisis (1942).
- Miller, Randall M., Harry S. Stout, and Charles Reagan Wilson, eds. Religion and the American Civil War (1998), saggi

### Schiavitù
- Ashworth, John
  - Slavery, Capitalism, and Politics in the Antebellum Republic. (1995)
  - "Free labor, wage labor, and the slave power: republicanism and the Republican party in the 1850s", in Melvyn Stokes and Stephen Conway (eds), The Market Revolution in America: Social, Political and Religious Expressions, 1800–1880, pp. 128–46. (1996)
- Donald, David et al. The Civil War and Reconstruction (latest edition 2001)
- Fellman, Michael et al. This Terrible War: The Civil War and its Aftermath (2003)
- Foner, Eric
  - Free Soil, Free Labor, Free Men: the Ideology of the Republican Party before the Civil War. (1970, 1995) mette l'accento sull'ideologia
  - Politics and Ideology in the Age of the Civil War. New York: Oxford University Press. (1981)
- Freehling, William W. The Road to Disunion: Secessionists at Bay, 1776–1854 1991., insiste sulla schiavitù
- Gienapp William E. The Origins of the Republican Party, 1852–1856 (1987)
- Manning, Chandra. What This Cruel War Was Over: Soldiers, Slavery, and the Civil War. New York: Vintage Books (2007).
- Byron McCauley, The Confederacy was about preserving slavery. The proof? It's on the money, in The Cincinnati Enquirer, 5 aprile 2018. URL consultato il 15 aprile 2018.
- McPherson, James M. Battle Cry of Freedom: The Civil War Era. (1988), si concentra sulla schiavitù
- Morrison, Michael. Slavery and the American West: The Eclipse of Manifest Destiny and the Coming of the Civil War (1997)
- Morrow, Ralph E. "The Proslavery Argument Revisited", The Mississippi Valley Historical Review, Vol. 48, No. 1. (giugno 1961), pp. 79–94. in JSTOR Oakes, James. The Scorpion's Sting: Antislavery and the Coming of the Civil War (New York: Norton, 2014) 207 pp.
- Rhodes, James Ford History of the United States from the Compromise of 1850 to the McKinley-Bryan Campaign of 1896 Volume: 1. (1920), narrazione molto dettagliata degli anni 1850–56. Il volume 2 1856–60 si concentra sulla schiavitù
- Schlesinger, Arthur Jr. "The Causes of the Civil War" (1949) reprinted in his The Politics of Hope (1963); riporta nuova attenzione sulla schiavitù
- Stampp, Kenneth M. America in 1857: A Nation on the Brink (1990)
- Stampp, Kenneth M. And the War Came: The North and the Secession Crisis, 1860–1861 (1950).